# Bad Kissingen

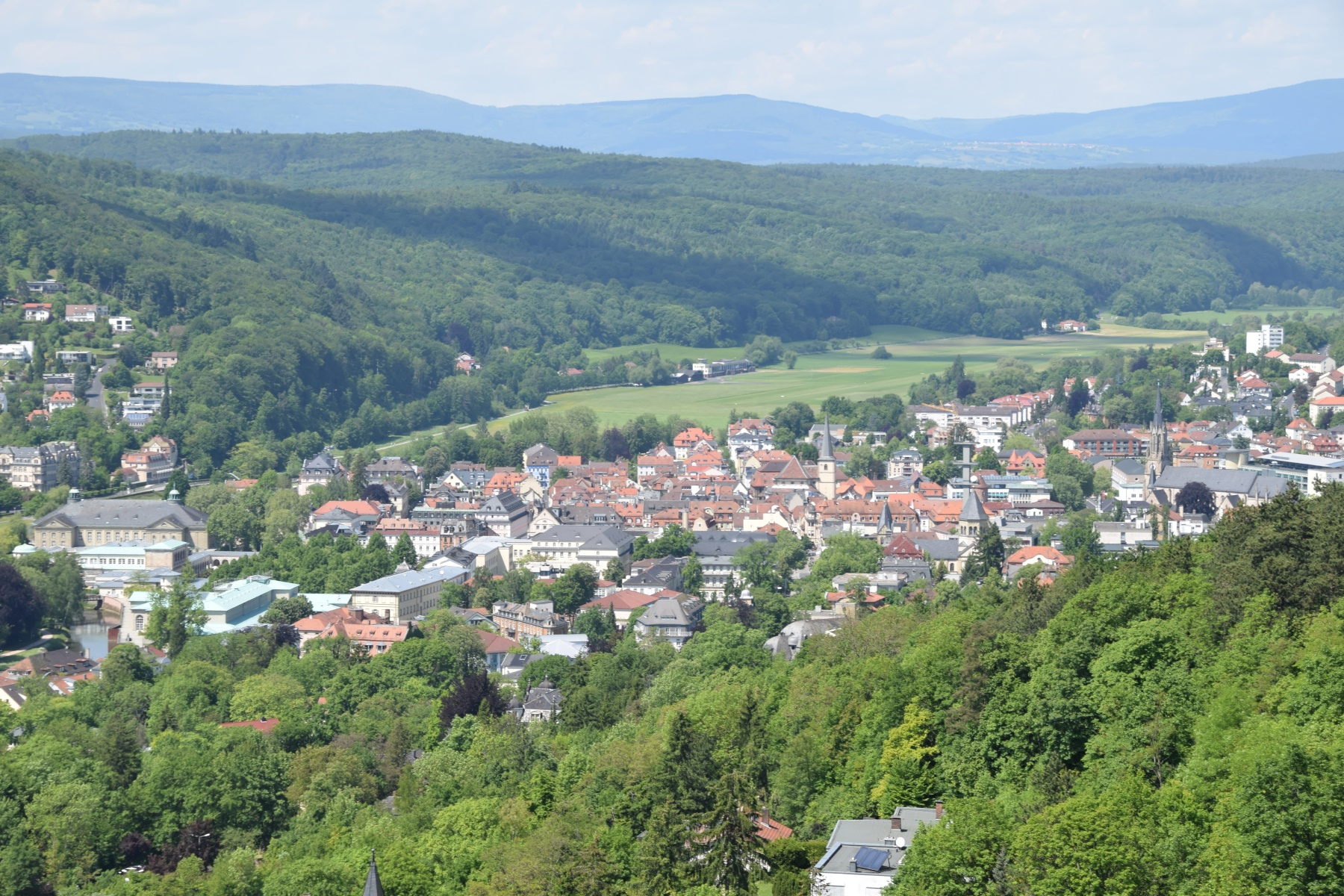
Stadtzentrum (rechts) und Kurviertel (links). Dahinter die Rhön, rechts mit dem Kreuzberg (928 m)

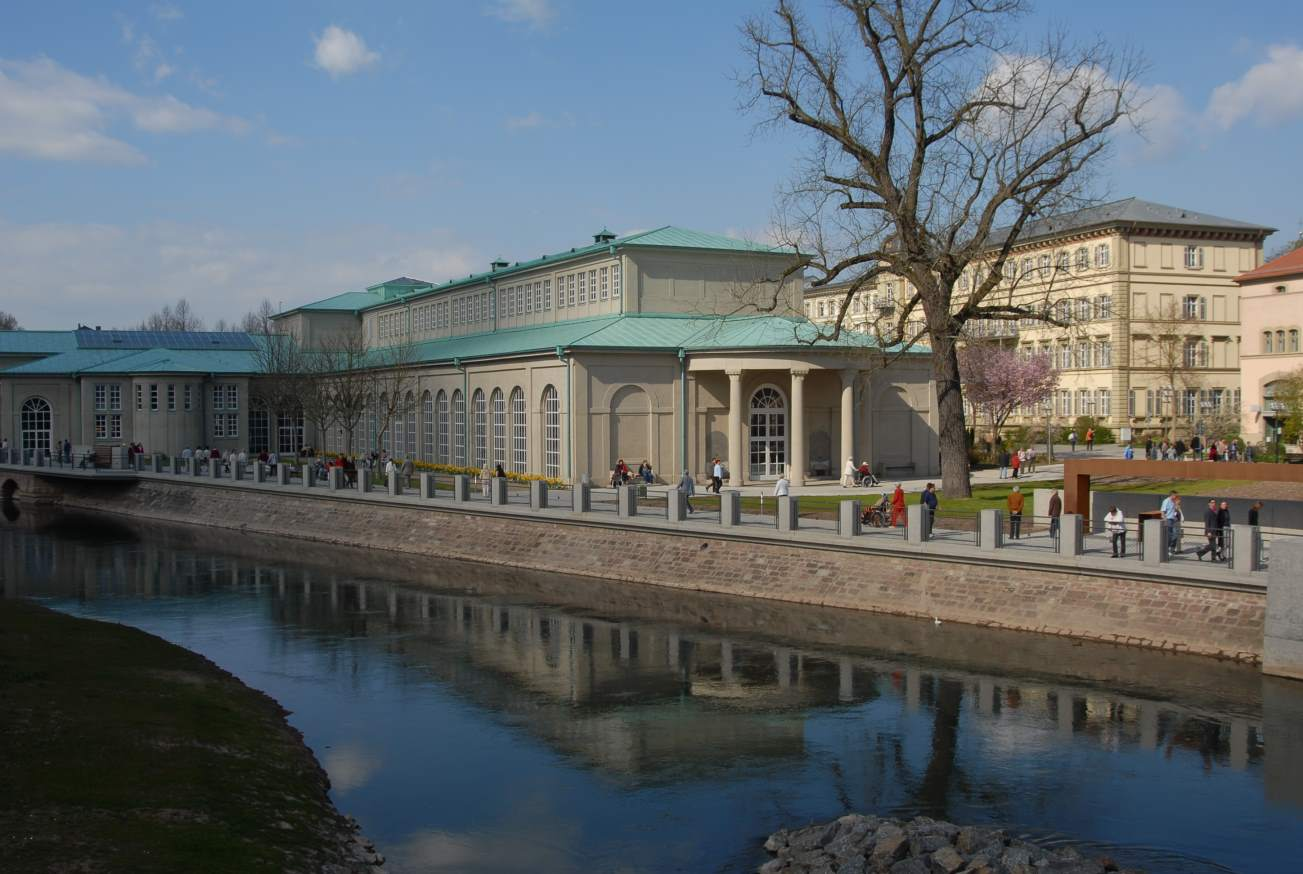
Fränkische Saale mit Wandelhalle,
rechts Hotel Kaiserhof Victoria

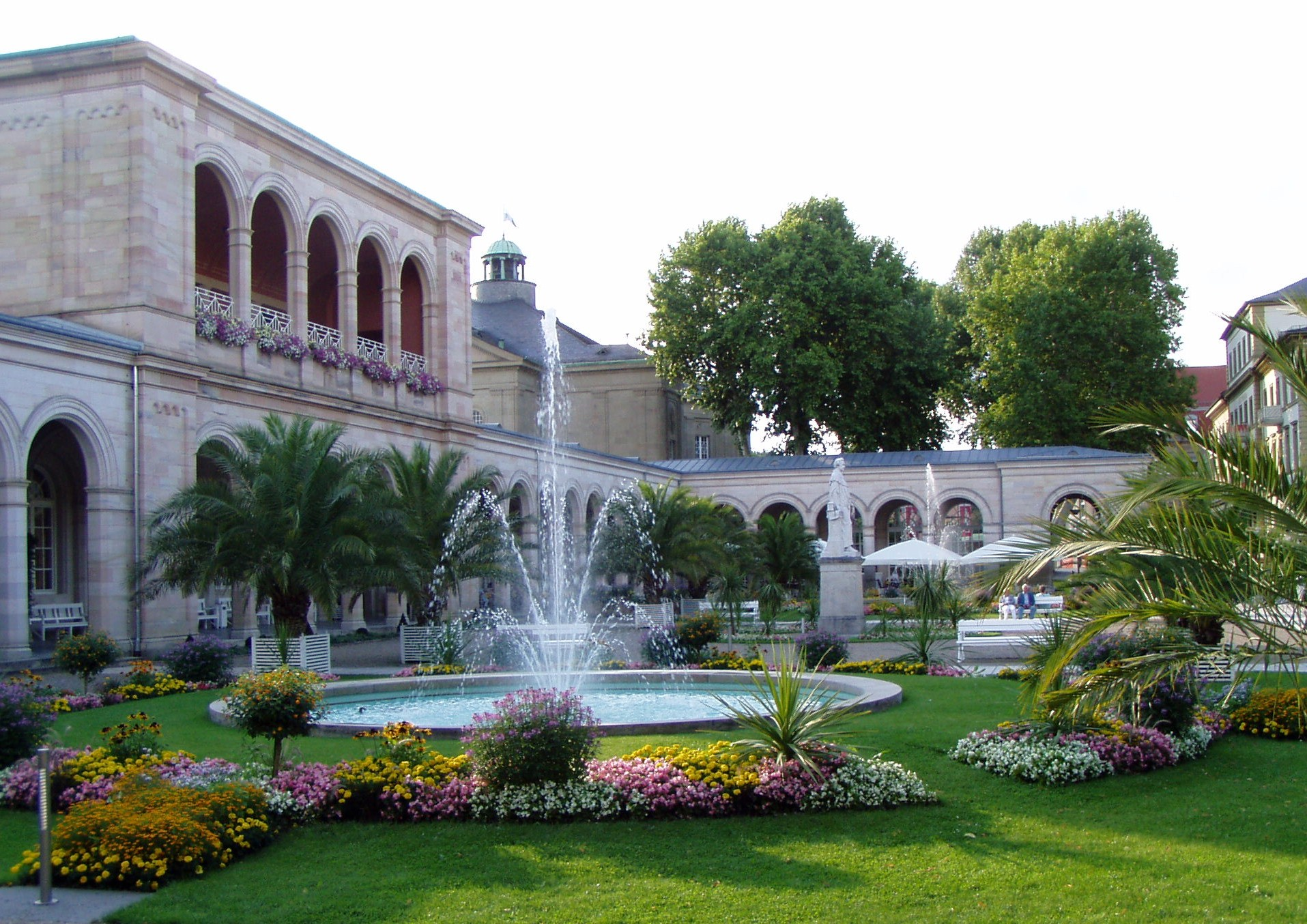
Kurgarten mit Arkadenbau, dahinter Regentenbau

Bad Kissingen (vor dem 24. April 1883 Kissingen) ist eine Große Kreisstadt des gleichnamigen Landkreises und Sitz des Landratsamtes. Das bayerische Staatsbad gehört zum UNESCO-Welterbe. Bad Kissingen ist die viertgrößte Stadt des Regierungsbezirks Unterfranken und bildet seit 2016 zusammen mit Bad Neustadt ein gemeinsames Oberzentrum.
Bad Kissingen ist Standort bayerischer Landesbehörden und in seiner Mittellage beliebter Tagungs- und Veranstaltungsort. Die Kurstadt liegt im Tal der Fränkischen Saale, am südöstlichen Rand der Rhön. Als Mineral- und Moorheilbad wird ein breites Spektrum von Indikationen behandelt. Bad Kissingen ist das bedeutendste Kurbad im Bäderland Bayerische Rhön.
Kissingen wurde seit dem 18. Jahrhundert in Konkurrenz zu Karlsbad und Baden-Baden zum Weltbad ausgebaut. Es besitzt den ältesten Kurgarten (1738) und das größte Ensemble historischer Kurbauten Europas, das unter der Ägide der beiden bayerischen Herrscher Ludwig I. (1825–1848) und Prinzregent Luitpold (1886–1912) entstand.
Zudem ist die Kurstadt ältester Gradierstandort Europas und steht unter den meistbesuchten Heilbädern Deutschlands nach Bad Füssing an zweiter Stelle.
Am 24. Juli 2021 nahm die UNESCO Bad Kissingen als Teil der bedeutenden Kurstädte Europas in die Liste des Weltkulturerbes auf.

## Geografie

### Lage
Bad Kissingen liegt zentral in Deutschland, in der Region Main-Rhön. Die Stadt ist gut mit dem Auto erreichbar, mit Anschlussstellen an den Bundesautobahnen 7 und 71. Auch die Erreichbarkeit per Bahn hat sich verbessert. Berlin ist vom Hauptbahnhof Schweinfurt (30 Bahnverbindungen pro Tag nach Bad Kissingen, Reisezeit ab 22 Minuten) unter dreieinhalb Stunden, München ab 2:33 Stunden und Hamburg ab 3:57 Stunden erreichbar. Kissingen ist der Hauptort der Bayerischen Bäderregion mit insgesamt fünf Kurbädern. Dazu zählen die beiden weiteren Staatsbäder Bad Bocklet und Bad Brückenau sowie Bad Neustadt und Bad Königshofen. Bad Kissingen hat die für mitteleuropäische Kurbäder klassische Mittelgebirgs-Randlage. Es liegt am Südrand der deutschen Mittelgebirgsschwelle, östlich des Spessarts und am Rand des Biosphärenreservats Rhön, 20 km vom Kreuzberg (928 m) entfernt. 20 km östlich liegen der Ellertshäuser See und der Naturpark Haßberge.
An Berghängen um die Stadt wurde einstmals Weinbau betrieben. Südlich des Stadtrandes beginnt das Fränkische Weinland mit dem nördlichsten Weinort Frankens Wirmsthal.

Blick vom Altenberg über die Fränkische Saale auf das Zentrum der Kurstadt. Links der Sinnberg, rechts der Stationsberg

### Gemeindegliederung

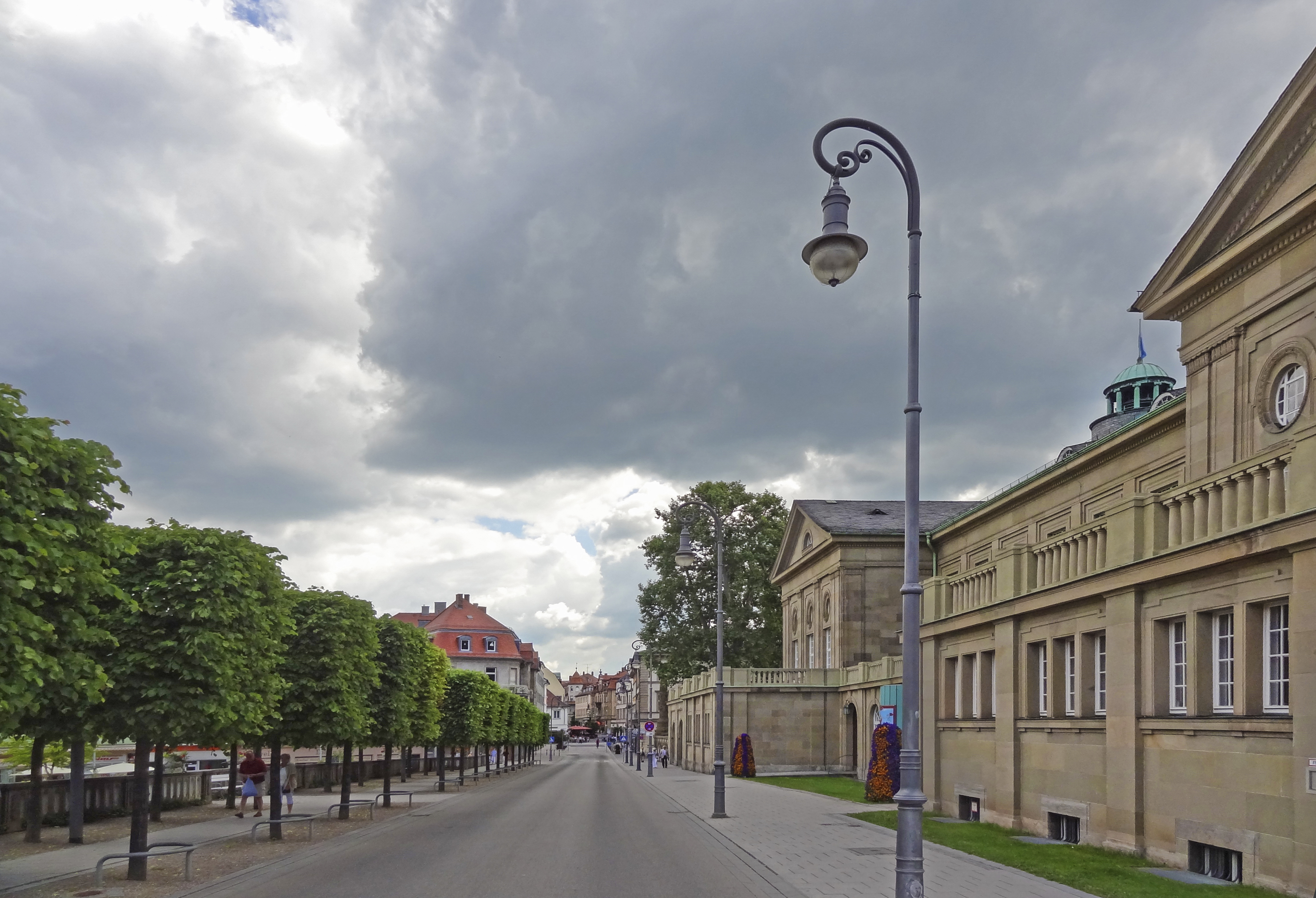
Ludwigstraße,
die Hauptstraße der Kernstadt

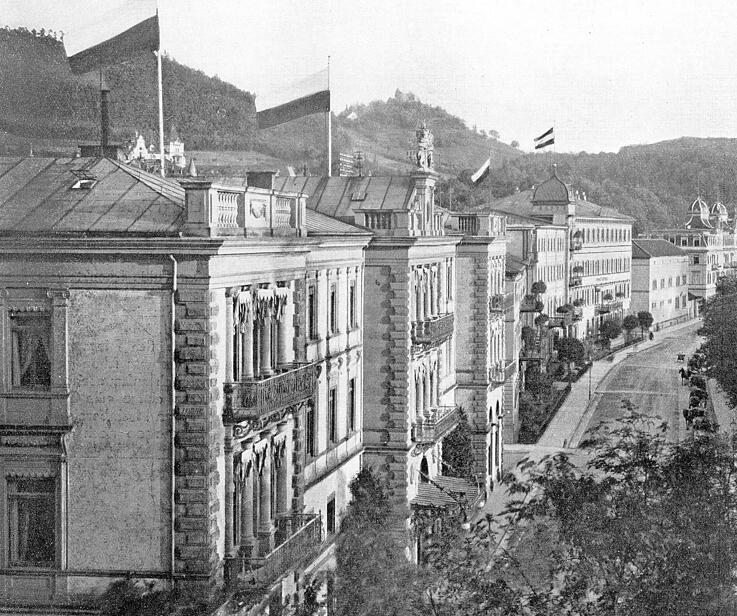
Am Kurgarten Ende des
19. Jahrhunderts

Die Gemeinde Bad Kissingen hat 18 Gemeindeteile (in Klammern sind der Siedlungstyp und die Einwohnerzahl Stand 1. Januar 2016 angegeben):
- Albertshausen (Pfarrdorf, 588)
- Altenburgerhaus (Einöde)
- Arnshausen (Pfarrdorf, 1192)
- Bad Kissingen (Hauptort, 11.003)
- Brandmühle (Einöde)
- Garitz (Pfarrdorf, 4400)
- Götzenmühle (Einöde)
- Hausen (Pfarrdorf, 1704)
- Klaushof (Forsthaus)
- Kleinbrach (Kirchdorf, 358)
- Poppenroth (Pfarrdorf, 851)
- Reiterswiesen (Kirchdorf, 2063)
- Saline Kissingen (Dorf)
- Schlettenmühle (Einöde)
- Seehof (Gut)
- Steinhof (Weiler)
- Wehrhaus (Einöde)
- Winkels (Kirchdorf, 1323)

### Naturraum
Bad Kissingen gehört geographisch zur Südrhön, der südöstliche Rest zur Wern-Lauer-Platte.

### Klima
Die Stadt liegt an der Grenze Weinfrankens und unweit der Wintersportregion der Rhön. Bedingt durch die Saale, den Kissinger Mischwald und die verhältnismäßig tiefe Lage im Windschatten der Rhön ist das Klima niederschlagsarm, relativ wintermild und sommerwarm.

### Salinen, Heilquellen und Kurviertel
Mineral- und Salzablagerungen des Zechsteinmeers bilden die Grundlage für die Mineralquellen der Südrhön und ihrer Heilbäder. Ursprünglich nur zur Salzgewinnung genutzt, dienen sie mindestens seit der Frühen Neuzeit auch therapeutischen Zwecken.

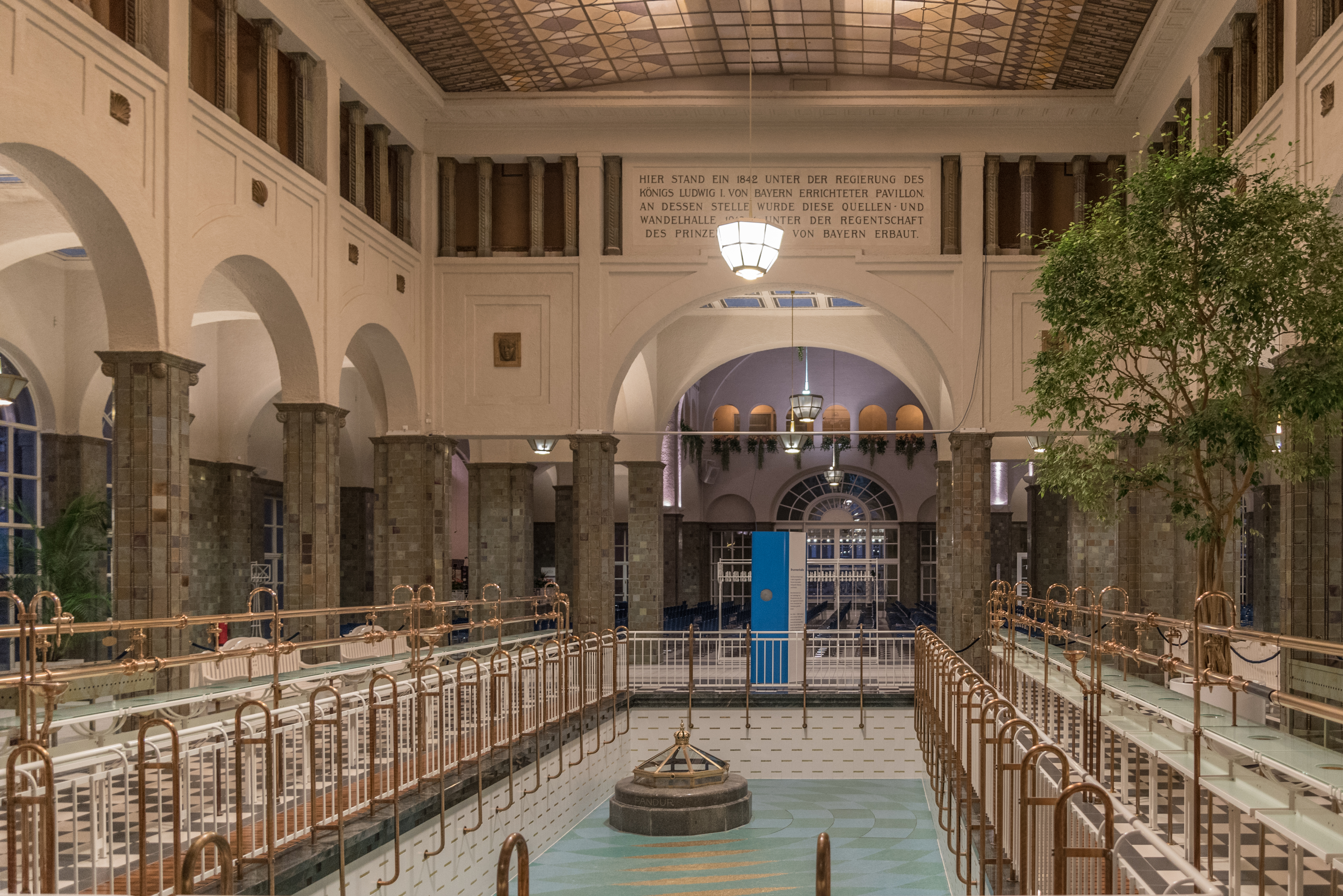
Brunnenhalle (1911) am Kurgarten

Vom Kissinger Kurviertel ziehen sich nach Norden entlang der Fränkischen Saale Salinen und Heilbrunnen über den Stadtteil Hausen bis in den Kurvorort Bad Bocklet auf 8 km hin. Nach dem Kissinger Kurviertel folgen in Hausen die in ersten Anfängen bereits 1200 Jahre alte Untere Saline mit Gradierwerk, und danach die Obere Saline (Königliche Saline) von 1763.
Dort zogen sich in historischer Zeit Gradierwerke zur Salzgewinnung auf fast 2 km hin. Danach folgt in der Kleinbracher Saaleschleife das einstige Kleinkloster Brachau (St. Dionysius, 823 urkundlich belegt), das vermutlich ebenfalls mit Salzgewinnung befasst war (Bild siehe: Mittelalter). Schließlich bilden an der heutigen Stadtgrenze von Bad Kissingen, aber bereits auf Bad Bockleter Gebiet, zwei weitere Heilbrunnen den Abschluss des funktional zu Kissingen gehörenden Heilquellengebietes.
An den unmittelbar südwestlich der Kissinger Altstadt gelegenen Heilquellen entstand das historische Kurviertel. Es besteht aus vier großen, historischen Komplexen. Drei von ihnen liegen am östlichen Saale-Ufer um den Kurgarten: der Regentenbau, der Arkadenbau und die Wandelhalle, mit Brunnenhalle im Westflügel. Alle Bauten sind durchgängig miteinander verbunden nach der Devise der Baumeister, dass man ein Kurviertel für schlechtes Wetter planen sollte, da es bei schönem Wetter sowieso funktioniert und dann die Arkaden zudem Schutz vor Hitze bieten. Innerhalb von 79 Jahren entstand ein Kurhaus beispielloser Größe. Ein Rundgang durch Arkaden, Hallen, Lese-, Spielsäle, das mondäne Kurgartencafe, Wandel- und Brunnenhalle umfasst einen Kilometer.
Am westlichen Saale-Ufer befindet sich der Komplex des einstigen Luitpoldbades, mit dem Luitpold-Casino.

Historisches Kurviertel
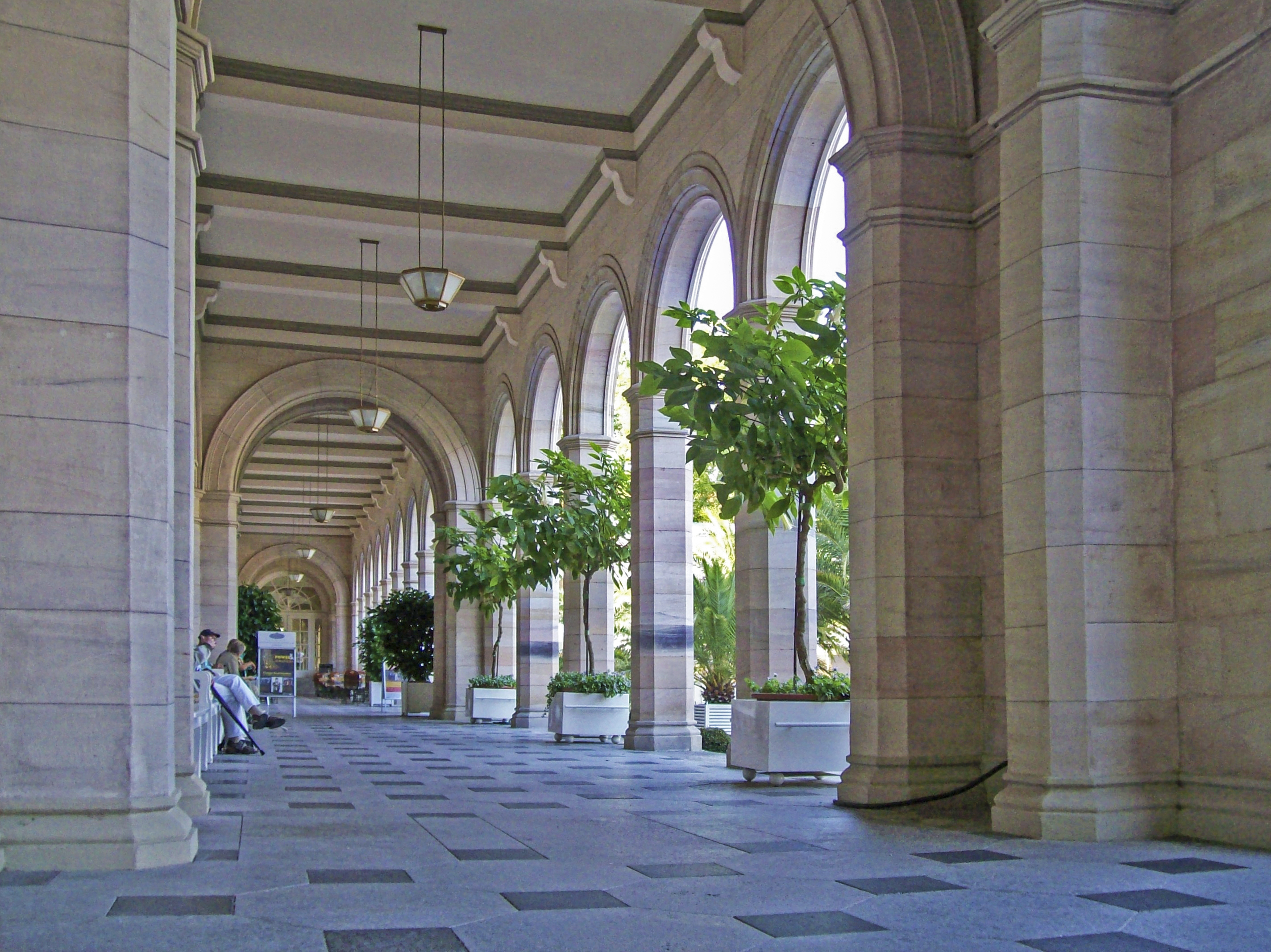
Arkadenbau (1838)
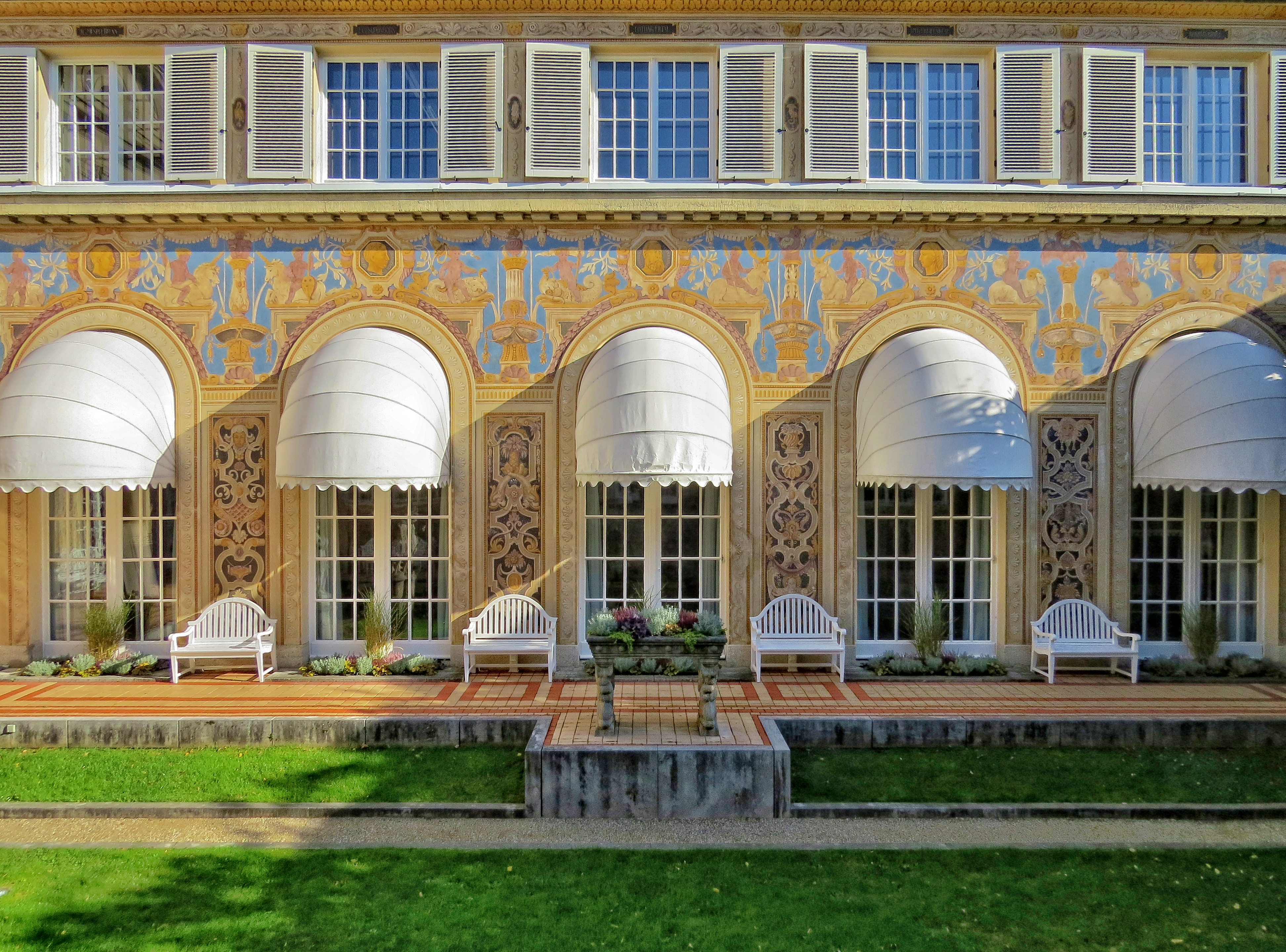
Regentenbau (1913) mit Schmuckhof
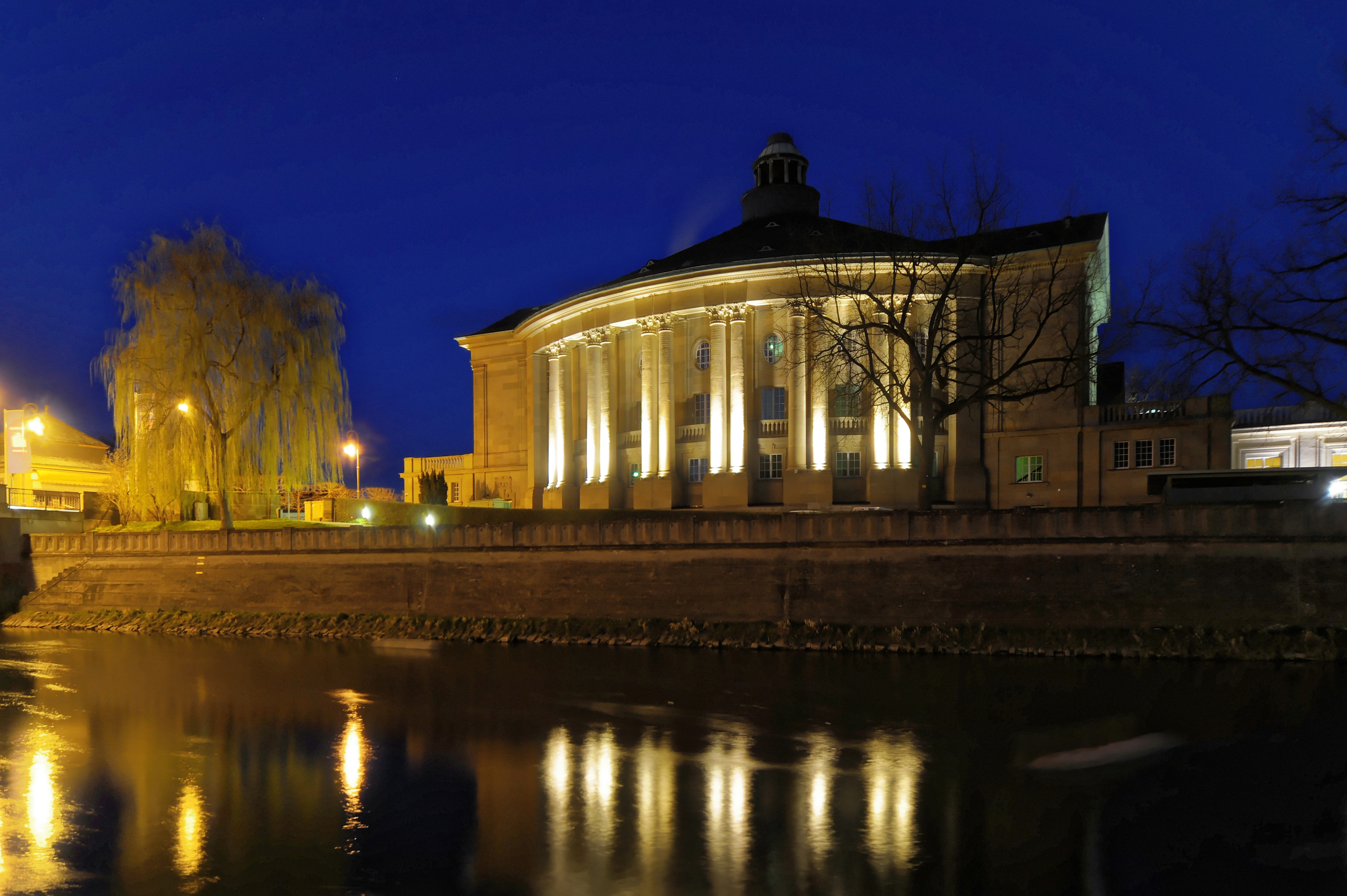
Regentenbau mit Fränkischer Saale
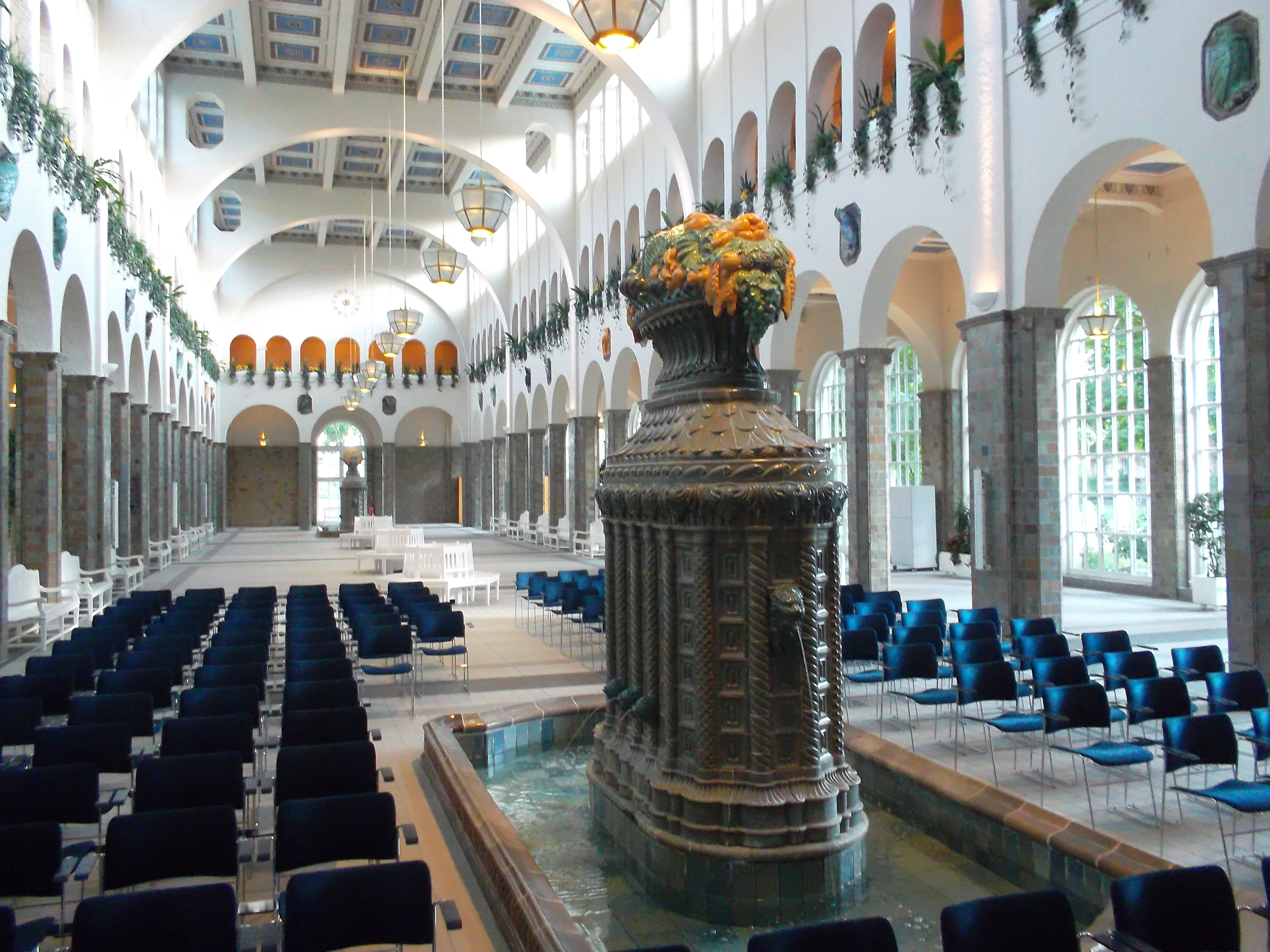
Wandelhalle (1911)
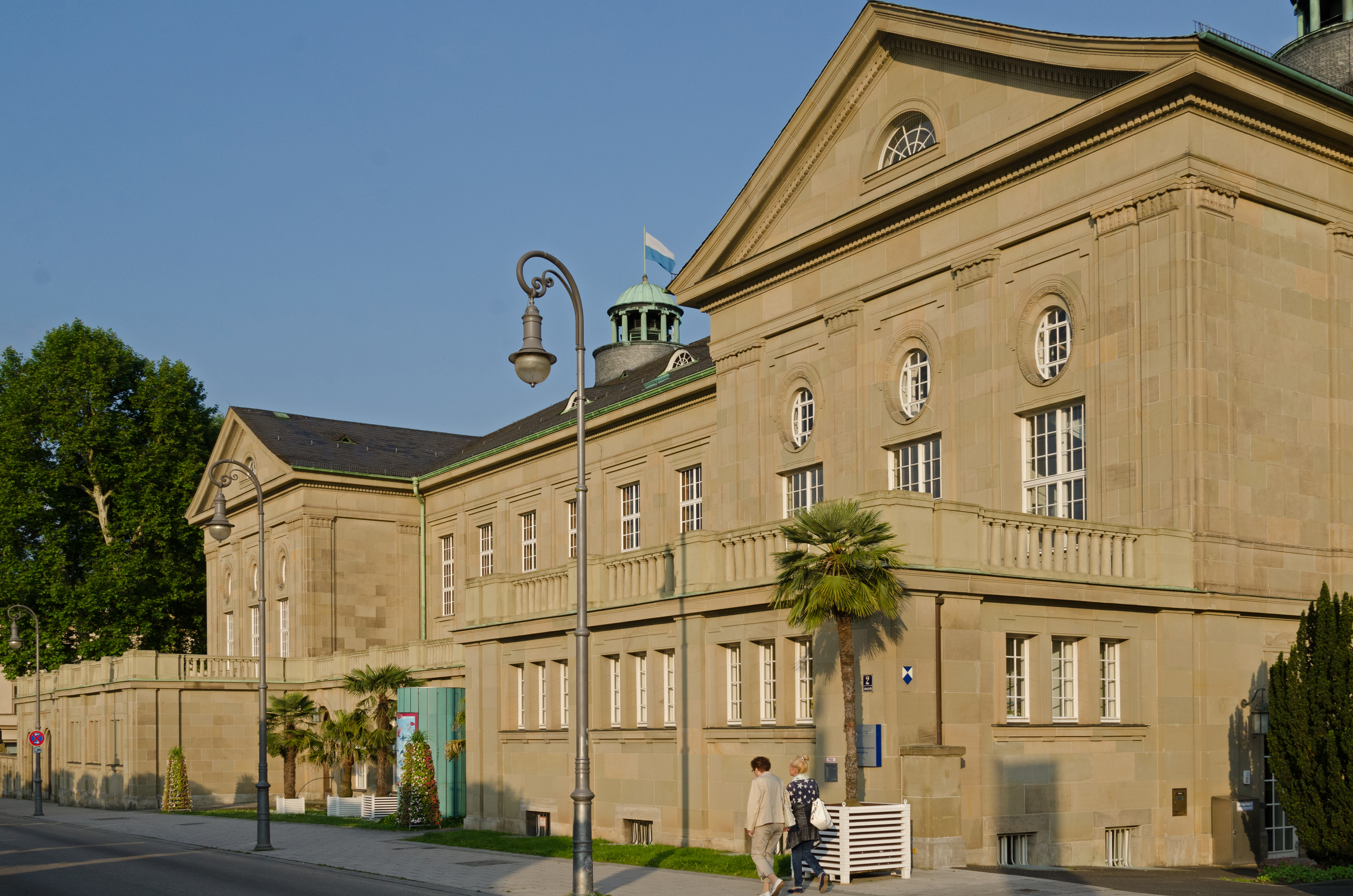
Regentenbau mit Ludwigstraße

Siehe auch: Kurbauten

### Heilbrunnen
Funktional gehören heute sieben Heilquellen zur Kurstadt, die alle im Saaletal liegen. Die drei nachfolgend erstgenannten sind die klassischen Quellen am Kurgarten. Die beiden nächstgenannten befinden sich weiter nördlich, im 1972 eingemeindeten Hausen. Luitpoldsprudel „alt“ und „neu“ liegen ganz im Norden, direkt an der heutigen Stadtgrenze. Diese verläuft dort auf der Mitte der Saale, die Quellen liegen jedoch am zu Bad Bocklet gehörenden Ufer, auf Großenbracher Gemarkung.
- Der Rakoczy-Brunnen in der Wandelhalle ist am bekanntesten und wurde zum Synonym für die Kurstadt (Rakoczi-Fest, Rakoczy-Reitturnier). Die Quelle wurde 1737 bei einer Verlegung der Saale entdeckt und nach dem damals populären ungarischen Nationalhelden Ferenc II. Rákóczi benannt. Aus dem eisenhaltigen Natriumchlorid-Säuerling (Trinkkur) wird unter Zusatz von Magnesiumsulfat und Natriumsulfat das Kissinger Bitterwasser hergestellt. Die Entnahmestellen des Rakoczywassers sind in der Brunnenhalle, den nördlich anschließenden Geschlossenen Arkaden und in der Wandelhalle am Eingang Kurhausstraße. Die Entnahmestelle des Kissinger Bitterwassers ist in der Brunnenhalle.[17][18]

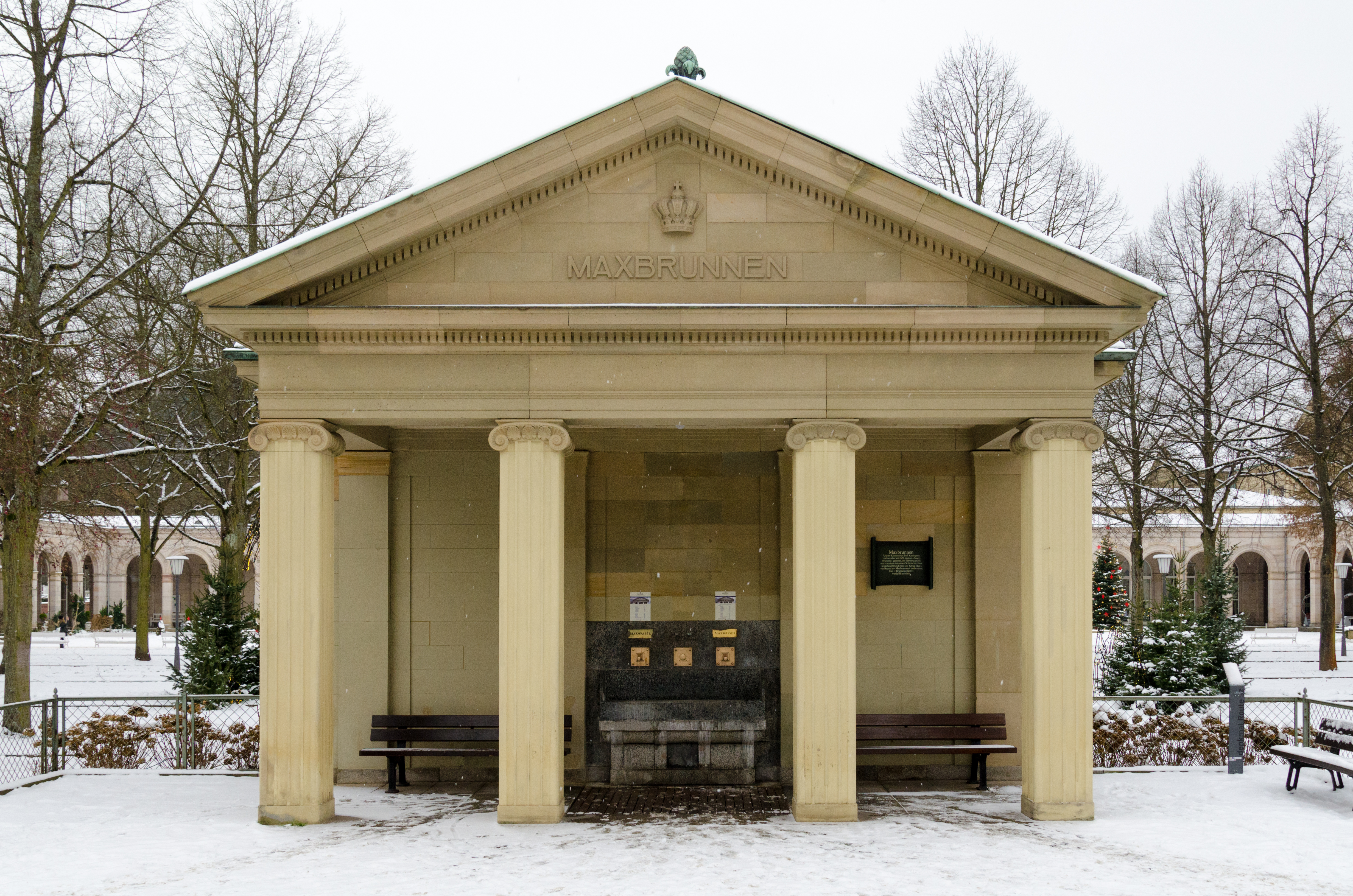
Maxbrunnen, Brunnentempel (1911)

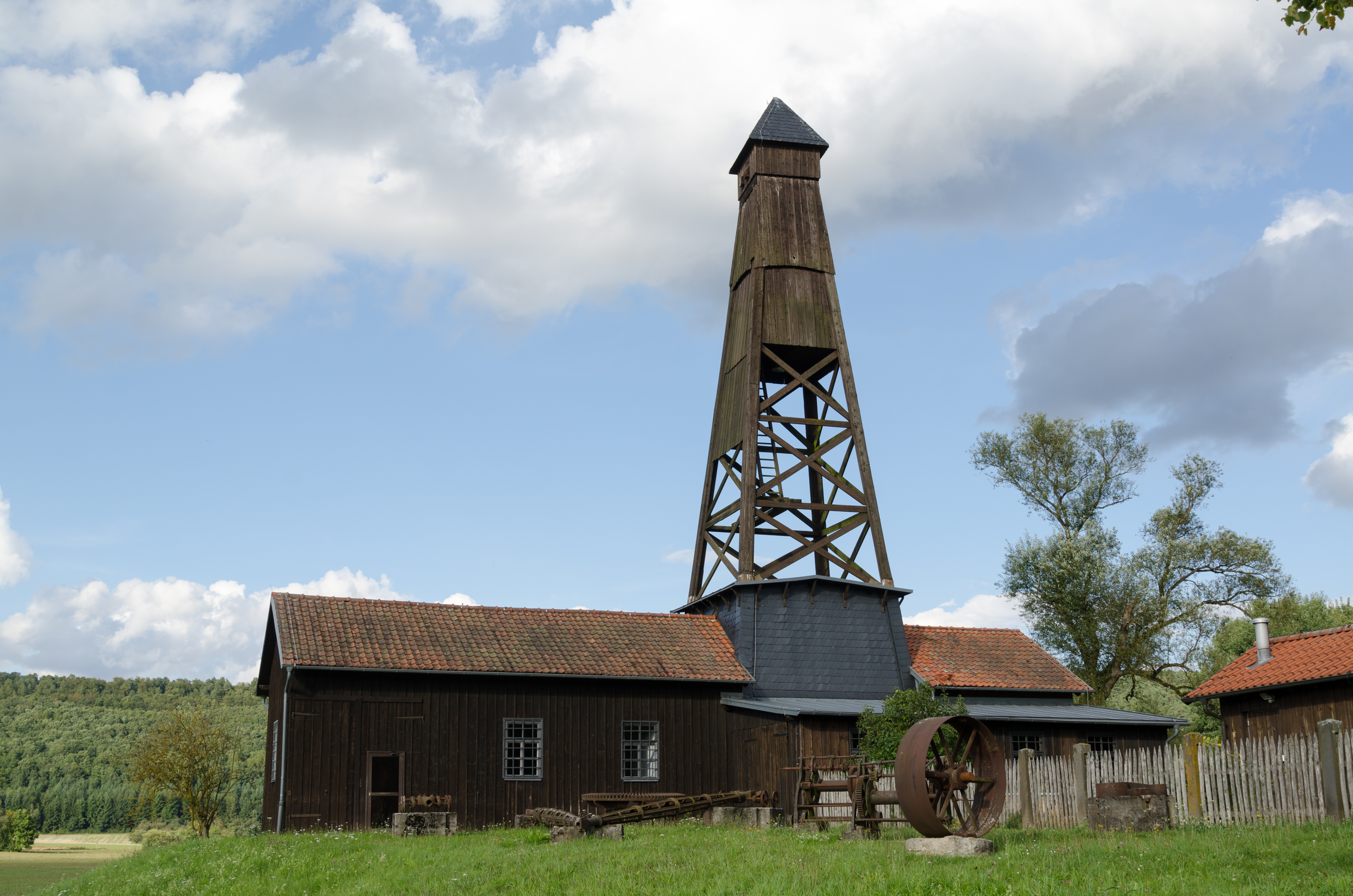
Luitpoldsprudel, Bohrturm (1912)

- Der Maxbrunnen (auch: Sauerbrunnen) im Brunnentempel im Kurgarten ist der älteste Kissinger Heilbrunnen und wurde erstmals 1520 erwähnt. Der Brunnen trägt seinen Namen seit seiner Neufassung unter König Max I. Joseph von Bayern im Jahr 1815. Der Natriumchlorid-Säuerling (Trinkkur) hat Entnahmestellen am Maxtempel im Kurgarten und in der Brunnenhalle.[19]
- Der Pandur-Brunnen (früher auch: Scharfe Brunnen, Badbrunnen) in der Wandelhalle ist seit 1616 als Kurbrunnen bekannt. Er erhielt seinen heutigen Namen im 18. Jahrhundert nach dem berüchtigten Panduren-Korps, das unter den Kurgästen für Gesprächsstoff sorgte. Der eisenhaltige Natriumchlorid-Säuerling (Trinkkur) hat dieselben Entnahmestellen wie der Rakoczybrunnen.[20]
- Der Runde Brunnen liegt am Gradierwerk. Der wenig bekannte Brunnen unter einer Glaskuppel ist der interessanteste und kann beobachtet werden. Er intermittiert, wallt also von Zeit zu Zeit heftig auf und sinkt wieder zusammen. Die Solequelle wurde 1788 entdeckt, für die Salzgewinnung erschlossen und wird seit 1841 auch therapeutisch genutzt. Sie ist ein eisenhaltiger Natriumchlorid-Säuerling (Badekur, Inhalation).[21]
- Der Schönborn-Sprudel liegt im heutigen Stadtteil Hausen, an der Hauptstraße beim Kloster Hausen. Die Thermalquelle (Badekur) wurde 1764 zur Salzgewinnung erschlossen und therapeutisch erst gut 100 Jahre später genutzt. Ihr Name geht auf den Würzburger Fürstbischof Johann Philipp von Schönborn zurück. Heute werden mit dem Schönbornsprudel u. a. KissSalis Therme und das Hotel Kaiserhof Victoria gespeist.[22]
- Der Luitpoldsprudel „alt“ an der Saaleschleife nördlich des heutigen Stadtteils Hausen wurde 1908 erbohrt und 1913 dem Kurbetrieb zugänglich gemacht. Sein Name würdigt den damals gerade verstorbenen Prinzregenten Luitpold II. von Bayern. Der eisenhaltige Natrium-Calcium-Chlorid-Hydrogencarbonat-Sulfat-Säuerling (Trinkkur) hat Entnahmestellen in der Brunnenhalle, in der Wandelhalle am Eingang Kurhausstraße und der offenen Vorhalle und von April bis Oktober direkt vor Ort.[23]
- Auf den Luitpoldsprudel „neu“ an selber Stelle stieß man 1986 im Zuge der Neuerschließung zum Erhalt des „alten“ Luitpoldsprudels. Es ist ein eisenhaltiger Natrium-Calcium-Chlorid-Hydrogencarbonat-Sulfat-Säuerling (Badekur).[24]

### Umliegende Berge
Die Stadt wird von sieben markanteren Bergen umgeben. Der nächstgelegene ist der Altenberg und grenzt direkt ans Kurviertel, während der Scheinberg mit vier Kilometer am weitesten entfernt liegt. Die Fränkische Saale fließt von Norden in die Stadt hinein und im Südwesten zwischen Scheinberg und Altenberg wieder heraus.
| Staffelsberg |                                             | Sinnberg     |
|              | Kompassrose, die auf Nachbargemeinden zeigt | Osterberg    |
| Altenberg    | Finsterberg Scheinberg                      | Stationsberg |

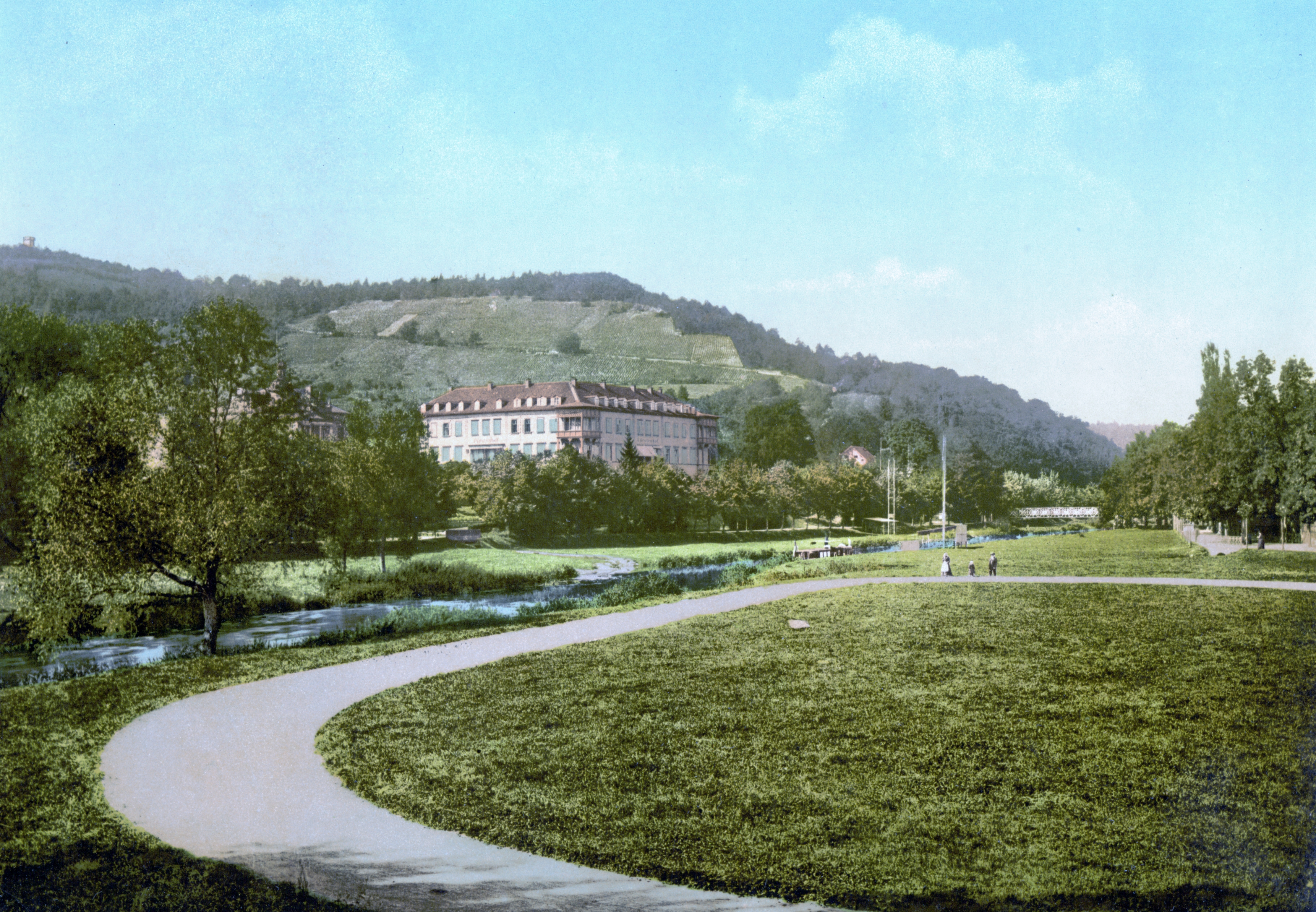
Staffelsberg mit staffelförmigen Weinbergen am rechten Rand,
davor Hotel Fürstenhof (um 1900)

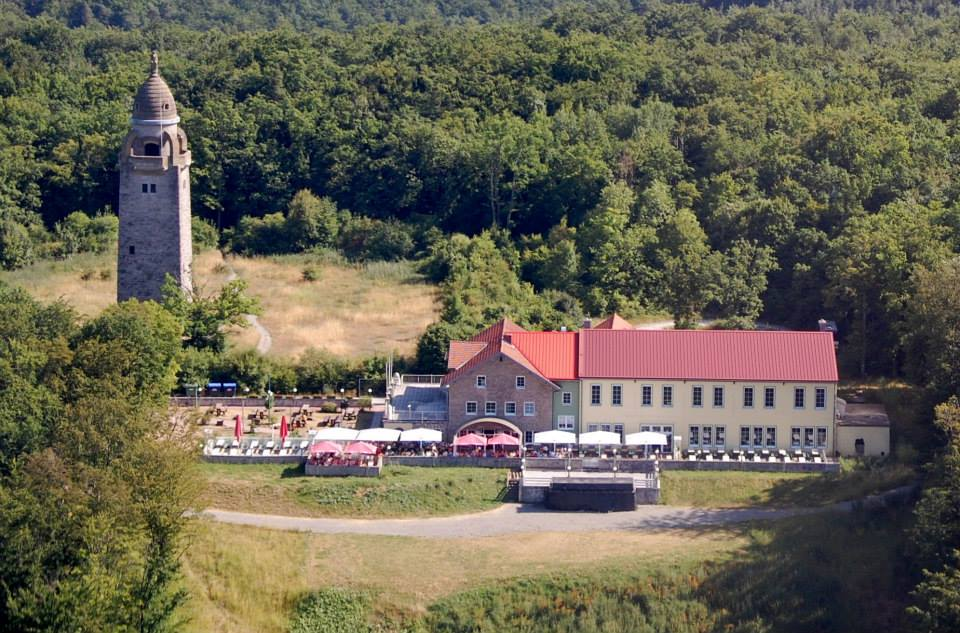
Scheinberg mit Wittelsbacher Turm

- Der Altenberg (früher: mons antiquus; Höhe: 282 m) ist ein Umlaufberg, um den einst die Saale westlich herum lief, über das heutige Marbach und den Westring bis zur Südbrücke. Auf dem Berg befinden sich eine vor- und frühgeschichtliche Ringwallanlage, vermutlich von einer keltischen Fliehburg, ferner die Wetterschutzhäuschen Walhalla (Gartentempel), Rundtempel und Sonnensalett. Während ihrer Kuraufenthalte ging die als Sisi bekannte Kaiserin Elisabeth von Österreich-Ungarn dort gerne spazieren; ihr zu Ehren wurde dort 1907 das Kaiserin-Elisabeth-Denkmal errichtet.
- Der Staffelsberg (Kurzform: Staffels; Höhe: 382 m) bekam seinen Namen durch die einstigen, rechteckigen Weinberge, mit staffelförmigem Rand (siehe rechtes Bild). Auf dem Berg befinden sich der Ludwigsturm mit einer Antenne des Schweinfurter Hörfunksenders Radio Primaton (90,5 MHz),[25] ein Schulungszentrum der St.-Georgs-Pfadfinder und das Café und Restaurant Jagdhaus Messerschmitt.
- Der Name des Sinnbergs (Höhe: 370 m) rührt möglicherweise von Asin Syn  Auf ihm stehen der Bismarckturm, das Café Sinnberg und am Hang eine Madonna-Skulptur. Von 1928 bis 1965 befand sich auf dem Berg eine Skisprungschanze.
- Der Osterberg (Höhe: 375 m) im Stadtteil Winkels weist namentlich auf seine Lage östlich der Stadt hin. Sein nördlicher Teil hieß früher Schleglsberg.[26] Am Nordabhang liegt die Friedenskapelle.
- Der Stationsberg (Höhe: 351 m) liegt vor der etwas höheren Winterleite (Höhe: 356 m). Auf den Stationsberg führt von Norden der um 1895 entstandene Kissinger Kreuzweg. Ein älterer Kreuzweg begann bereits am Fuß des Berges, am heutigen Kurtheater, und führte entlang der heutigen Von-der-Tann-Straße. Er wurde 1892 nach Poppenroth verkauft. Am nördlichen Ende des Stationsberges befinden sich ein Ehrenfriedhof und ein Denkmal anlässlich des Deutschen Krieges, im Süden steht die Degenbergklinik. Auf einer kleinen Kuppe am südlichen Ende des Berges liegt die Burgruine Botenlauben.
- Der Finsterberg (Höhe: 328 m) im Stadtteil Reiterswiesen weist ebenfalls namentlich auf seine Lage hin mit seinem schattigen Nordhang in Richtung Altstadt. Auf ihm lag eine 1968 bei einem Sturm eingestürzte und danach abgerissenen Skisprungschanze und der vom Badearzt Franz Anton von Balling angelegte Ballinghain, von dem noch Reste vorhanden sind. Am Westhang liegt das 1954 erbaute Terrassenschwimmbad.
- Auf dem Scheinberg (Höhe: 401 m) im Stadtteil Arnshausen stehen der Wittelsbacher Turm, der in Konkurrenz zum Bismarckturm auf dem Sinnberg errichtet wurde und ein Berggasthaus mit Privatbrauerei. Auf einer Anhöhe nördlich davon liegt die Eiringsburg, ein Burgstall aus dem 9. Jahrhundert.

Siehe auch: Parks und Naturdenkmäler

## Name

### Etymologie

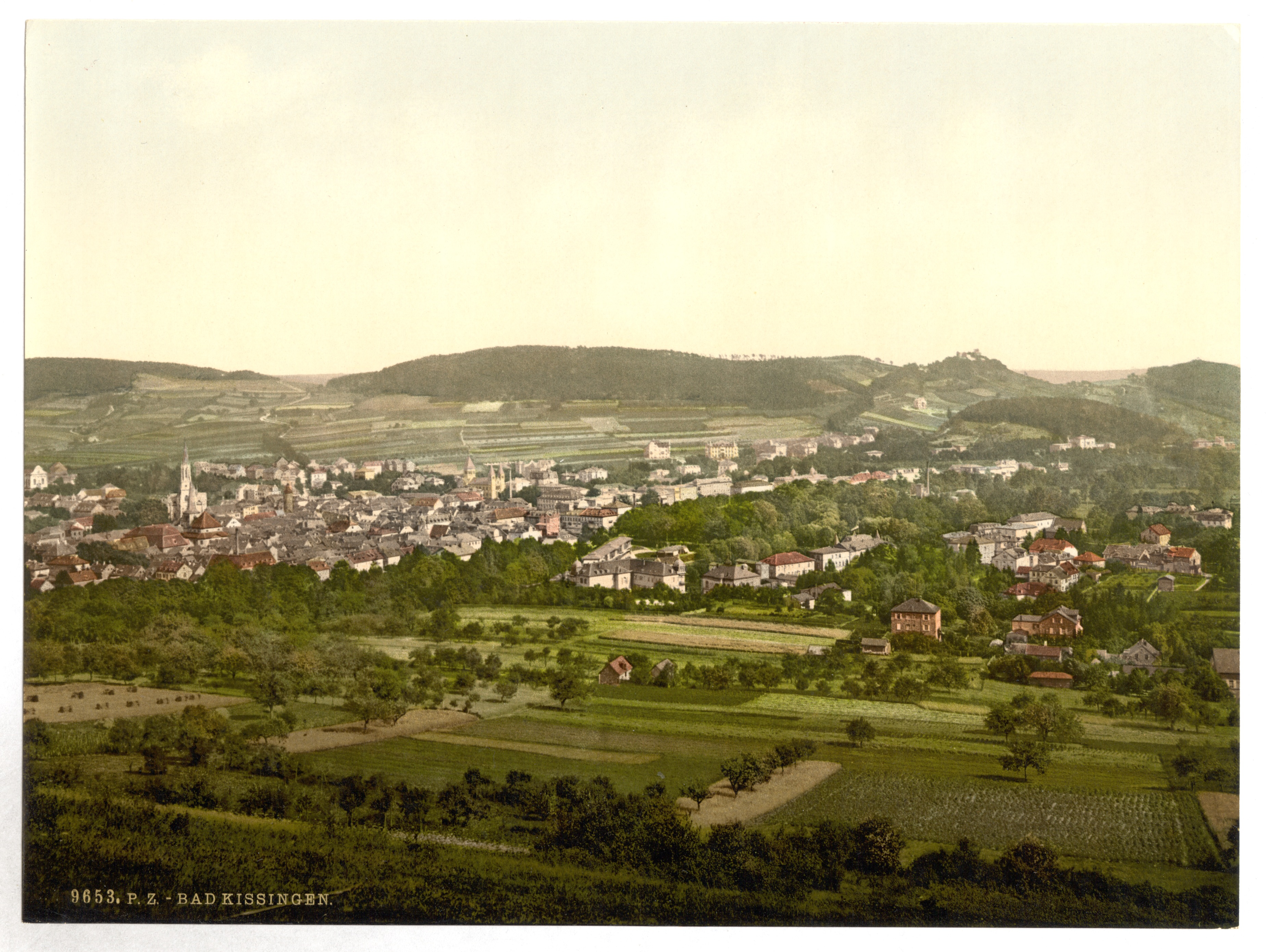
Bad Kissingen um 1895, einige Jahre nach Erhebung zum Bad

Die Herkunft des Ortsnamens Kissingen ist in der Geschichtsforschung nahezu ungeklärt. Das Zugehörigkeitssuffix „-ing“, das die Abhängigkeit einer Siedlung von einem Lehnsherrn oder Ähnlichem bezeichnet, ist in diesem Ortsnamen sekundär. Eine konsequente Schreibung mit der Endung gibt es erst ab dem 18. Jahrhundert. Möglicherweise besteht der erste Namensteil aus dem keltischen Personennamen „Citus“, der durch das keltische Suffix „-acum“ abgeleitet wurde.

### Frühere Schreibweisen
Frühere Schreibweisen der Stadt aus diversen historischen Karten und Urkunden:
| - 801 chizzicha - 803 Chizzichi - 822 Kizzingen - 840 Kezzicha - 907 Kizzicha | - 1279 Kyzege - 1394 Kissige - 1581 Kyssingen - 1800 Kissingen - 1883 Bad Kissingen |

## Geschichte

### Anfänge
In vorgeschichtlicher Zeit war der Kissinger Raum, im Gegensatz zum südlich angrenzenden Gebiet um Schweinfurt, nur wenig besiedelt. Die Lage einer jungsteinzeitlichen Siedlung in der im Norden Kissingens gelegenen Flur Steingraben ist heute bebaut. Daneben gab es nur vereinzelte Funde wie Silexgeräte in den heutigen Stadtteilen Arnshausen und Garitz sowie eines Steinbeils und einer Steinaxt.
Erstmals urkundlich erwähnt wurde Kissingen am 21. Juni 801 als chizzicha in einer inzwischen verschollenen Schenkungsurkunde, in der ein Adeliger namens Hunger seinen Besitz zu Kissingen dem Kloster Fulda übereignete. Im 9. Jahrhundert entstand eine Abschrift der Urkunde in einem Kartular durch den Abt Rabanus Maurus. Auch diese Abschrift ist (seit dem Dreißigjährigen Krieg) verschollen, jedoch hat sich der Inhalt des Kartulars erhalten, da der Mönch Eberhardus vom Kloster Fulda ihn in seinen Codex Eberhardi aufnahm.

### Mittelalter

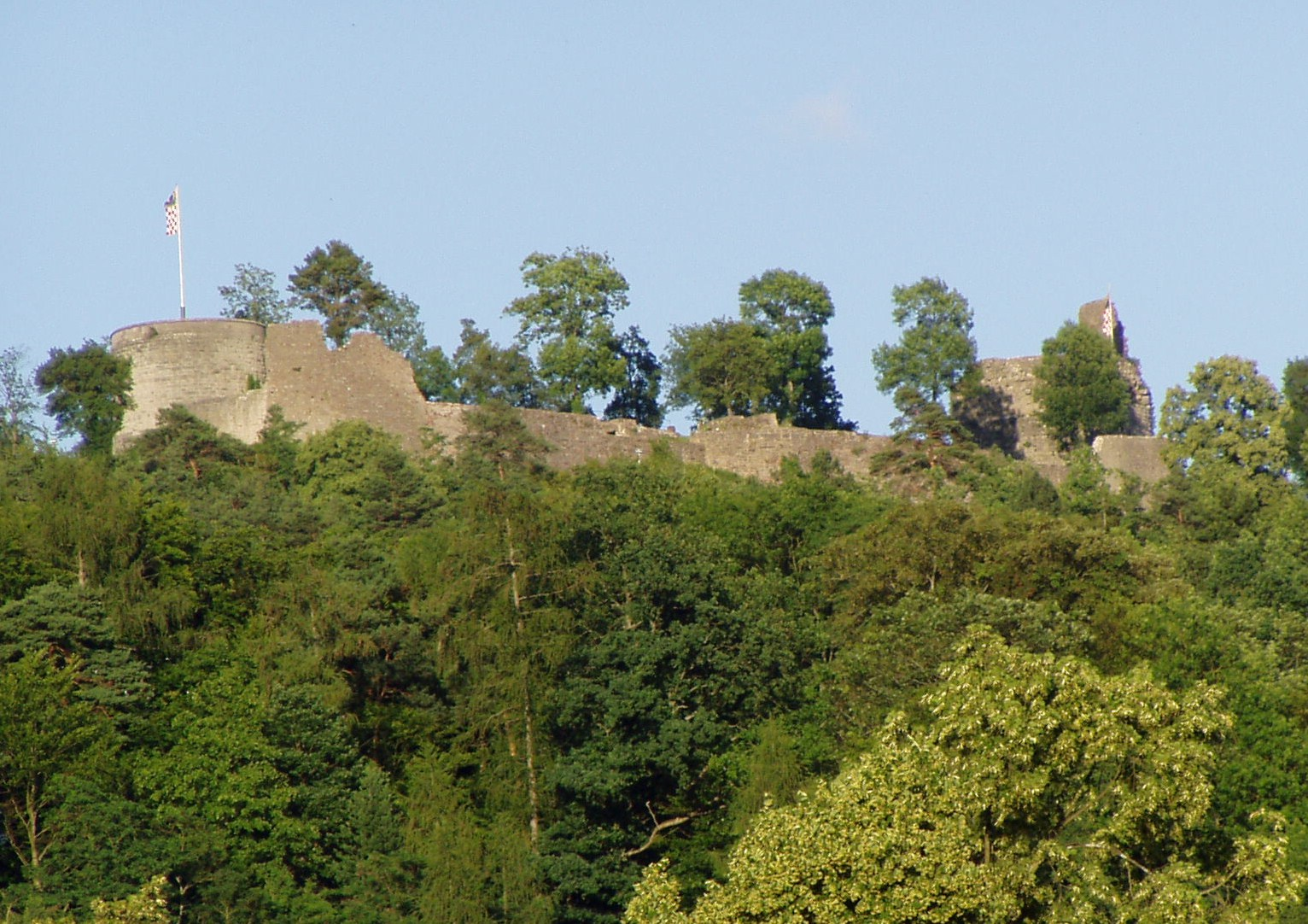
Burgruine Botenlauben

Im Mittelalter war Kissingen noch ein unbedeutender Ort, kleiner als die beiden benachbarten Städte Münnerstadt und Hammelburg. Die Entwicklung zur den umliegenden Kleinstädten übergeordneten Behördenstadt begann erst spät (siehe: Bayerisches Königreich).
Im Jahr 907 wird Kissingen als Kizicha in einer Urkunde des ostfränkischen Königs Ludwig das Kind erwähnt. In dieser Urkunde wird der Tausch von Gütern zwischen dem Kloster Echternach und dem Kloster Fulda bestätigt. Dabei geht der Besitz in Kissingen vom Kloster Echternach an das Kloster Fulda über.

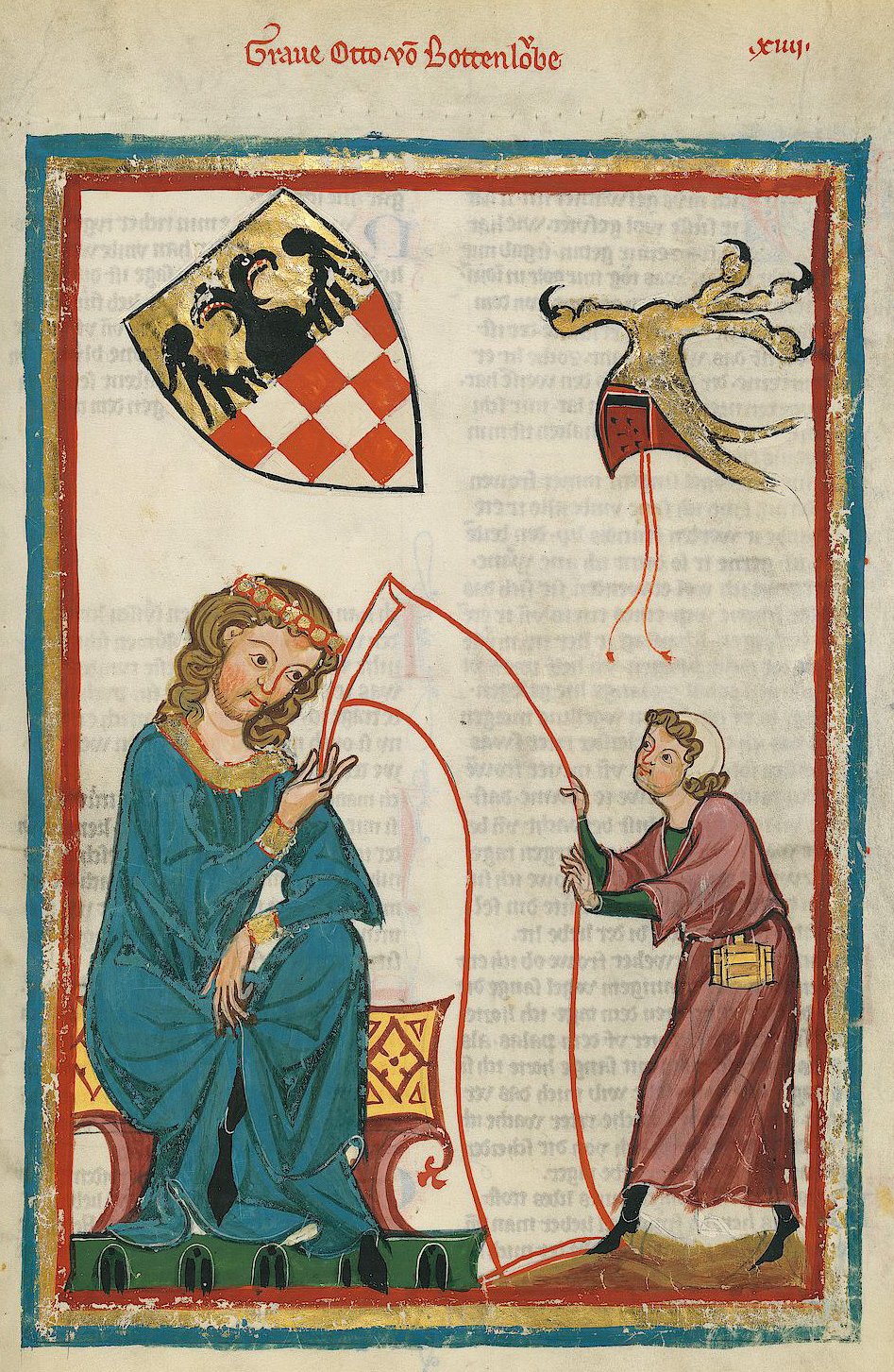
Codex Manesse um 1310: Otto von Botenlauben (links)

Für die Zeit zwischen dem 10. und 12. Jahrhundert ist in Bezug auf Kissingen wenig Quellenmaterial überliefert. Fest steht, dass das Kloster Fulda durch eine von König Otto I. veranlasste Schenkung von Kirchengütern an den Vasallen Rudolf, einen Vorfahren der Markgrafen von Schweinfurt, zugunsten der Markgrafen an Macht verlor; später sollte diese auf das Geschlecht Henneberg übergehen. 1057 ehelichte Judith, eine Tochter von Markgraf Otto, dem letzten Markgrafen von Schweinfurt, den Grafen Boto von Kärnten. Über diese Heirat gingen diverse Besitzungen in und um Kissingen an Boto. Als er ohne Nachfahren starb, erbte seine Schwägerin Gisela (Judiths Schwester) seinen Besitz.
Nach ihrem Tod ging dieser an das Geschlecht der Andechs-Meranier, dem auch die mit dem Henneberger Poppo VI. verheiratete Sophia von Istrien entstammte. Deren Sohn Otto von Botenlauben bewohnte später mit seiner Gattin Beatrix von Courtenay die für 1206 erstmals verbürgte Burg Botenlauben im heutigen Stadtteil Reiterswiesen; deren Name geht aller Wahrscheinlichkeit nach auf Boto von Kärnten zurück. Nach einer Theorie von Reinhard von Bibra stammt der Name möglicherweise auch von einem Grundbesitzer namens Boto, der das unterhalb der Burg befindliche Hofgut Botenlauben (aus dem später der Weiler Unterbodenlauben wurde, der mit Reiterswiesen zusammenwuchs) besaß und dieses im Jahr 797 dem Kloster Fulda schenkte. Dieses Hofgut wäre damit bereits vor der Burg entstanden und hätte bei deren Errichtung für ihre Namensgebung Pate gestanden.

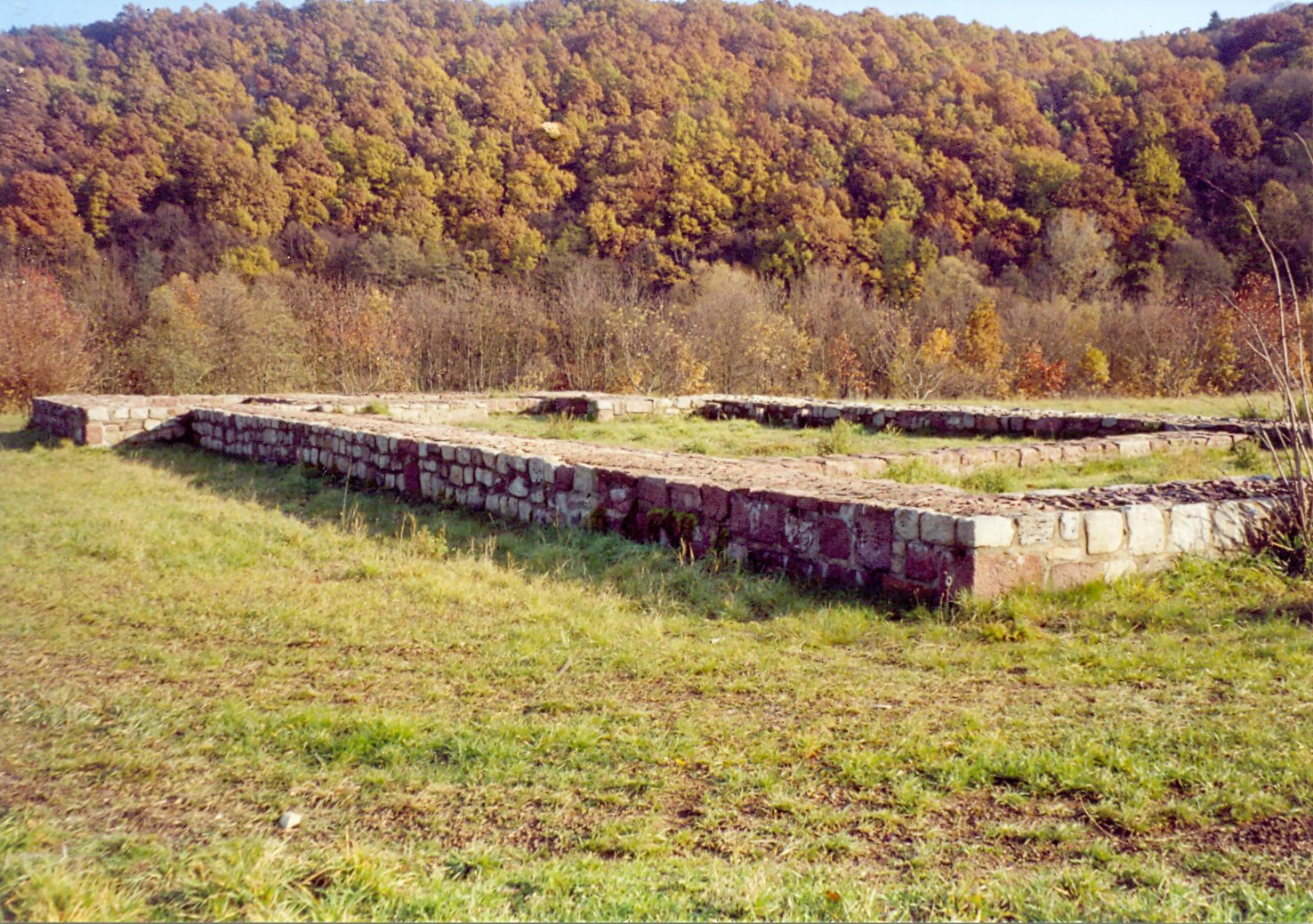
St. Dionysius, einst Kloster Brachau in der Kleinbracher Saaleschleife

822 lässt sich die südlich des heutigen Golfplatzes gelegene Eiringsburg nachweisen. Der Besitzer der Burg namens Iring stellte eine Schenkungsurkunde aus, in der sie an das Kloster Fulda ging. 823 wurde das in der Kleinbracher Saaleschleife gelegene Kleinkloster Brachau erstmals bezeugt, heute als St. Dionysius-Klösterchen bekannt. Beim Wildpark Klaushof lag der für 1122 erstmals verbürgte Siedlung Bremersdorf. Bereits 1394 fand die Siedlung in der Auraer Zentordnung keine Erwähnung mehr, da sie vermutlich schon verlassen war. Von der Wüstung Bremersdorf sind neben dem Grundriss einer Kirche noch Spuren landwirtschaftlicher Nutzung vorhanden.
Trotz Verkauf der Botenlaube durch Otto von Botenlauben an den Würzburger Bischof Hermann I. von Lobdeburg blieb Kissingen im Besitz der Henneberger, das nun von den Auseinandersetzungen zwischen ihnen und dem Würzburger Klerus in Mitleidenschaft gezogen wurde. In dieser Zeit wurde 1279 Kissingen erstmals urkundlich als oppidum (Stadt) erwähnt, danach 1293 als castrum cum oppido (Lager mit einer Stadt), zuletzt 1317 als stat.
Das Stadtrecht bekam Kissingen schließlich 1296 vom späteren Kaiser Ludwig IV. dem Bayern und wurde 1396 vom Würzburger Bischof Gerhard von Schwarzburg bestätigt. 1309 und 1319 machte der Konflikt zwischen den Hennebergern und der Kirche Wiederaufbauklauseln für Kissingen nötig; das 1319 entstandene Stadtbild änderte sich die nächsten Jahrhunderte nicht mehr. 1394 verkaufte Herzog Swantibor III. von Pommern Kissingen an das Hochstift Würzburg, dessen Gattin Anna hatte Kissingen 1374 von ihren Eltern geerbt.
Im 15. und 16. Jahrhundert entwickelte sich in Kissingen ein geregeltes Stadtleben in Verwaltung mit dem Amtskeller als Vertreter des Bischofs, in Handel mit der Entwicklung von Jahrmärkten und in der Justiz mit der Ausübung von Gerichtsrechten, wobei in schwierigen Fällen das Stadtgericht von Münnerstadt als Beispiel diente.

### Frühe Neuzeit
Im Zuge des Bauernkriegs von 1525 versammelten sich auch in Kissingen viele wütende Bauern und bekamen Unterstützung durch den Kissinger Pfarrer Johannes Wüst. Ihr Zorn richtete sich gegen Fürstbischof Konrad II. von Thüngen, der zeitweise nach Heidelberg fliehen musste. Verwüstet wurden das Kloster Hausen, das Kloster Aura, das Kloster Frauenroth und das Schloss Aschach; die Botenlaube wurde zur Ruine. Der Aufstand wurde niedergeschlagen, als Konrad II. im Hochstift ein Strafgericht durchführte, in dessen Zuge auch Pfarrer Johannes Wüst enthauptet wurde.

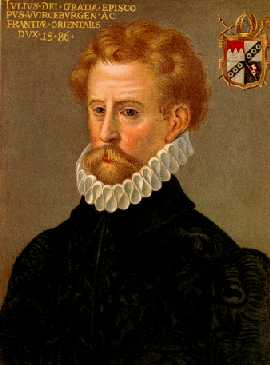
Fürstbischof Julius Echter von Mespelbrunn

Bekannt wurde Kissingen vor allem durch die bereits 823 nachgewiesenen Heilquellen. Der erste nachweisbare Kurgast wurde schon 1520 verzeichnet, im selben Jahrhundert festigte sich der Ruf als Heilort. Dabei spielte die Salzgewinnung in Hausen eine wichtige Rolle. Die Verhandlungen von Fürstbischof Friedrich von Wirsberg 1559 um die dortigen Salzsiedeanlagen mit dem Augsburger Caspar Seeler und dem Nürnberger Berthold Holzschuhmacher als Pächter scheiterten. Dagegen hatten die Verhandlungen von Fürstbischof Julius Echter von Mespelbrunn 1576 mit dem Münnerstädter Bürger Jobst Deichmann langfristigen Erfolg. Im selben Jahr erließ Echter eine neue Stadtordnung. Als einer von mehreren prominenten Kurgästen besuchte zwischen 1573 und 1581 der Henneberger Graf Georg Ernst mehrmals die Stadt.
Im Dreißigjährigen Krieg (1618–1648) kam 1632 der schwedische König Gustav II. Adolf in die benachbarte, protestantische Reichsstadt Schweinfurt, wo der Generalfeldmarschall der schwedischen Armee Karl Gustav Wrangel sein Hauptquartier errichtete. Nach dreijähriger schwedischer Zwischenregierung über das Hochstift Würzburg konnte die Situation durch Rückkehr des Fürstbischofs Franz von Hatzfeld 1634 vorübergehend entschärft werden. Dennoch standen die Schweden 1636 vor Kissingen und ließen sich nur durch eine Lösegeldzahlung von 3000 Reichstalern von der Zerstörung der Stadt abbringen. Die Sage einer weiteren erfolgreichen Abwehr eines schwedischen Angriffs 1645 in der Kissinger Bienenschlacht ist historisch nicht belegt.

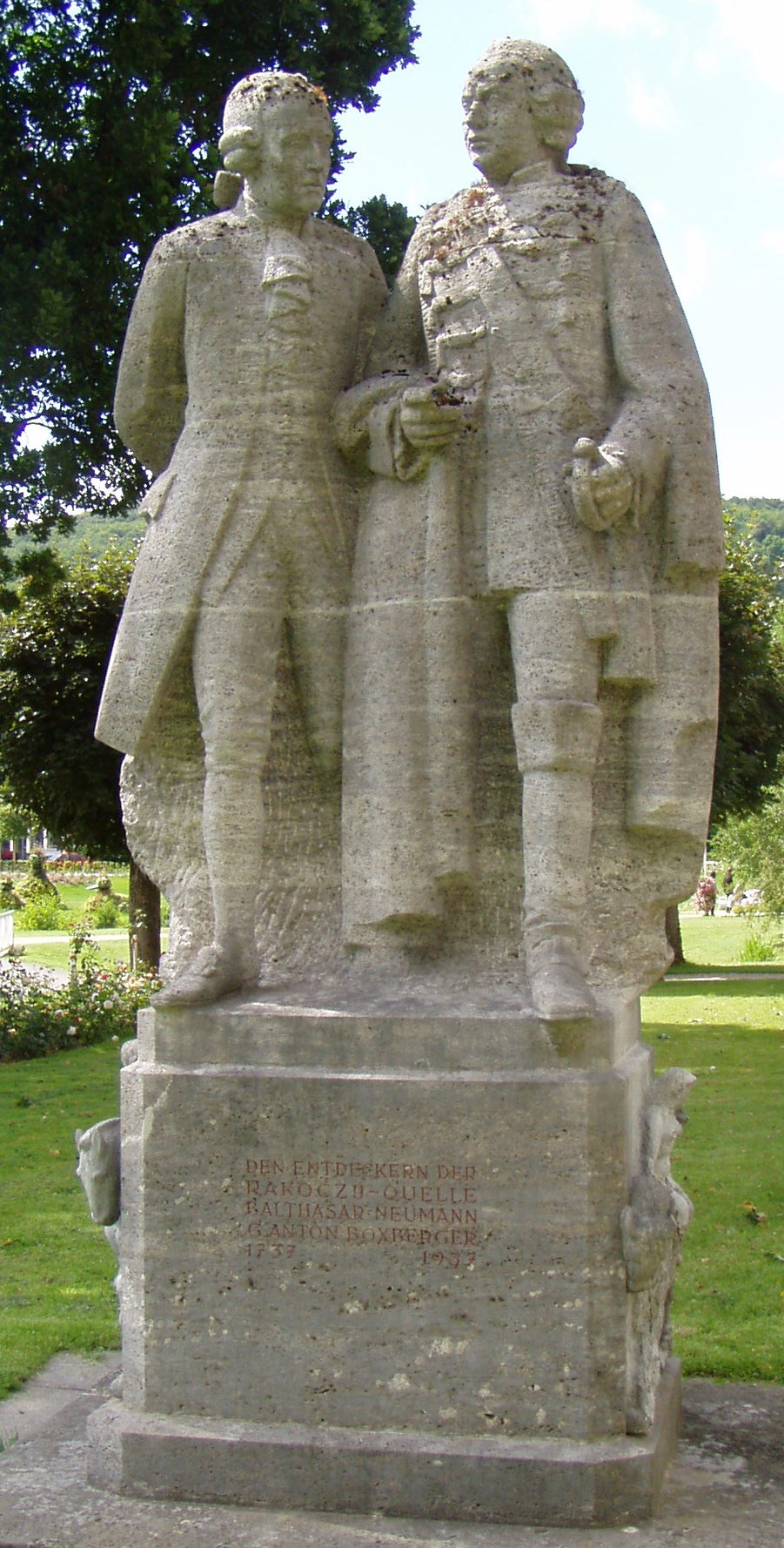
Initialzündung für Kissingen: Neumann (rechts) und Boxberger (links) arbeiten zusammen; Rosengarten-Denkmal

1611 fiel ein Drittel der Kissinger Bevölkerung der Pest mit 284 Toten zum Opfer, weitere forderte der Dreißigjährige Krieg. Ein Verzeichnis der Ganzen Bürgerschaft von 1650 enthält nur noch 110 Namen. Danach erholte sich die Bevölkerung auf 152 Bürger im Jahre 1682. Das Handwerk in der Stadt wurde durch vom Fürstbischof erlassene Zunftordnungen gefördert. So florierte beispielsweise das Kissinger Bäckerhandwerk dermaßen, dass die Bäcker aus dem benachbarten Neustadt an der Saale ihren Handel bedroht sahen. Zudem wurde die Kissinger Wirtschaft durch den zunehmenden Kurbetrieb gefördert.

### Aufstieg zum Weltbad
Friedrich Karl von Schönborn-Buchheim, Fürstbischof von Würzburg und Bamberg (1729–1746) „wollte einen Kurort schaffen, der sich mit Karlsbad vergleichen konnte.“ Kissingen sollte im Spiel der großen Weltbäder einen Platz erhalten. 1737 beauftragte der Landesherr seinen Baumeister Balthasar Neumann, die Fränkische Saale nach Südwesten zu verlegen. Das Ostufer war dem Pandur-Brunnen gefährlich nahe gerückt. Im Zuge der Bauarbeiten wurde die Rakoczi-Quelle im alten Flussbett (wieder)entdeckt, freigelegt und gefasst. Der Apotheker, Stadtrat und zeitweilige Bürgermeister Kissingens Georg Anton Boxberger war Mitentdecker der Quelle, analysierte die chemische Zusammensetzung und erkannte die Heilkraft des Wassers. Das Boxberger-Neumann-Denkmal im Rosengarten erinnert an diese für die weitere Entwicklung des Kurbades entscheidende Zusammenarbeit.
Der durch die stadtauswärtige Verlegung der Saale gewonnene Platz sollte als zentraler Kurplatz genutzt werden und wurde zum Schutz vor Hochwasser um zwei Meter aufgeschüttet und mit Stützmauern eingefasst (Bild siehe: Kurbauten). Dieses 1738 fertiggestellte Groß- und Schlüsselprojekt ermöglichte die nachfolgenden, weitläufigen Kurbauten und die Entwicklung Kissingens zum internationalen Bad.

### Bayerisches Königreich
Bad Kissingen wird baulich vom Königreich Bayern bis heute wie kaum eine andere Stadt geprägt. Allein der Lage in Bayern und der Weitsicht ihrer Regenten, mit dem Talent für visionäre Stadtplanung, insbesondere von Ludwig I. von Bayern, verdankt die Stadt den Aufstieg aus der Provinz zum Weltbad, das schließlich zu europaweiter Bedeutung gelangte.
Anfang des 19. Jahrhunderts erfuhr in Folge der Napoleonischen Kriege das Kissinger Kurwesen einen Rückschlag. 1806 begann die Regentschaft von Ferdinand III. Erzherzog von Österreich-Toskana über das Großherzogtum Würzburg, zu dem Kissingen gehörte. Im Rahmen von Ferdinands Bemühungen um einen Aufschwung in der Kissinger Region erstellte der medizinische Rat Horch ein Gutachten, in dem Kissingen sich als Provinzbad herausstellte, das den damaligen Anforderungen des Kurwesens nicht gerecht werden konnte. Eine Verbesserung der Situation trat erst 1814 mit der Eingliederung Frankens ins bayerische Königreich und die dadurch möglich gewordenen Investitionen der Wittelsbacher ein.

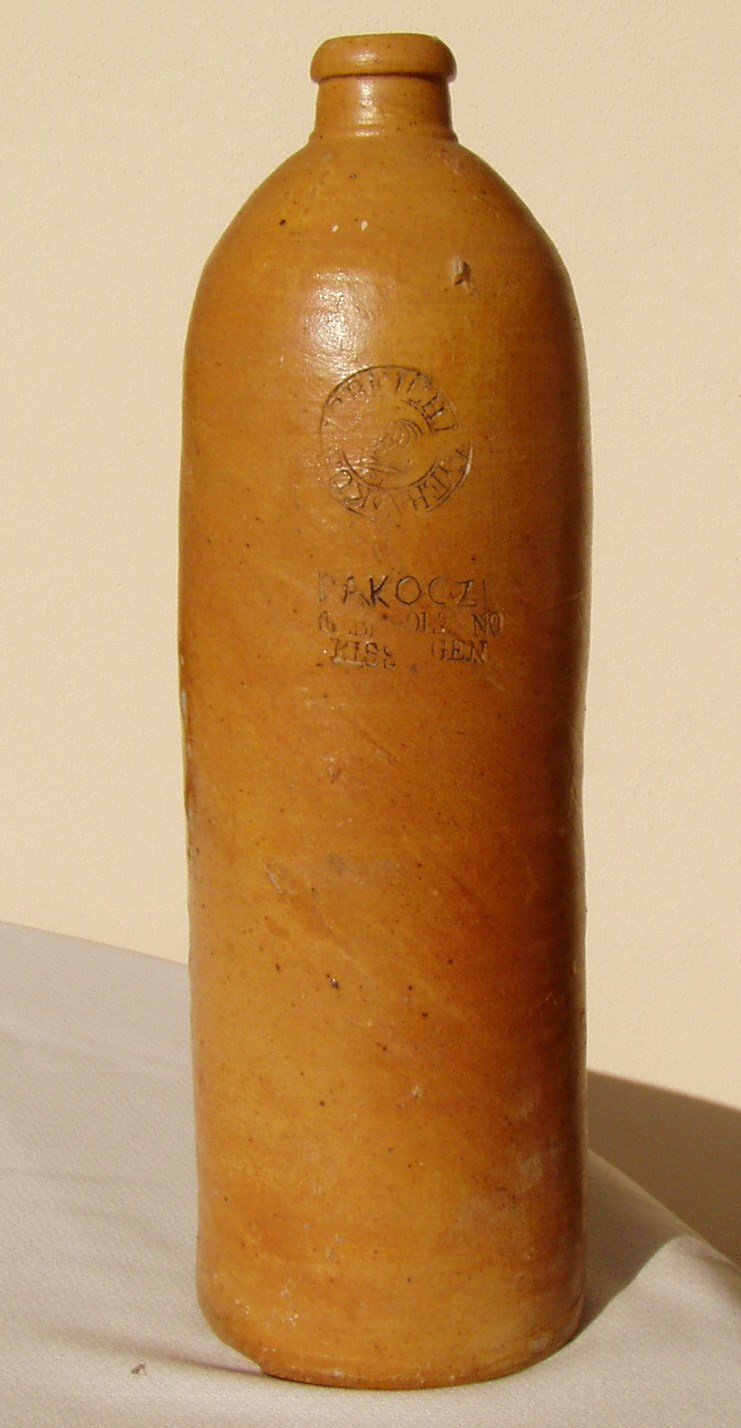
Tonflasche zum Versand des Rákóczi-Heilwassers, Gebrüder Bolzano (1830)

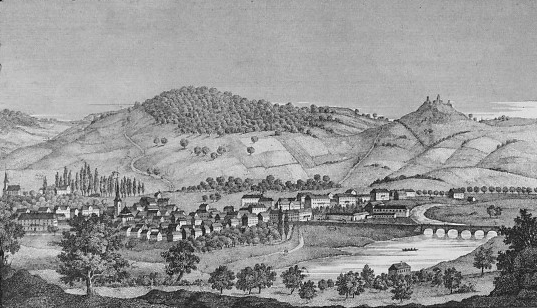
Kissingen 1840: mit breiter Saalebucht, Ludwigsbrücke (1837), Arkadenbau (rechts von der Brücke, 1838) und noch ohne Regentenbau (1911–13 rechts von der Brücke errichtet)

1824 wurden die Brüder Peter und Ferdinand Bolzano Pächter des Kurbetriebs. Im 19. Jahrhundert avancierte Kissingen zum mondänen Badeort und wurde in der Regierungszeit Ludwigs I. ausgebaut. Die Zahl der Kurgäste vervielfachte sich von 173 im Jahr 1814 auf 2200 im Jahr 1836.
Der bayerische Hofarchitekt Friedrich von Gärtner errichtete von 1834 bis 1838 den noch heute prägenden Arkadenbau. 1839 entstand ein neues Krugmagazin, von dem aus Tonkrüge mit Kissinger Heilwasser in die ganze Welt verschickt wurden. Die Entfestigung der Stadt ermöglichte um die heutige Ludwigstraße den großzügigen Ausbau zur Kurstadt.
Während des Mainfeldzugs im Rahmen des Deutschen Krieges kam es am 10. Juli 1866 in der Schlacht bei Kissingen zu einem verbissen geführten Gefecht zwischen bayerischen und preußischen Truppen, auch mitten im Kurviertel. Zahlreiche Gräber und Denkmäler erinnern an die Schlacht. Im Gefecht wurde die bayerische Armee durch große logistische Mängel geschwächt. So hatten nach dem Krieg die Kissinger Geschäftsleute Erfolg, als sie König Ludwig II. auf die Notwendigkeit eines Bahnhofs für Kissingen aufmerksam machten. 1871 wurde die Eisenbahnlinie zwischen Schweinfurt und Kissingen eröffnet.
Reichskanzler Fürst Otto von Bismarck, der mehrmals nach Kissingen zur Kur kam, entging hier 1874 nur knapp einem Anschlag, den Böttchergeselle Eduard Kullmann in der heutigen Bismarckstraße 16 verübte. Motiv war Bismarcks Kampf gegen die katholische Kirche im Kulturkampf (siehe: Bekannte Kurgäste in Bad Kissingen). 1883 beantragten Stadtmagistrat und Curcommission beim Kissinger Bezirksamt die Erhebung Kissingens zum Bad, damit „die Hauptbedeutung Kissingens ansprechend hervortritt“ und um die bis dahin häufigen Namensverwechslungen mit den Orten Kitzingen in Franken sowie Vlissingen in den Niederlanden künftig zu vermeiden.
König Ludwig II. entsprach diesem Antrag am 24. April 1883. Ab 1890 war Bad Kissingen die erste Stadt Bayerns, die mit allen Häusern an die Kanalisation angeschlossen war.
Das Kissinger Beispiel war wegweisend für Bayern. Im Jahre 1907 stieg die Zahl der Kurgäste auf 28.000, bei nur 5000 Einwohnern. Im Jahre 1908 wurde Bad Kissingen kreisunmittelbare (kreisfreie) Stadt. Im Jahre 1909 gab es ein Jahrhunderthochwasser. 1911 verhandelten der französische Botschafter Jules Cambon und Alfred von Kiderlen-Waechter, der Leiter des Auswärtigen Amtes, in Bad Kissingen über eine Lösung der Zweiten Marokkokrise. Die Gespräche blieben erfolglos, was den „Panthersprung nach Agadir“ auslöste. Zwischen 1910 und 1913 errichtete der Münchner Architekt Max Littmann, aufbauend auf der Architektur von Friedrich von Gärtner, Wandelhalle und Regentenbau.

### Weimarer Republik
Der Erste Weltkrieg beendete schlagartig die Belle Epoque. Mit Niedergang des Königreichs Bayern, des Deutschen Kaiserreichs, der Habsburgermonarchie und des Russischen Kaiserreichs, mit der deutschen und russischen Revolution, Kommunismus und neuen Republiken.

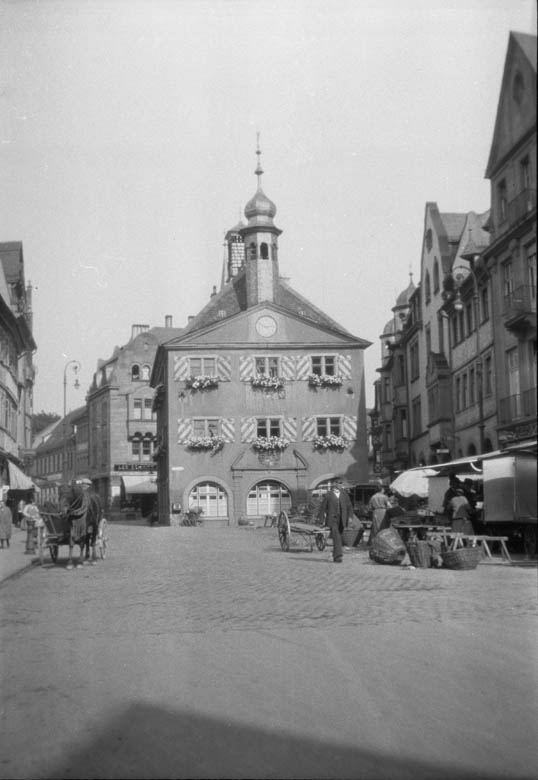
Marktplatz mit Altem Rathaus, 1928

Das führte zu einer gesellschaftlichen Zäsur mit weitreichenden Folgen für alle internationalen Kurbäder. Die große Zeit des Adels und der Bourgeoisie und damit der typischen, bisher das Kurleben prägenden Gäste war vorbei. Bad Kissingen ist seitdem ehemaliges Weltbad. Auch die Engländer blieben weg, dafür kamen die Schweinfurter Engländer, wie die Kissinger die Schweinfurter Tagestouristen titulierten. Durch fortschreitende Technik wurden zudem Fernreisen für die Oberschicht bequemer und klassische mitteleuropäische Destinationen verloren an Bedeutung.
All diese Entwicklungen führten nun und in den nachfolgenden Jahrzehnten zur Schließung von Luxusherbergen; so auch in Bad Kissingen, wie beispielsweise von Kaiserhof Victoria, Grand Hotel (Haus Collard), Fürstenhof, Hotel Krosse, Café Messerschmitt (Hotel) oder Ballinghaus. Während andernorts, wie z. B. in Wiesbaden, Grand Hotels in Wohnungen umgewandelt wurden oder in der Schweiz manche sogar bis heute leerstehen und verfallen, bewahrten viele geschlossenen Kissinger (Kur)Hotels durch spätere Nutzungen durch Sozialversicherungen oder durch private Kurheime und Sanatorien ihren hotelähnlichen Charakter. Mehrere Häuser wurden inzwischen wieder (teilweise) in Hotels zurückverwandelt, wie Kaiserhof Victoria, Bristol oder Dappers Hotel (siehe: Gegenwart).
Es kamen nach dem Ersten Weltkrieg sogar mehr Kurgäste, die sich jetzt der sozialen Mittelschicht rekrutierten, wie Politiker, Bankiers, Beamte, höhere Angestellte und Privatiers. Dadurch stieg die Zahl der Kurgäste auf einen neuen Höchststand von 36.486 im Jahr 1922.
Mit Ende des Deutschen Kaiserreiches und der bayerischen Monarchie wurde die Bad Kissinger Magistratsverfassung 1919 durch einen Stadtrat ersetzt; das Stadtoberhaupt trägt seit 1928 den Titel Oberbürgermeister. Da die Verwaltung der wachsenden Stadt mehr Platz benötigte, wurde 1929 im Heußleinschen Hof das Neue Rathaus eröffnet. Das Alte Rathaus wird heute als Bürgerhaus genutzt.

### Nationalsozialismus
Während der Zeit des Nationalsozialismus blieben viele ausländische Kurgäste der Stadt fern. Um der Wirtschaft neue Impulse zu geben, bemühte sich Oberbürgermeister Max Pollwein, Militär in der Stadt anzusiedeln. 1937 wurde nach einjähriger Bauzeit die 8,2 ha große, nach Generalfeldmarschall Edwin Freiherr von Manteuffel benannte Manteuffel-Kaserne eröffnet. Am 1. April 1940 verlor Bad Kissingen seine Kreisunmittelbarkeit, erlangte sie aber am 1. April 1948 wieder.
Nachdem der katholische Pallottinerpater Franz Reinisch in der Manteuffel-Kaserne den Fahneneid auf Hitler verweigert hatte, wurde er 1942 im Zuchthaus Brandenburg-Görden in Brandenburg an der Havel ermordet. Darauf weist ein Gedenkstein am Pater-Reinisch-Weg auf dem ehemaligen Kasernengelände hin.
Im Zweiten Weltkrieg kam es über dem benachbarten Schweinfurt aufgrund der kriegswichtigen Wälzlagerindustrie, einer Schlüsselindustrie, zu den heftigsten Luftkämpfen Deutschlands. Deshalb verlegten die Schwedischen Kugellagerfabriken vom dortigen Werk Teile der Verwaltung nach Bad Kissingen. Aus demselben Grund wurde das Fernmeldeamt von Schweinfurt in die Kurstadt verlegt (wo es bis zur Auflösung 1995 blieb), worauf bis heute die kürzere Telefonvorwahl Bad Kissingens (0971) gegenüber Schweinfurts (09721) hinweist.
Während des Krieges wurden viele Kriegsverwundete vor allem aus Schweinfurt, in Bad Kissingen versorgt. 1945 befanden sich 3000 Verwundete in 30 Lazaretten. Da Bad Kissingen dennoch nicht zur Lazarettstadt erklärt wurde, was nach den Genfer Konventionen direkte Kriegsmaßnahmen ausgeschlossen hätte, leitete Oberst Karl Kreutzberg mit Unterstützung von General Hans von Obstfelder die kampflose Übergabe Bad Kissingens ein, die am 7. April 1945 erfolgte. Der Stadt waren größere Kriegsschäden erspart geblieben, Zeitzeugen berichten lediglich von einigen Bomben, die in Nähe des Schlachthofs fielen. Der größte Kriegsschaden war die teilweise Sprengung der nach Kriegsende wieder aufgebauten Ludwigsbrücke wenige Stunden vor der Übergabe.

### Nachkriegszeit

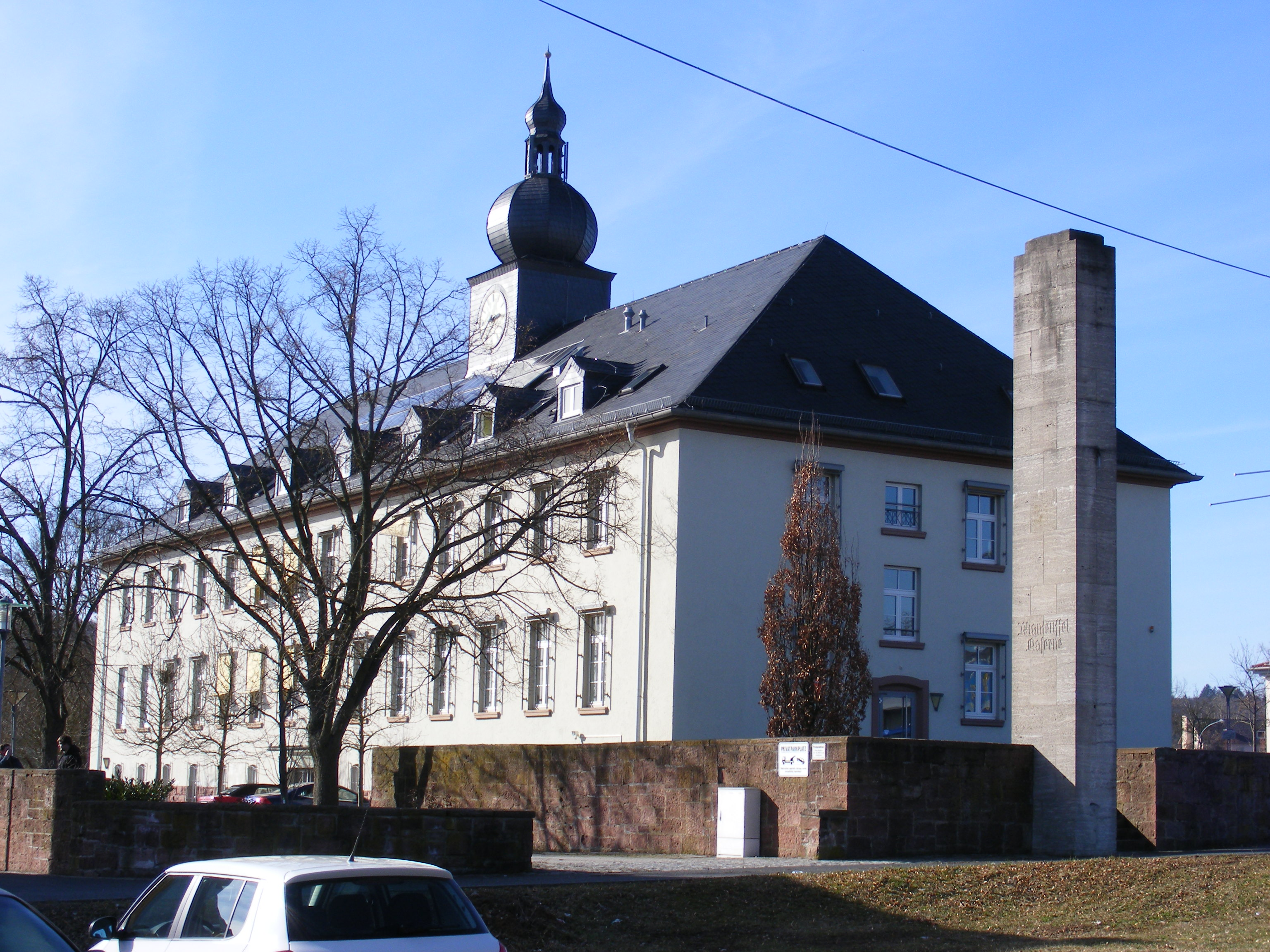
Daley Barracks

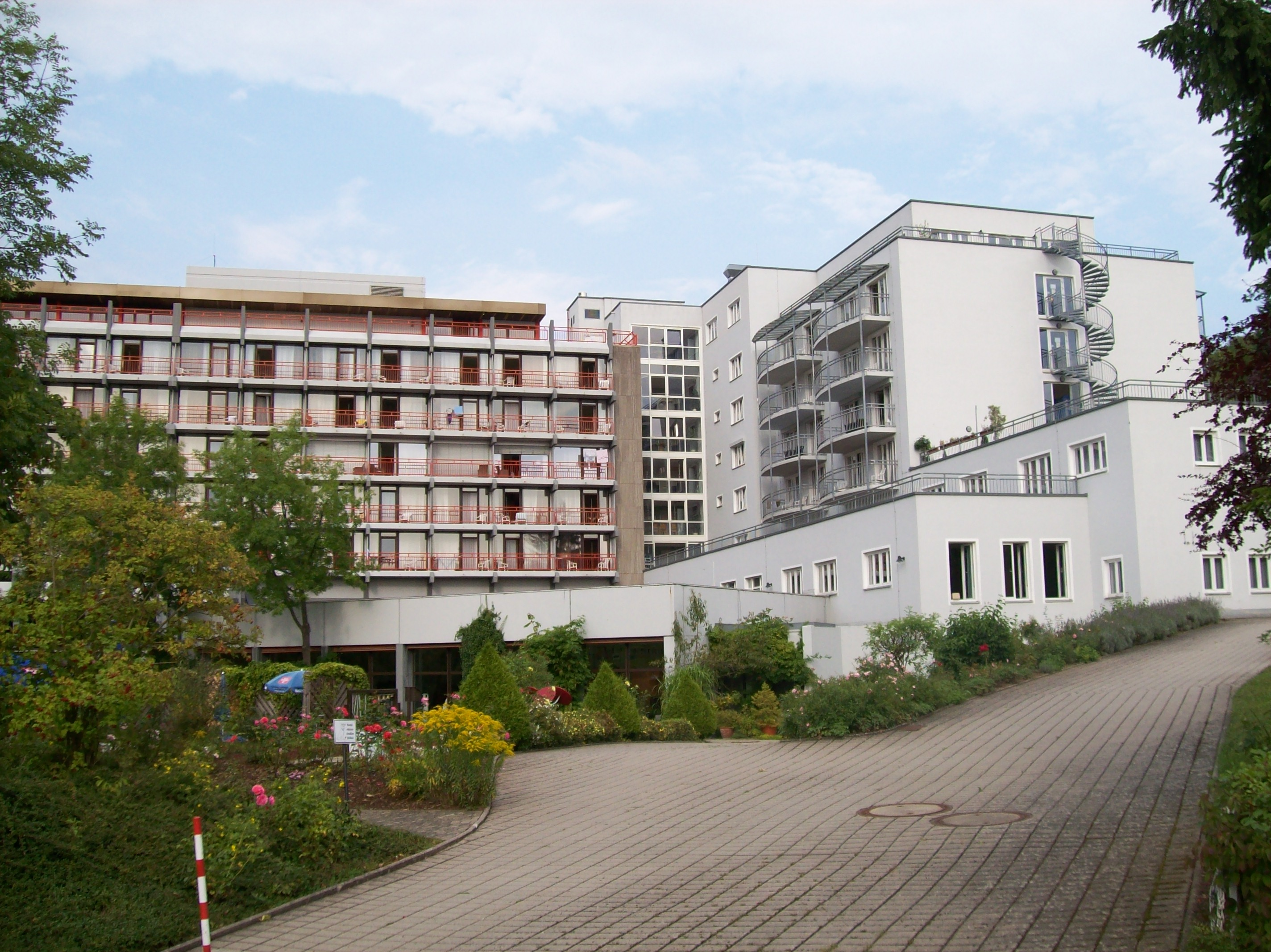
Kurhotel aus den 1970er Jahren (heute Klinik Bavaria)

Nach dem Zweiten Weltkrieg wurde Bad Kissingen im Anschluss an eine konstituierende Sitzung vom 17. Juli 1945 der amerikanischen Militärregierung unter Captain Merle A. Potter unterstellt. Die Manteuffel-Kaserne wurde in Daley Barracks umbenannt, in der Soldaten der US-Armee stationiert wurden. Der Spitzname der Amerikaner für Bad Kissingen wurde analog zu L.A. (für Los Angeles) B.K. (sprich: bikey).
Bei den Gesprächen über die zukünftige Gestaltung Deutschlands, die schließlich zur Bildung der Bizone führten, war 1946 auch Bad Kissingen als Tagungsort für den zonenübergreifenden Länderrat im Gespräch, kam jedoch nicht zum Zug.
Am 27. Januar 1947 wurde die erste freie Kommunalwahl durchgeführt. Aus dieser ging die CSU mit 12 Sitzen im Bad Kissinger Stadtrat als Sieger hervor; 1952 stellte sie mit Hans Weiß jahrzehntelang den Oberbürgermeister, der Kissingens gesamte Nachkriegszeit prägte.
Um einen Neubeginn des Kurbetriebs zu ermöglichen, zogen sich die Amerikaner aus der Kurzone zurück (u. a. hatte die Wandelhalle der Lagerung und Reparatur von Kriegsgerät gedient). Unter baulicher Mithilfe von US-Soldaten wurde 1954 am Finsterberg das Terrassenschwimmbad eröffnet, als Parkanlage mit über 10.000 Rosen. Im Eröffnungsjahr fanden die 66. Deutschen Schwimmmeisterschaften mit mehr als 1000 Sportlern statt. Viele Heimatvertriebene kamen auch nach Bad Kissingen, weshalb 1950 Sonderbauprogramme begannen. Firmengründungen durch Heimatvertriebene schufen zahlreiche Arbeitsplätze.
Das Kurgastprofil hatte sich verlagert (siehe: Weimarer Republik). Die Sozialversicherungsträger errichteten Kurkliniken, die eingewiesenen Gäste wurden nun Sozialgäste genannt. Baden-Baden ließ hingegen keine Häuser von Sozialversicherungen zu und lief Bad Kissingen nun den Rang ab, das in Provinzialität abglitt und einen Teil seiner gehobenen Klientel verlor. Die Sozialversicherungen brachten jedoch den Vorteil des ganzjährigen Kurbetriebs, während noch in den 1950er Jahren viele Geschäfte im Kurviertel geschlossen waren. Die großen Neubauten der Sozialversicherungen wurden jedoch nicht stadtbildprägend, sondern wurden um das historische Kurviertel errichtet.
Nachdem der bayerische König Ludwig I. die 1830 gegründete Kissinger Spielbank 1849 schließen ließ, eröffnete der Bayerische Staat 1955 die neue Spielbank, die 1968 an ihren heutigen Standort verlegt wurde, dem Luitpold-Casino im Nordflügel des Luitpoldbades. Der 1961 gestartete Club Twister diente als Sprungbrett für spätere bekannte Künstler. Udo Lindenberg trat hier 1969 mit seiner ersten Band Free Orbit mehrmals wöchentlich auf. Um 1965 schloss das Luxusrestaurant Almstedt in der Ludwigstraße und Kissingen verlor sein erstes Restaurant.
Um 1970 kam es zu einem Bauboom, der bis heute das Bild der Stadtperipherie an mehreren Stellen prägt. Neben Kurkliniken von Sozialversicherungen wurden nun, auch als Folge von Fördergeldern, wieder Kurhotels auch im Luxussegment errichtet, jedoch alle in Randlagen. Die Übernachtungszahlen überschritten schließlich die Zweimillionengrenze. Wie nach dem Ersten Weltkrieg wurden in der Folgezeit auch wieder einige große Hotels geschlossen, wie beispielsweise am Staffelsberg, und einer anderen Nutzung zugeführt (während sich im 21. Jahrhundert der Trend wieder umkehrte, siehe: Gegenwart).

### Gegenwart

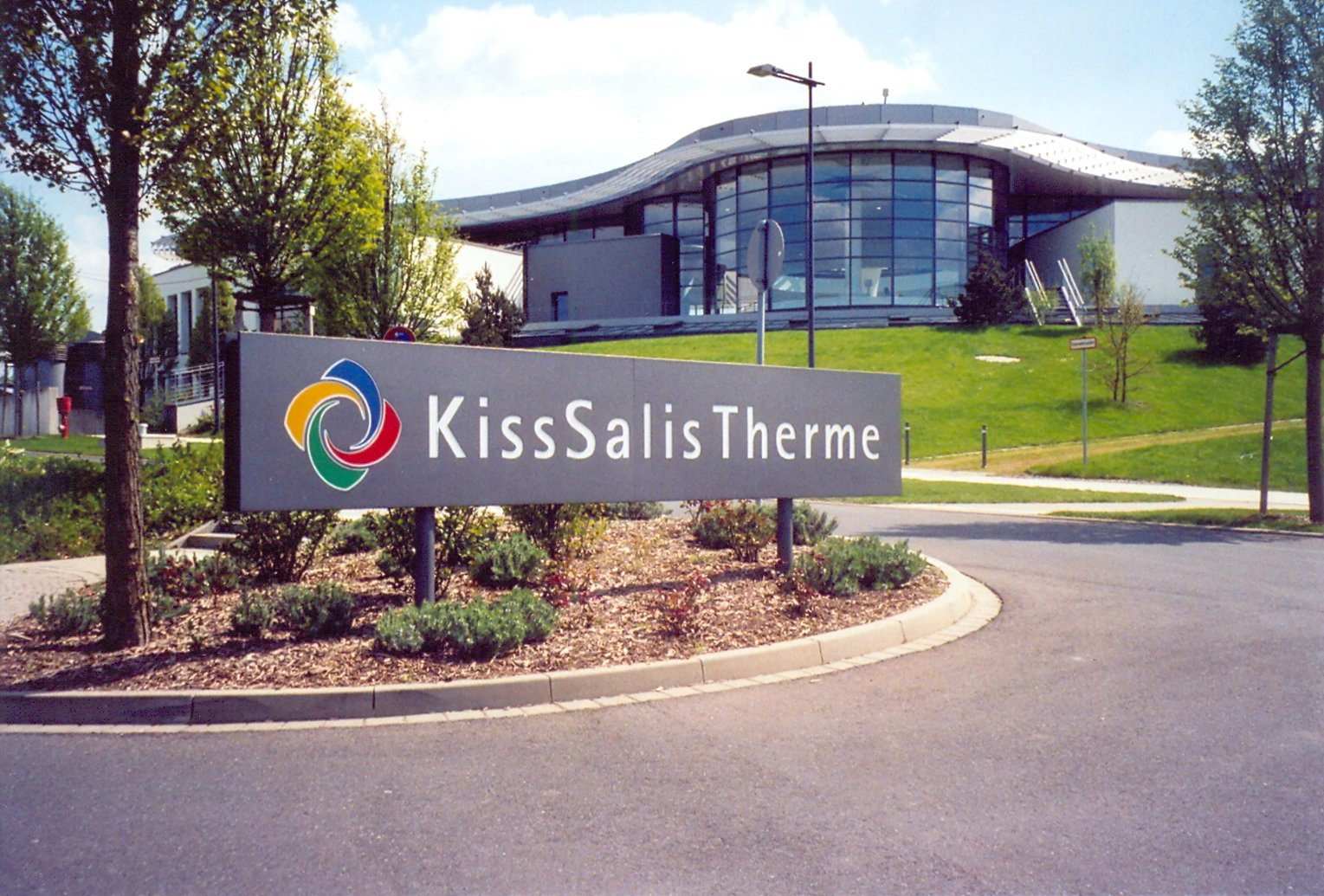
KissSalis Therme

Seit dem gänzlichen Abzug der zuletzt zur U.S. Army Garrison Schweinfurt gehörenden US-Einrichtungen aus Bad Kissingen 1993 entstanden auf dem Gelände der Daley Barracks u. a. die Städtische Musikschule und ein Kino. Die Gesundheitsstrukturreform von 1996 brachte drastische Einsparungen bei Kuren von Sozialversicherungen, was zu größeren Arbeitsplatzverlusten führte. Die Zahl der Übernachtungen sank von 1,9 Millionen (1995) auf 1,4 Millionen (1997 und 1998) bei 140.000 Gästeankünften. Mit der KissSalis Therme bekam 2004 die Kurstadt eine große Heilbadelandschaft mit Thermalwasser aus dem Schönbornsprudel. Zur Fußball-Weltmeisterschaft 2006 logierte das Team aus Ecuador in der Stadt.
Nach einem starken Hochwasser 2003 wurde 2007 ein Hochwasserschutzsystem im Kurgebiet fertiggestellt. 2011 fand in Bad Kissingen der 6. Tag der Franken statt, der unter dem Motto Singendes, klingendes Franken stand. 2012 wurde Bad Kissingen von der Gesellschaft Deutscher Rosenfreunde mit dem Prädikat Rosenstadt ausgezeichnet.
Da durch die Gesundheitsstrukturreform die Zahl der Sozialgäste stark zurückgegangen war, wurden aus mehreren Häusern von Versicherungen und auch aus Sanatorien (Wellness)-Hotels. Nach Umwandlung der vormals staatlichen Kurverwaltung und des kommunalen Bäderbetriebs in die privatwirtschaftlich ausgerichtete Bayerisches Staatsbad Bad Kissingen GmbH gelang es, vermehrt wieder Privatgäste im gehobenen Segment anzuziehen. Im Jahre 2003 zählte man als neuen Rekord 1,55 Millionen Übernachtungen bei knapp 190.000 Gästen. 2008 waren es 1,48 Millionen Übernachtungen bei 220.000 Gästen, bei allgemeinem Trend steigender Gästeankünfte bei kürzerer Verweildauer. 2018 besaß die Kurstadt wieder über 3000 Hotelbetten und die Zahl der Hotels stieg auf 27.

### Weiteres

#### Bekannte Kurgäste in Bad Kissingen

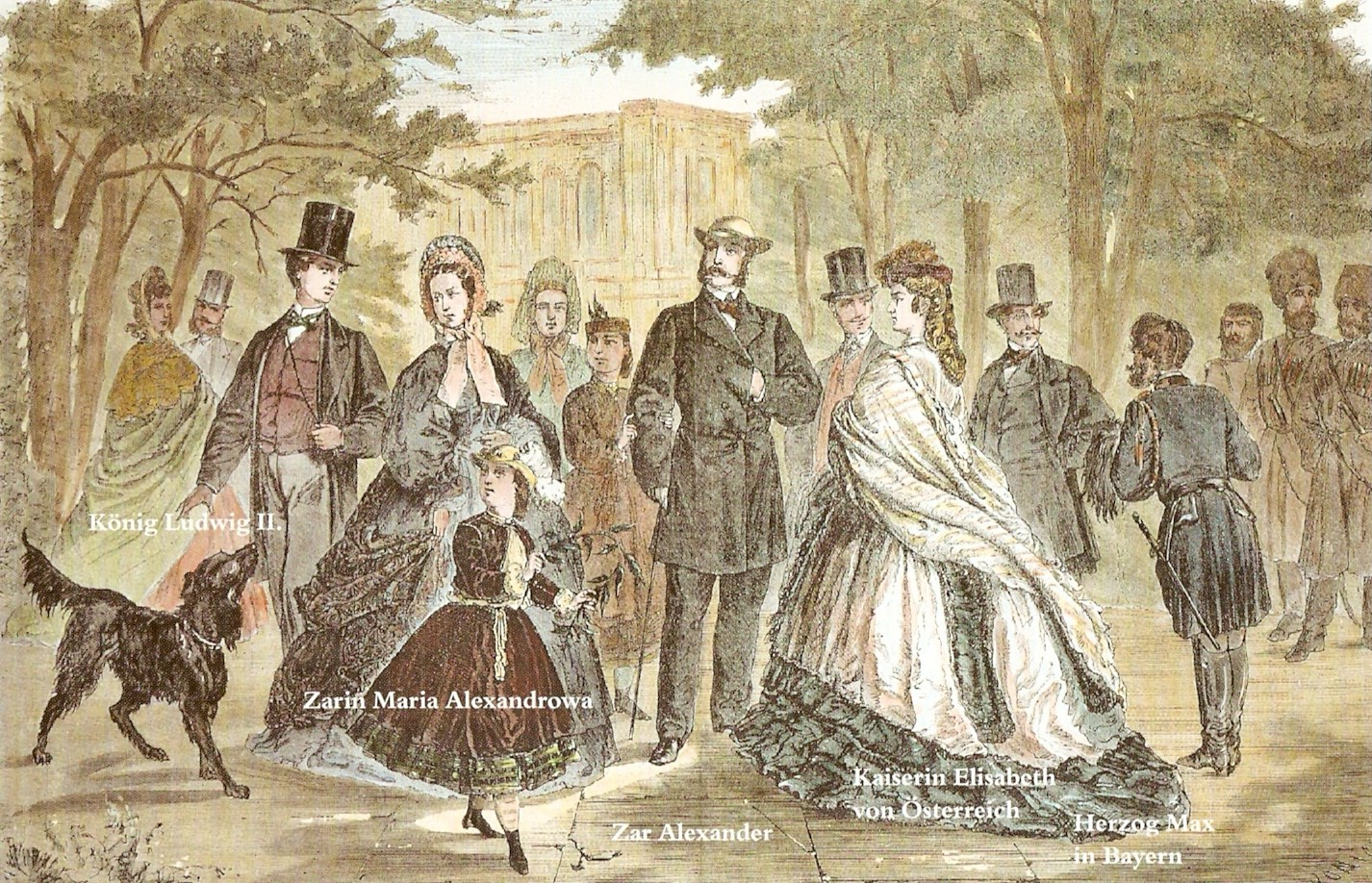
Erste Kaiserkur in Kissingen 1864. Von links: König Ludwig II. von Bayern, Zarin Maria Alexandrowa von Russland, ihr Gatte Zar Alexander II., Kaiserin Elisabeth (Sisi) von Österreich-Ungarn und Herzog Max in Bayern

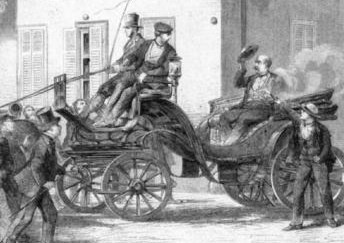
Eduard Kullmann (rechts) schießt 1874 auf Reichskanzler Bismarck

Gekrönte Häupter führten die Kissinger Gästelisten an, wie König Otto I. von Griechenland, Kaiser Franz Joseph I., Kaiserin Elisabeth von Österreich (auch Sisi genannt), Zar Alexander II., König Ludwig I. von Bayern und der Märchenkönig Ludwig II. von Bayern.
Auch kurten im Weltbad bekannte Politiker wie Reichskanzler Fürst Otto von Bismarck, Theodor Heuss, Franz Josef Strauß und Heinrich Lübke; Schriftsteller wie Theodor Fontane und Leo Tolstoi; Komponisten wie Gioachino Rossini und Richard Strauss; Maler wie Max Liebermann und Adolph Menzel; Modeschöpfer wie Heinz Oestergaard; Architekten wie Walter Gropius; Archäologen wie Heinrich Schliemann; Erfinder und Geschäftsleute wie Alfred Nobel, Graf Zeppelin und der amerikanische Ketchup-Fabrikant Henry John Heinz.

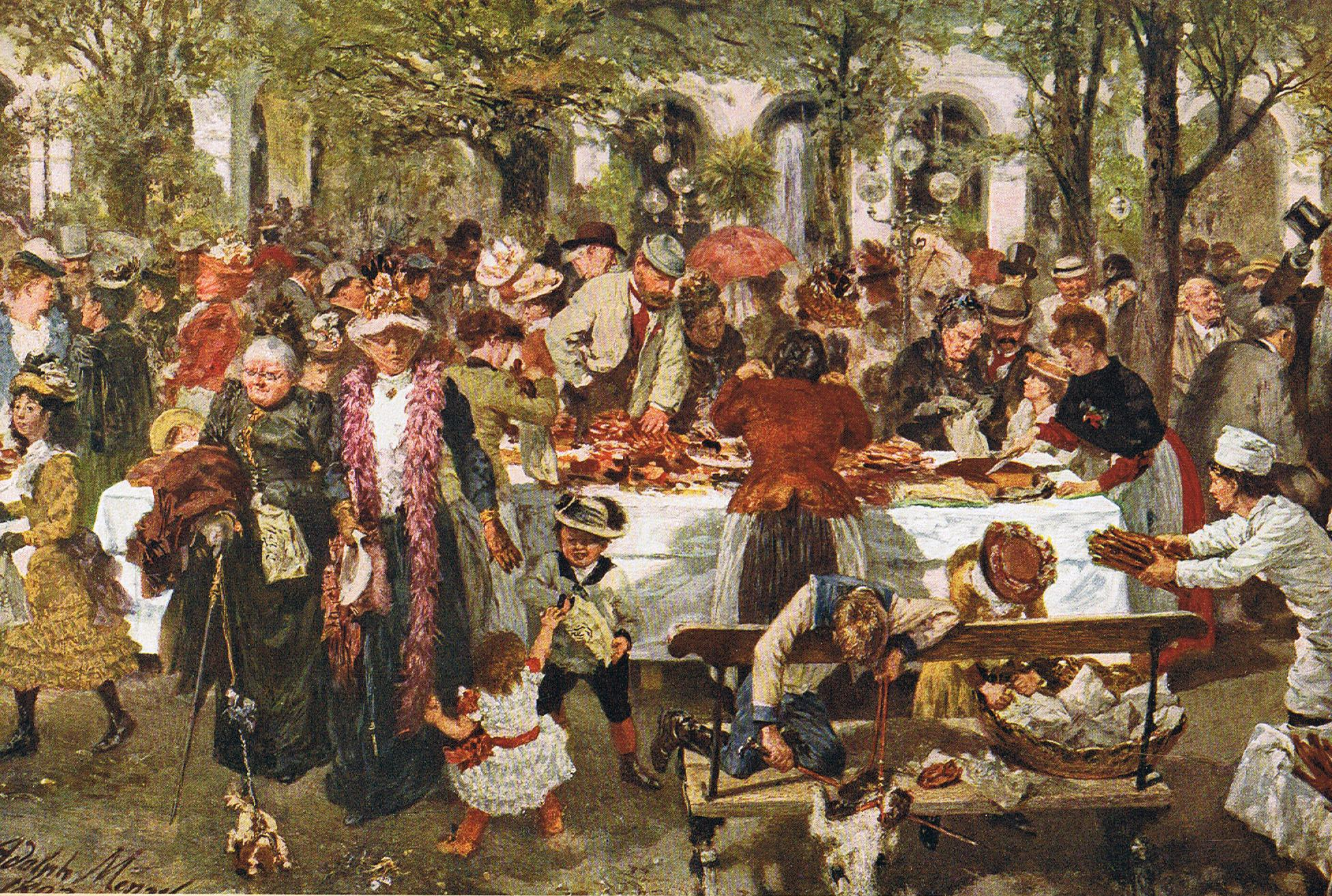
Adolph Menzel:
Feinbäckerei im Kurpark zu Kissingen

Bismarck besuchte Kissingen mehrmals zur Kur. Hier verfasste er 1877 das Kissinger Diktat, in dem er sein außenpolitisches Konzept darlegte. Während seines ersten Kuraufenthalts 1874 entging er in der heutigen Bismarckstraße nur knapp einem Anschlag, den Böttchergeselle Eduard Kullmann verübte. Motiv war Bismarcks Kampf gegen die katholische Kirche im Kulturkampf. Dennoch kam Bismarck von 1876 bis 1893 noch weitere 14-mal zur Kur Nach Bad Kissingen. Bei diesen Kuraufenthalten wohnte er jedoch in der Oberen Saline im heutigen Stadtteil Hausen. Im Gebäude befindet sich heute das Museum Obere Saline mit der Abteilung Bismarck-Museum. Im Jahr 1885 wurde Bismarck aus Anlass seines 70. Geburtstags Ehrenbürger von Bad Kissingen (siehe: Otto von Bismarck als Ehrenbürger).
Während der zweiten Marokkokrise 1911 empfing der Leiter des Auswärtigen Amts Alfred von Kiderlen-Waechter den französischen Botschafter Jules Cambon zum politischen Gespräch. 1912 war Kissingen erneut Schauplatz von Gesprächen Kiderlen-Waechters mit Jules Cambon sowie den Botschaftern Italiens und Österreich-Ungarns.
Bundespräsident Heinrich Lübke kam insgesamt zehnmal in die Kurstadt. Während seines Kuraufenthalts im Jahr 1966 empfing er hier mit seiner Ehefrau Wilhelmine Lübke das thailändische Königspaar Bhumibol Adulyadej und Sirikit. Während seines Kuraufenthalts 1964 traf er sich in Bad Kissingen mit Herbert Wehner (SPD), bei der sich beide auf Lübkes Wiederwahl zum Bundespräsidenten einigten und für eine Große Koalition aussprachen.
Richard Strauss versuchte vergeblich das Kissinger Kurorchester dazu zu bringen, auch Mozart und Schubert zu spielen. Heinz kurte zuletzt 1914 in Bad Kissingen, als er vom Ersten Weltkrieg überrascht wurde und das Hotel nicht mehr verlassen durfte. Dennoch gelang es ihm über Holland zu fliehen und in die USA zurückzukehren. Dies war sein letzter Besuch in Deutschland. Der Gründer des Bauhauses Walter Gropius machte im Gründungsjahr des Bauhauses 1919 Kur in Bad Kissingen.

#### Entwicklung des Kurviertels seit 1945

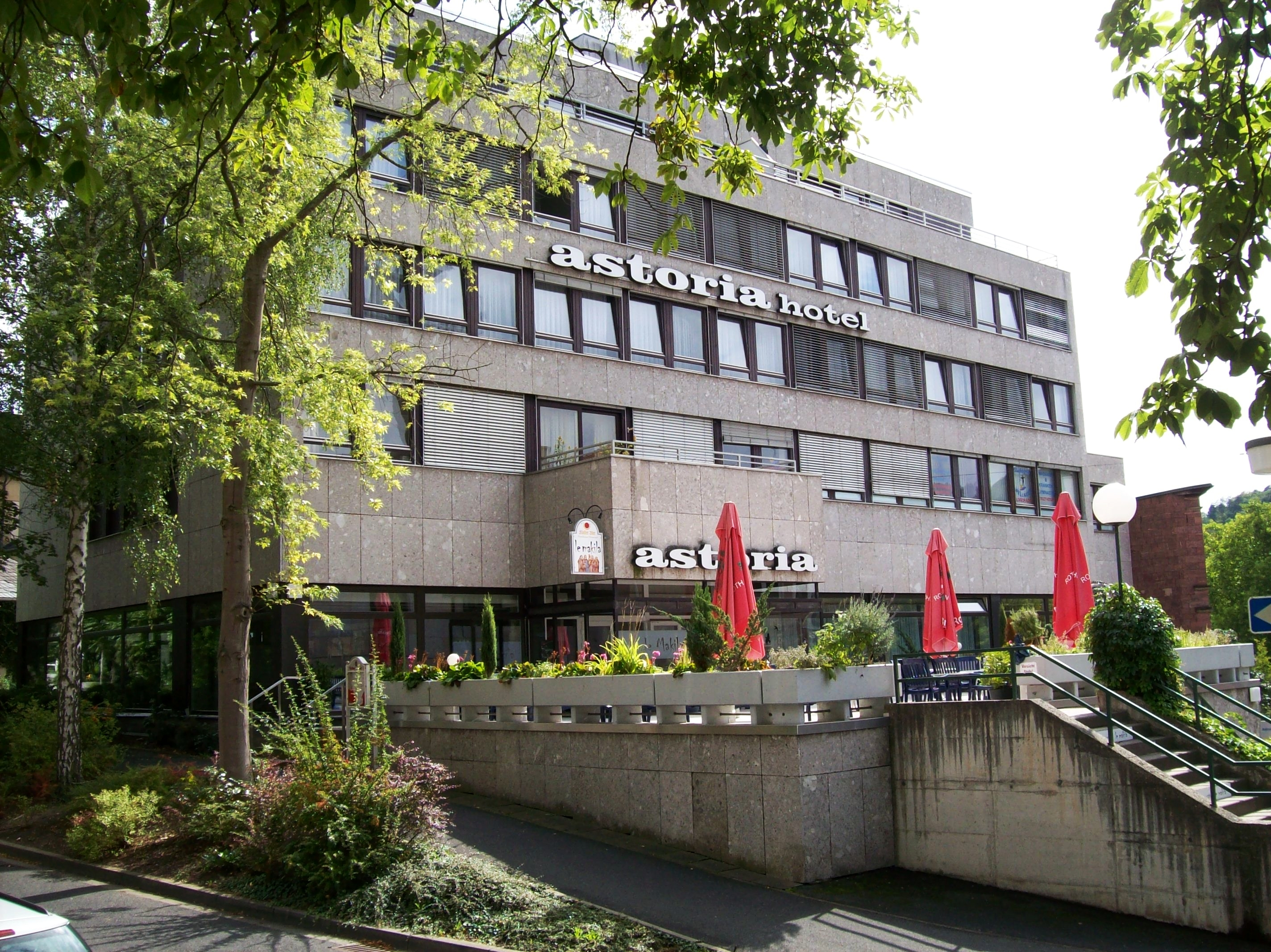
Astoria Hotel

Die Kurstadt überstand den Krieg, mit Ausnahme weniger Bomben beim Schlachthof, völlig unversehrt. Im Kurviertel war bis Ende der 1950er Jahre das komplette Ambiente der Belle Epoque erhalten, der Blütezeit der Kurbäder. Mit den Sozialgästen hielt danach bei Geschäften und Gastronomie auch Kitsch und Massenbetrieb Einzug, mit Konzentration an der Balthasar-Neumann-Promenade am Rosengarten, dem sogenannten Bazar. Am Kurgarten herrschten weiterhin die für möndäne Kurbäder typischen, gehobenen Modegeschäfte und Juweliere vor.
In den 1960er und 1970er Jahren wurde historisches Ambiente im öffentlichen Raum und an Privathäusern, wie vielerorts in Westdeutschland, oftmals entfernt, purifiziert oder modernisiert. Kurviertel und Altstadt hatten durch unzählige Nadelstiche und Stilbrüche Charme eingebüßt. Ab den 1990er Jahren kam es zum Umdenken. So wurden u. a. die beiden modern ersetzten Brunnen vor dem Arkadenbau und die Straßenlaternen in der Ludwigstraße wieder in ursprünglicher Form ersetzt. Die Sanierungen von Wandelhalle und Regentenbau wurden in den Jahren 2000 bzw. 2005 abgeschlossen. Das Kurviertel, mit Ausnahme des Bazars, erstrahlte wieder in alter Pracht und das ehemalige Weltbad knüpfte fünf Jahre, bis zu Schließung und Abbruch des Steigenberger Kurhaushotels (siehe: Steigenberger-Kurhaushotel), fast ungebrochen an den Charme vergangener Tage an. Auch die Veränderungen im Einzelhandel gingen an der Kurstadt nicht vorbei, mit Verdrängung von inhabergeführten Geschäften durch Filialen.

#### Steigenberger-Kurhaushotel

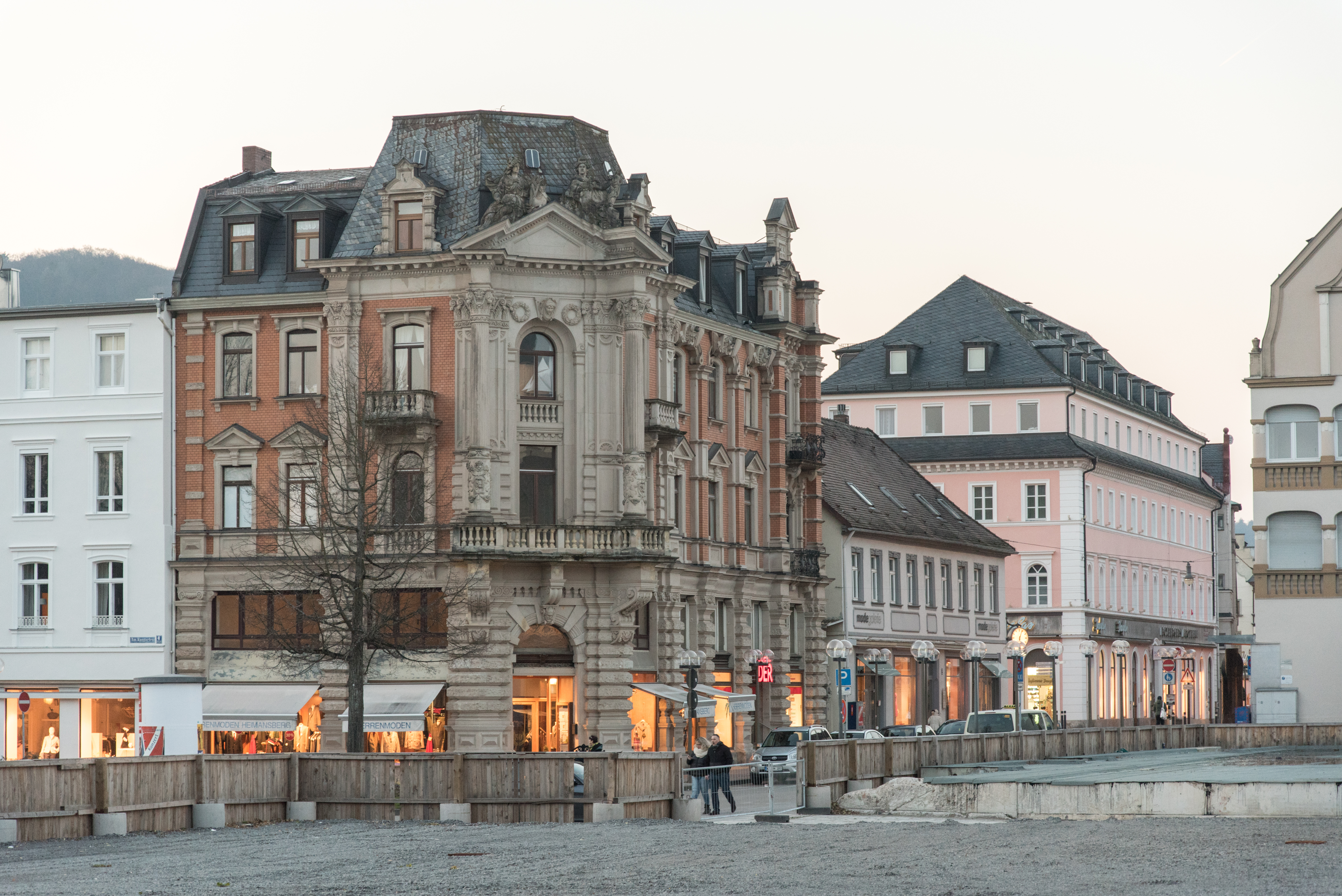
Villa Messerschmitt, davor große Baulücke des 2014 abgebrochenen Steigenberger Kurhaushotels

1739 wurde von Balthasar Neumann das Hotel Royal de Bain errichtet, später zum Königlichen Kurhaushotel ausgebaut und zuletzt als Steigenberger-Kurhaushotel geführt. Das Hotel wurde am 31. Oktober 2010 nach 271-jährigem Betrieb geschlossen, als sich der Freistaat Bayern aufgrund der Kosten für die durch Brandschutzbestimmungen erforderliche Modernisierung des Gebäudes in Höhe von 30 Millionen Euro aus dem Pachtvertrag zurückzog.
Freistaat und Kissinger Stadtrat wünschten sich ein neues Fünf-Sterne-Hotel auf dem Anwesen. Unter den Bewerbern setzte sich die Feuring Hotelconsulting GmbH durch, die einen teilweisen Umbau unter Bewahrung der unter Denkmalschutz stehenden Bausubstanz vorschlug.
2012 stellte der Bayerische Landtag neun Millionen Euro zur Verfügung, um entstandene Finanzierungslücken zu schließen. Da Feuring kein geeignetes Konzept vorlegte, wurde der Abbruch des Hotels beschlossen und 2014 umgesetzt.

#### Eingemeindungen
Im Rahmen der Bayerischen Gebietsreform von 1972 wurde dem damaligen Stadtrat und späteren Kreisheimatpfleger Werner Eberth die Gemeindeaufsicht und Abwicklung der Gebietsreform durch Eingemeindungsverträge übertragen. Durch die Reform wurden acht Dörfer eingemeindet: die fünf nahe gelegenen und teilweise mit der Kernstadt zusammengewachsenen Vororte Arnshausen, Garitz, Hausen, Reiterswiesen und Winkels und zudem drei weiter entfernt gelegene Orte, die keine funktionale Einheit mit der Kurstadt bilden: Albertshausen, Kleinbrach und Poppenroth. Albertshausen und Poppenroth konnten auf diese Weise eine Eingemeindung nach Oberthulba vermeiden.
Einige weitere Orte, die nach Bad Kissingen eingemeindet werden wollten, mussten sich jedoch anderen Gemeinden anschließen: Waldfenster und Stralsbach wurden wegen der zu großen Entfernung zur Kurstadt nach Burkardroth eingemeindet, Wirmsthal ging an Euerdorf und Großenbrach an Bad Bocklet. Bad Kissingen wuchs so im Juli 1972 von 12.429 auf 21.916 Einwohner und die Fläche der Stadt vergrößerte sich enorm, auf 69 km². Während beispielsweise nach Schweinfurt aus rein politischen Motiven kein einziger Ort eingemeindet wurde und seitdem die Kurstadt die doppelte Fläche besitzt als der große Nachbar.
Bad Kissingen verlor jedoch im Rahmen der Gebietsreform seine Kreisfreiheit, erhielt dafür aber den neu geschaffenen Status einer Großen Kreisstadt. Dadurch wurde auch der Oberbürgermeister (damals Hans Weiß) nicht zum Bürgermeister herabgestuft.

#### Einwohnerentwicklung
Im Jahr 1829/1830 wurde die erste verlässliche Kissinger Einwohnerstatistik erstellt, die 1.263 Einwohner auswies; neben einer katholischen Mehrheit umfasste diese Zahl auch 202 Juden und 2 Lutheraner. Zur Volkszählung vom 1. Dezember 1910 verfügte die kreisunmittelbare Stadt Bad Kissingen über eine Fläche von 12,36 km² und hatte 5.831 Einwohner. Zum 16. Juni 1925 war die Bevölkerungszahl bei gleicher Fläche auf 9.517 Einwohner gestiegen. Nach Ende des Zweiten Weltkriegs hatte sich diese Zahl kaum verändert, zur Volkszählung am 6. Juni 1961 hatte Bad Kissingen rund 9.900 Einwohner.
In den folgenden Jahrzehnten verdoppelte sich die Bevölkerungszahl jedoch, auch bedingt durch Eingemeindungen. So hatte Bad Kissingen zur Volkszählung am 25. Mai 1987 20.455 Einwohner. Beim Zensus am 9. Mai 2011 zählte die Stadt 20.993 Einwohner; diese Zahl stieg auf über 22.000 Einwohner zum Jahresende 2019. Zum 30. Juni 2023 zählte die Stadt Bad Kissingen insgesamt 24.968 Einwohner. Diese Zahl gliedert sich auf in 23.458 gemeldete Hauptwohnsitze und 1510 gemeldete Nebenwohnsitze.

## Religionen
Die Religionen in Bad Kissingen unterscheiden sich in ihrer Geschichte von anderen Städten in ihrem Spektrum, mit der typischen Ausprägung eines Weltbades, vergleichbar mit Baden-Baden. Traditionell ist in Bad Kissingen die römisch-katholische Kirche vorherrschend. Die heutige evangelische Kirche wurde erst im 19. Jahrhundert in Folge der steigenden Zahl evangelischer Kurgäste errichtet. Aus demselben Grund wurden in jener Zeit auch eine anglikanische und eine Russisch-Orthodoxe Kirche errichtet. In Bad Kissingen gab es erste jüdische Einwohner im 13. Jahrhundert.

### Katholische Kirche

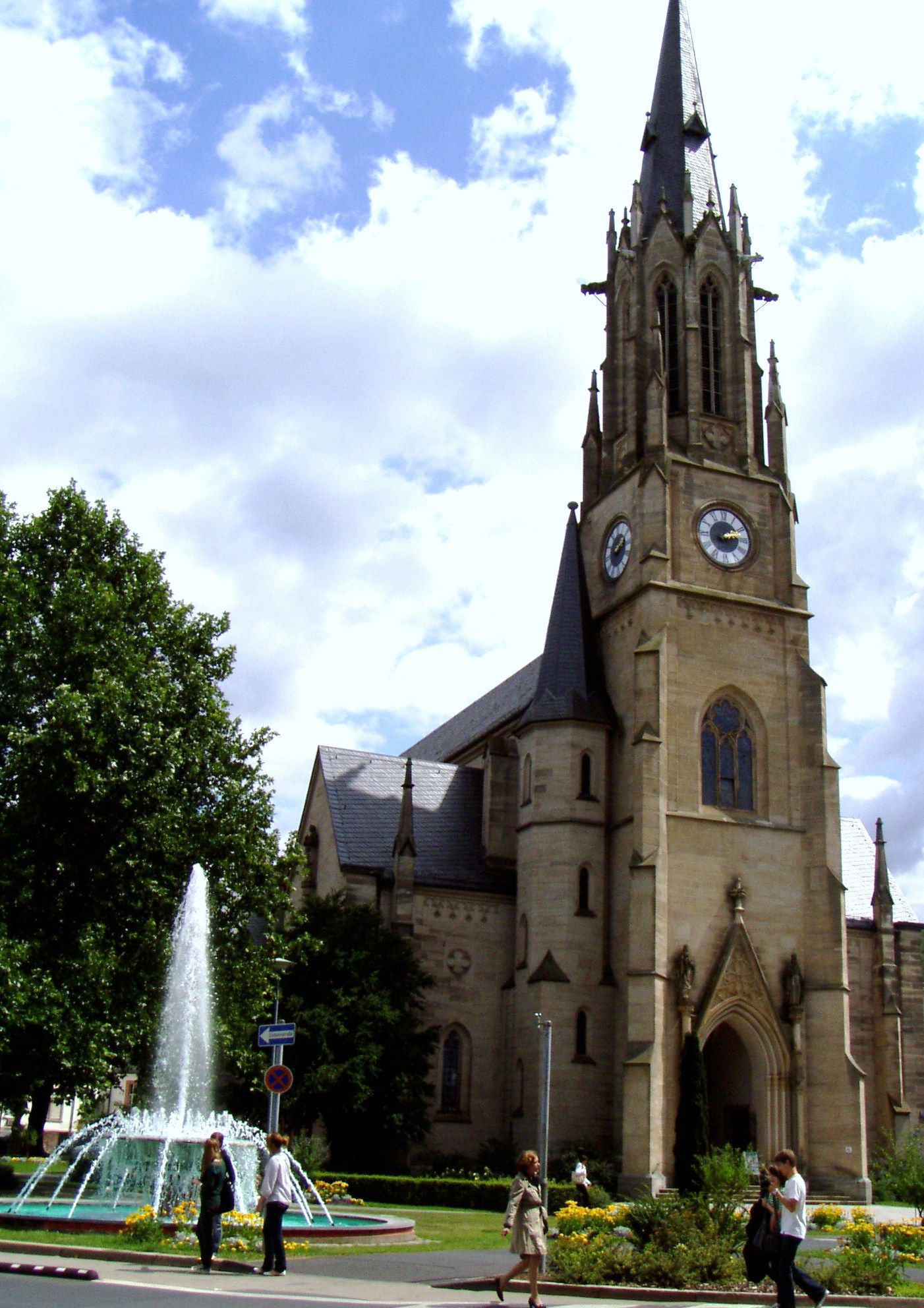
Herz-Jesu-Stadtpfarrkirche

Die genauen Anfänge der katholischen Gemeinde von Bad Kissingen liegen im Dunkeln. Für das Jahr 1206 ist die Existenz eines Kissinger Pfarrers namens Symon nachgewiesen. Von ihm bis zum heutigen Pfarrer gibt es eine nahezu durchgängige Chronologie (im obigen Hauptartikel). Als Pfarrer Symon 1207 eine Vorladung der päpstlichen Richter ignorierte, wurde er exkommuniziert. Daraufhin legte er vor den Richtern ein Schuldeingeständnis ab und bat unter anderem durch Leistung einer Bürgschaft erfolgreich um seine Lossprechung.
In archäologischer Hinsicht befand sich im heutigen Kissinger Stadtteil Kleinbrach das erstmals für das Jahr 823 verbürgte St. Dionysius-Klösterchen, dessen Grundrisse bei archäologischen Ausgrabungen durch das Bayerische Landesamt für Denkmalpflege zwischen 1989 und 1991 rekonstruiert wurden. Auch in der 1122 erstmals erwähnten und 1394 verlassenen Wüstung Bremersdorf befinden sich Spuren einer Kirche. Im Jahr 1161 entstand im damaligen Dorf und heutigen Bad Kissinger Stadtteil Hausen das von Graf Heinrich von Henneberg gegründete, heute noch erhaltene, aber nicht mehr als Kloster genutzte Prämonstratenserinnenkloster Hausen.
Die erste konkrete Spur einer Kissinger Pfarrei ist eine Urkunde aus dem Jahr 1286, in der von einer neu errichteten Kirche die Rede ist; jedoch ist unklar, ob sich diese Angabe auf die Jakobuskirche oder die Marienkapelle bezieht. Die ersten sicheren Nachweise für beide Kirchengebäude datieren aus den Jahren 1341 für die Jakobuskirche und 1348 für die Marienkapelle. 1394 kam die Pfarrei zum Hochstift Würzburg und war ab 1429 Teil des Archidiakonats Münnerstadt.
Wegen zunehmender Zahl katholischer Kurgäste wurde Ende des 19. Jahrhunderts die Herz-Jesu-Stadtpfarrkirche errichtet. Der Status der Pfarrkirche ging von der Jakobuskirche auf die Herz-Jesu Stadtpfarrkirche über.

### Evangelische Kirche

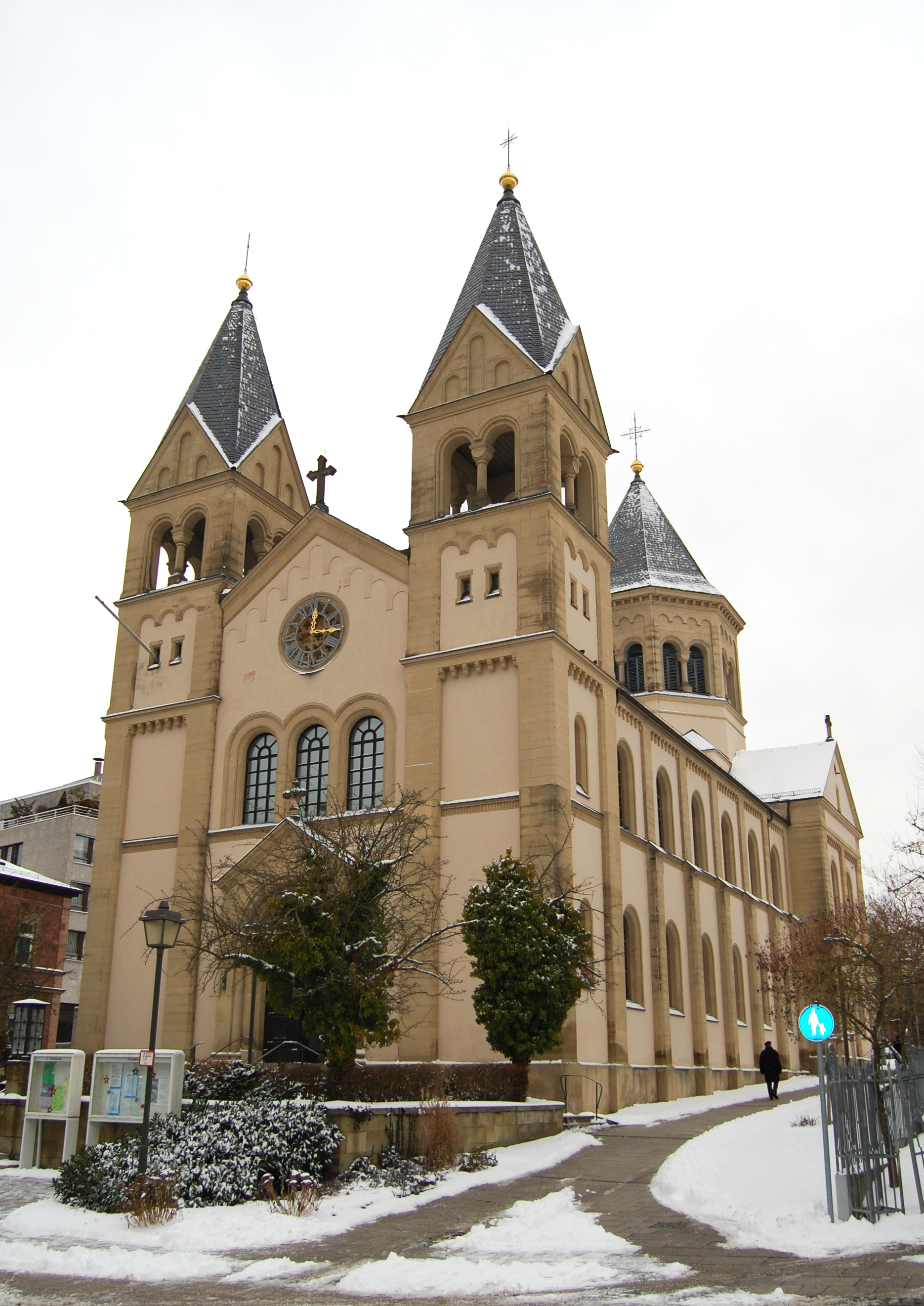
Evang. Erlöserkirche

Lange Zeit gab es in Kissingen nur wenige Bürger evangelischen Glaubens. Für das Jahr 1578 ist ein „Protestantischer Diakonus“ namens Nicolaus Nicander verbürgt. Die im Jahr 1803 einsetzende Säkularisation ermöglichte ein auch durch den Kurbetrieb gefördertes Anwachsen der evangelischen Gemeinde im Ort.
Durch die steigende Zahl von evangelischen Kurgästen veranlasst, beauftragte König Ludwig I., der mit der evangelischen Prinzessin Therese von Sachsen-Hildburghausen verheiratet war, den Architekten Friedrich von Gärtner, der in den 1830er Jahren im Auftrag des Königs das Kurviertel mit dem Arkadenbau errichtet hatte, auch mit dem Bau der 1847 eingeweihten und 1891 erweiterten Erlöserkirche. Ab 1. März 1850 war Kissingen Vikariat; dieses wurde sechs Jahre später selbständig und am 28. Juni 1864 von König Ludwig II. zur Pfarrei erhoben.

### Anglikanische Kirche
In der zweiten Hälfte des 19. Jahrhunderts entstanden auf Grund zahlreicher Kurgäste aus Großbritannien erste Pläne zum Bau eines anglikanischen Gotteshauses. 1862 wurde in der Salinenstraße die durch Spenden finanzierte anglikanische Kirche eingeweiht. Der Erste Weltkrieg sorgte für einen Einbruch in den Zahlen der aus Großbritannien kommenden Kurgäste. 1953 wurde das Kirchengebäude von der evangelischen Gemeinde aufgekauft; ein Jahr später entstand aus ihm ein provisorisches Gemeindehaus. Auf Grund von Schäden am Fundament wurde es 1968 abgerissen; an seiner Stelle steht heute das evangelische Gemeindehaus.

### Russisch-Orthodoxe Kirche

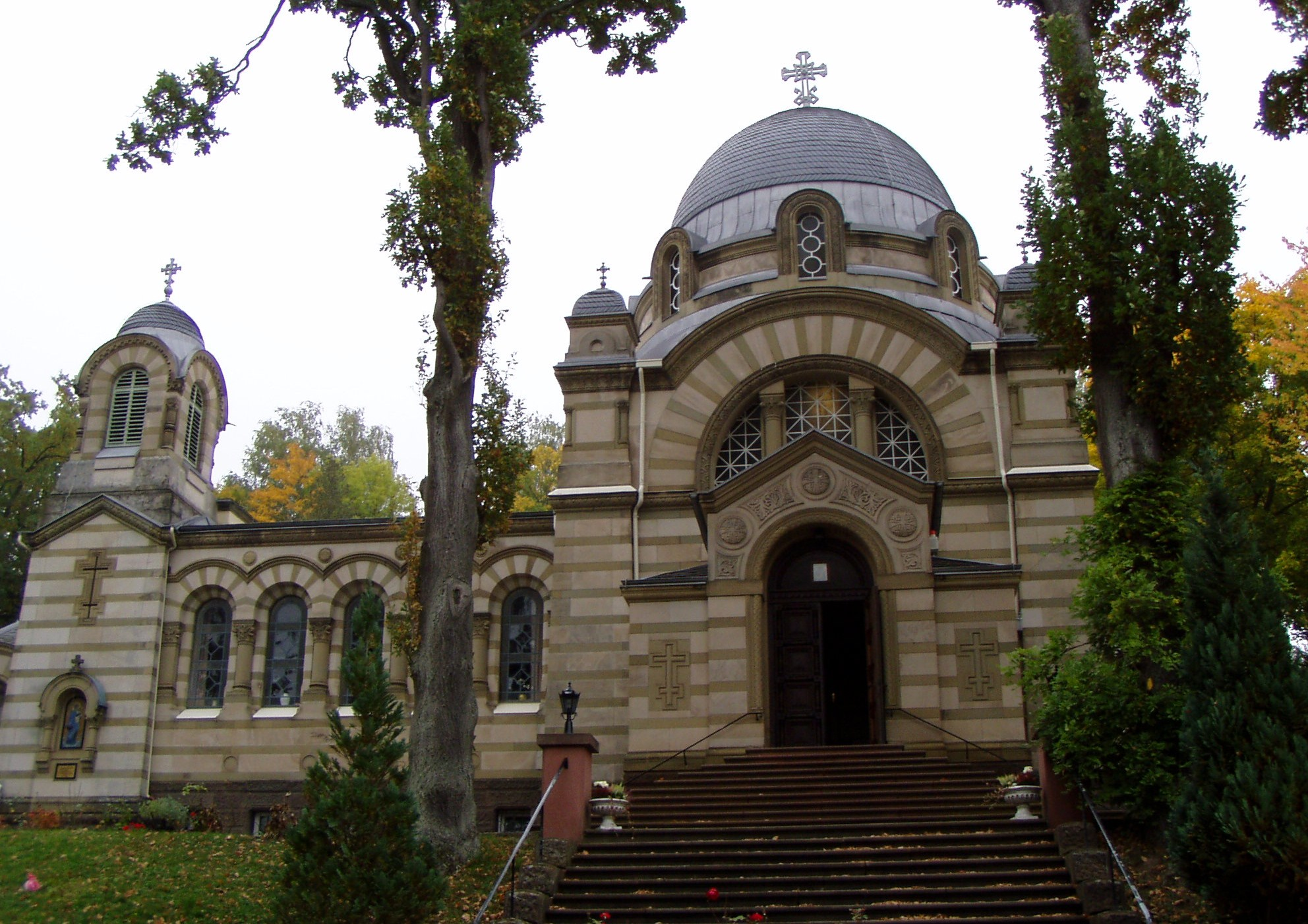
Russisch-Orthodoxe Kirche

Erste Pläne, ein russisches Gotteshaus in Kissingen zu errichten, gab es 1856, doch zerschlugen sich diese; man wollte dem russischen Zaren Alexander II. den Kirchenbau anlässlich seines Besuchs der Stadt schenken, doch dieser kam nicht zustande. Da durch zwei spätere Kuraufenthalte des Zaren in der Kurstadt und durch eine Eisenbahnlinie zwischen Russland und Deutschland die Zahl russischer Kurgäste gestiegen war, kam es am 20. Juli 1898 schließlich doch noch zur Grundsteinlegung für die Kirche des Sergius von Radonesch.
Der Erste und Zweite Weltkrieg brachten das russische Gemeindeleben in Bad Kissingen zeitweise zum Erliegen. Nach dem Zweiten Weltkrieg verlegte der russische Wohltätigkeitsverein „Bruderschaft des heiligen Fürsten Wladimir“ seinen Sitz 1961 nach Bad Kissingen. Einen Aufschwung erfuhr das russische religiöse Leben in der Kurstadt durch die Einwanderung deutschstämmiger Aussiedler aus der früheren Sowjetunion nach dem Fall des Eisernen Vorhangs.

### Judentum

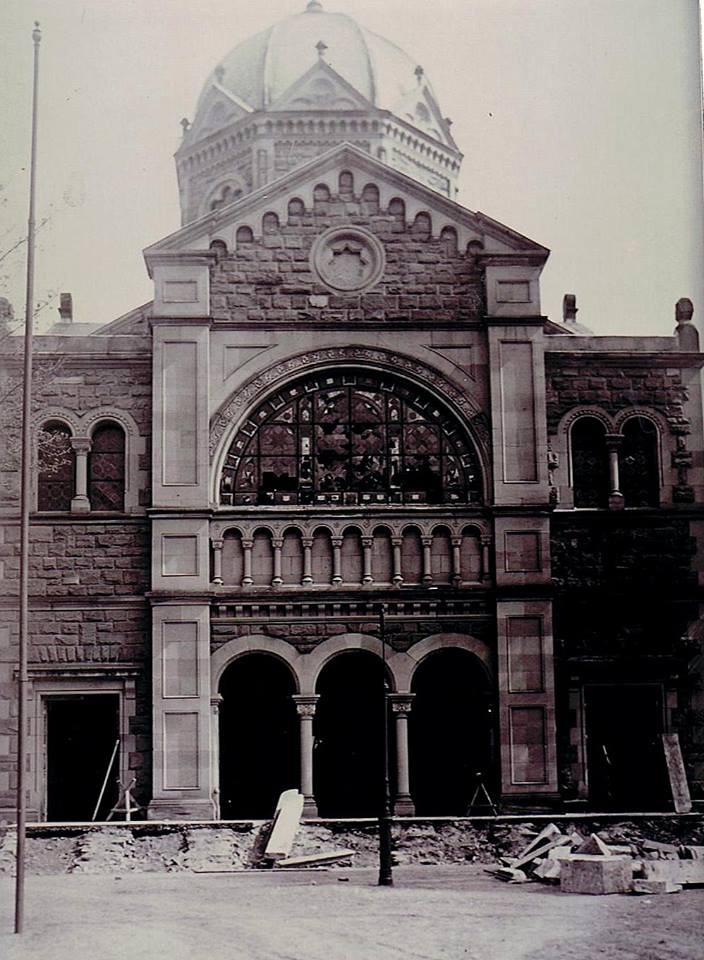
Neue Synagoge nach dem Brand 1938. Trotz reparabler Schäden nach Stadtratsbeschluss 1939 abgebrochen

Erste jüdische Einwohner gab es im 13. Jahrhundert. Seit dem Rintfleisch-Pogrom von 1298 lebten sie als Schutzjuden in Kissingen, u. a. des Adelsgeschlechtes von Erthal, was zur Ghettoisierung führte. Die Situation besserte sich erst durch das Bayerische Judenedikt von 1813. 1839 entstand das Distriktsrabbinat Bad Kissingen. Als Ersatz für das 1705 entstandene jüdische Gotteshaus wurde 1851/52 die Alte Synagoge errichtet. 1902 entstand in der Promenadestraße die Neue Synagoge als repräsentatives Bauwerk, als Gastgeber jüdischer Kurgäste. Die Alte Synagoge wurde 1928 abgerissen. 1925 gehörte die Gemeinde mit 504 Mitgliedern zu den zehn größten jüdischen Gemeinden Bayerns.
1934 sorgte die Schwimmbadaffäre für internationales Aufsehen, als der Stadtrat Juden den Zutritt zum städtischen Schwimmbad verweigerte, woraufhin zahlreiche jüdische Kurgäste der Stadt fernblieben. Bei den Novemberpogromen 1938 kam es zu Beschädigungen der Neuen Synagoge. Trotz reparabeler Schäden ließ sie der Bad Kissinger Stadtrat 1939 abreißen. 1942 kam es zu Deportationen jüdischer Einwohner nach Izbica und Theresienstadt, wodurch 69 Kissinger Juden ums Leben kamen.
Nach Kriegsende gab es keine Einwohner jüdischen Glaubens mehr, die Gemeinde hörte auf zu existieren. Später wohnten wieder 25 Juden im Ort. 1959 entstand in der Promenadestraße ein Betsaal und 1993 in der Rosenstraße mit dem Kurheim Eden-Park das einzige koscher geführte Gästehaus in Deutschland.
2008 beschloss der Bad Kissinger Stadtrat, im Rahmen des Stolpersteine-Projektes zum Gedenken an die Opfer des Nationalsozialismus auch Stolpersteine in der Kurstadt zu verlegen. Daraufhin formierte sich die Bürger-Initiative Bad Kissinger Stolpersteine. 2009 wurden die ersten Stolpersteine verlegt.

### Konfessionsstatistik
Laut der Volkszählung 2011 waren 56,9 % der Einwohner römisch-katholisch, 22,1 % evangelisch und 21,0 % waren konfessionslos, gehörten einer anderen Religionsgemeinschaft an oder machten keine Angabe. Die Zahl der Protestanten ist seitdem gesunken. Derzeit gehören durchschnittlich 20 % der Bevölkerung in der Stadt Bad Kissingen der Ev.-Luth. Kirche an.

## Politik

### Stadtrat
In den Bad Kissinger Stadtrat wurden am 15. März 2020 für die Wahlperiode 2020 bis 2026 gewählt:
| - Oberbürgermeister Dirk Vogel (SPD) - neun Stadträte der CSU - sechs Stadträte der SPD | - vier Stadträte der Liste Demokratische Bürger Kissingen (DBK) - drei Stadträte der Freien Wähler - vier Stadträte der Bürger für Umwelt (BfU)/Bündnis 90/Die Grünen/ödp | - zwei Stadträte der AfD - ein Stadtrat der Linken - ein Stadtrat der Liste Zukunft Bad Kissingen |

- Linke: 1
- Grüne/BfU/ÖDP: 4
- ZBK: 1
- SPD: 6
- DBK: 7
- FW: 3
- CSU: 6
- AfD: 2

Im Mai 2020 wechselten drei Mitglieder der CSU-Fraktion zur DBK, so dass die CSU im Stadtrat nur noch sechs Mitglieder hatte, die DBK dagegen sieben.
Nach dem Tod eines der zur DBK übergetretenen Stadtratsmitglieder rückte im Oktober 2023 ein Mitglied von der ursprünglichen CSU-Liste nach.

### Stadtoberhäupter

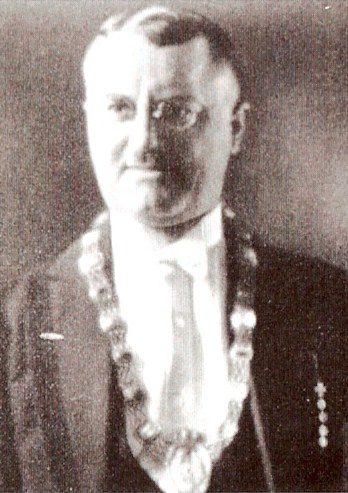
Max Pollwein (ab 1933 NSDAP). Ab 1927 der erste Oberbürgermeister von Bad Kissingen (1919–1939)

| Name                  | Amtsbezeichnung                      | Amtszeit  |
| --------------------- | ------------------------------------ | --------- |
| Donat Fuß             | Stadtvorstand                        | 1847–1854 |
| Gerhard Linhard       | Stadtvorstand                        | 1854–1865 |
| Carl Fleischmann      | Ehrenamtlicher Interimsstadtvorstand | 1865–1866 |
| Valentin Fuchs        | Rechtskundiger Bürgermeister         | 1866–1869 |
| Gottlieb Full         | Rechtskundiger Bürgermeister         | 1869–1878 |
| Josef Feldbauer       | Rechtskundiger Bürgermeister         | 1879      |
| Carl Fürst            | Rechtskundiger Bürgermeister         | 1879–1882 |
| Theobald von Fuchs    | Rechtskundiger Bürgermeister         | 1883–1917 |
| Eduard Bauch          | Rechtskundiger Bürgermeister         | 1917–1919 |
| Max Pollwein          | Rechtskundiger Bürgermeister         | 1919–1939 |
| Adalbert Wolpert      | Oberbürgermeister                    | 1939–1944 |
| Franz Meinow          | Oberbürgermeister                    | 1945–1946 |
| Franz Rothmund        | Oberbürgermeister                    | 1946–1947 |
| Karl Fuchs            | Oberbürgermeister                    | 1947–1952 |
| Hans Weiß             | Oberbürgermeister                    | 1952–1984 |
| Georg Straus          | Oberbürgermeister                    | 1984–1990 |
| Christian Zoll        | Oberbürgermeister                    | 1990–2002 |
| Karl Heinz Laudenbach | Oberbürgermeister                    | 2002–2008 |
| Kay Blankenburg       | Oberbürgermeister                    | 2008–2020 |
| Dirk Vogel            | Oberbürgermeister                    | seit 2020 |

### Wappen
| | Blasonierung: „In Silber eine rote Torburg mit drei gezinnten Türmen, deren mittlerer blau behelmt und mit einem von Schwarz und Silber geteilten Schild belegt ist; darin eine abgeschnittene Greifenklaue in verwechselten Farben.“ |
| Wappengeschichte: Kissingen erhielt die Stadtrechte während der Herrschaft der Grafen von Henneberg vor 1280, in deren Besitz es seit 1234 war. Es sind keine Siegel für die Zeit vor dem 16. Jahrhundert bekannt. Die Klaue stammt von der Familie Henneberger in Bad Kissingen ab. Das älteste bekannte Siegel zeigt bereits das heutige Wappen: eine Torburg mit geschlossenem Tor und drei Türmen, der mittlere Turm belegt mit einem Schildchen mit dem Wappen einer Nebenlinie der Truchsesse von Henneberg. Zu dieser Zeit gehörte Kissingen bereits zum Hochstift Würzburg, zu dem es 1394 durch die Grafen Swantibor aus Pommern und die Burggrafen von Nürnberg gekommen war und bis zum Ende des Heiligen Römischen Reichs Deutscher Nation 1803 verblieb. Einzelheiten der Wappendarstellungen änderten sich öfter im Verlauf der Jahrhunderte. Das Wappen der Truchsesse von Henneberg war ein schwarzer Hennenfuß auf goldenem Grund. Dieses Wappen führte die Stadt bis 1927. 1927 fügte das Hauptmünzamt München ohne Beschlussfassung des Stadtrates das ähnliche Wappen der Herren von der Kehre, einen von Schwarz und Silber geteilten Schild mit einem Hennenfuß in verwechselten Farben in das Stadtsiegel ein. Der Fehler wurde nicht bemerkt. Seit dieser Zeit führt die Stadt das Wappen in dieser Form. | |

### Städtepartnerschaften
Bad Kissingen unterhält Städtepartnerschaften mit:
- Massa (Italien), seit 1960
- Vernon (Frankreich), seit 1960
- Eisenstadt (Österreich), seit 1978

## Kultur und Sehenswürdigkeiten
Bad Kissingen bildet mit seinen Kurbauten und Kuranlagen, dem Tal der Fränkischen Saale und den bewaldeten Bergen der Vorrhön ein nahezu intaktes Gesamtbild.
Die Kurort verfügt über weitläufige Parkanlagen und zahlreiche Bauwerke aus zwei Stilepochen: dem Klassizismus und dem typischen Baustil europäischer Kurbäder der Belle Epoque, dem Historismus. Im kleinen, historischen Stadtkern aus dem Mittelalter, nördlich des Kurviertels, wurden an den Hauptfronten ebenfalls viele alte Gebäude durch größere historistische Bauten ersetzt. Somit sind kaum mehr mittelalterliche Strukturen erhalten, und fast der ganze Ort trägt den Charakter einer traditionellen Kurstadt.

### Museen
- Museum Obere Saline
  - Abteilung „Bismarck-Museum“
  - Abteilung „Spielzeugwelt“

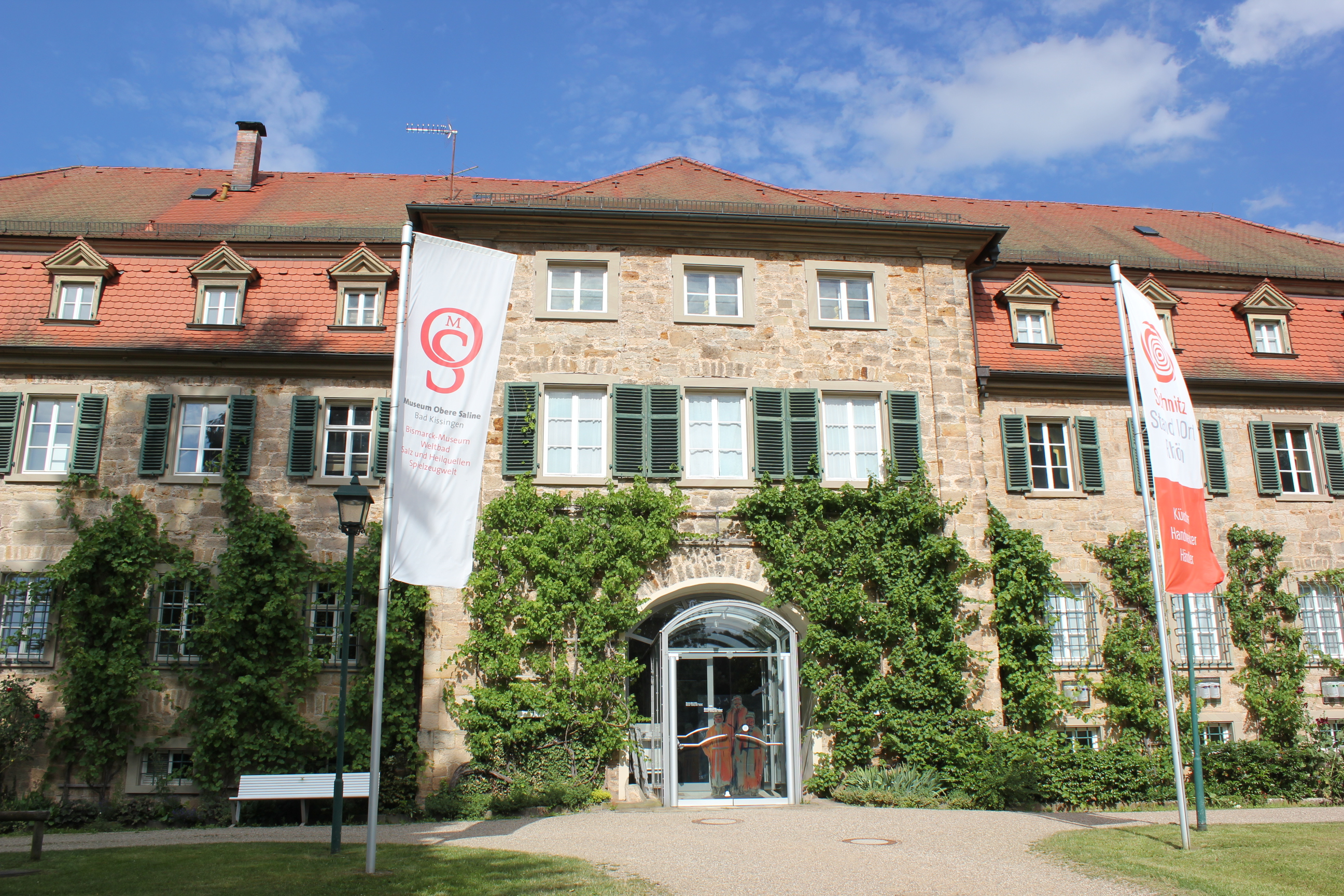
Museum Obere Saline

  - Abteilung „Salz und Salzgewinnung“
  - Abteilung „Heilbad Kissingen“
  - Abteilung „Weltbad Kissingen“
- Julius-Kardinal-Döpfner-Museum im Kloster Hausen
- Heimatstube Reiterweisen
- Dauerausstellung „Jüdisches Leben in Bad Kissingen“ im Jüdischen Gemeindehaus

### Orchester

#### Kurorchester

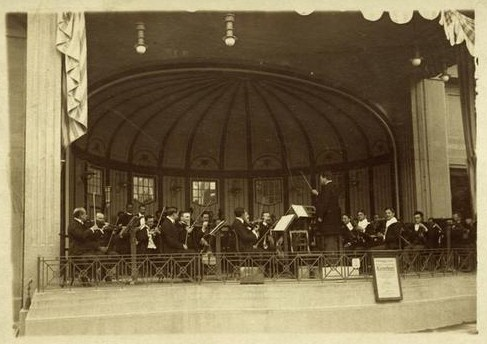
Kurorchester auf der Drehbühne um 1912 mit Wiener Konzertverein

Die ersten Anfänge der Kissinger Kurmusik liegen im Dunkeln und sind erstmals im 17. Jahrhundert bezeugt. Fürstbischof Johann Philipp von Schönborn verfügte ab 1642 über ein eigenes Ensemble und reiste mit diesem auch nach Kissingen. Das Jahr 1899 brachte durch die Verpflichtung des Kaim-Orchesters, den späteren Münchner Philharmonikern, unter Franz Kaim einen Wendepunkt für die Kissinger Kurmusik. Das Ensemble stellte in den Sommermonaten mit 45 Mitgliedern das Kurorchester, bis sich 1905 das bayerische Finanzministerium außer Stande sah, die Musiker zu bezahlen, so dass ab 1906 der Wiener Konzertverein, Vorgängerorchester der heutigen Wiener Symphoniker, seine Funktion übernahm. 1919 kehrten die Münchner Philharmoniker als Orchester des Münchner Konzertvereins zurück. Von 1952 bis 1979 führten die Hofer Symphoniker den Kurorchesterbetrieb auf neue Höhen.
Es ist seitdem mit 13 Musikern in ganzjähriger Festanstellung eines der größten Kurorchester aller 350 deutschen Kurorte. 2012 bekam es mit 727 jährlichen Auftritten einen Eintrag im Guinness-Buch der Rekorde für das Orchester mit den meisten Auftritten pro Jahr. 2018 wurde das Kurorchester in Staatsbad Philharmonie Kissingen umbenannt.

#### Jugendmusikkorps
Das Jugendmusikkorps der Stadt Bad Kissingen ist ein Aushängeschild der Kurstadt. Es hatte bereits viele internationale Auftritte, auch in Übersee und marschierte öfters beim Oktoberfestumzug in München mit und führte ihn 2014 sogar an. Das Blasorchester besteht aus über 80 Jugendlichen zwischen zehn und 20 Jahren.

### Bauwerke

#### Überblick
Am Standort der heutigen Unteren Saline ist bereits 823 die Existenz einer superioris salina bekannt. Über der Stadt thront die um 1180 entstandene Burgruine Botenlauben (Bild siehe: Mittelalter). Baumeister Balthasar Neumann zeichnete 1738 die Gesamtansicht vom spätmittelalterlichen Kissingen mit einer dicken Stadtmauer und 14 Türmen auf einem Geviert von 240 mal 240 Meter.
Heute bilden Altstadt und Kurviertel zwei sehr gegensätzliche städtebauliche Größen: die mittelalterliche, im 13. und 14. Jahrhundert zur Stadt ausgebaute Siedlung und das daran anschließende, auf dem Reißbrett ab dem 18. Jahrhundert geplante Kurviertel. Die trennende Stadtmauer zwischen beiden Bereichen, die entlang der Südseite der Grabengasse zum Feuerturm verlief, verschwand hier vollständig. Davor wurde die Ludwigstraße als neue Hauptstraße des zur großzügigen Kurstadt ausgebauten Ortes angelegt. Zudem wurden an den Hauptfronten innerhalb der Altstadt in der Gründerzeit vielfach alte Häuser durch große historistische Gebäude ersetzt. So gehen beide Bereiche seitdem eine eigene Symbiose ein und stehen als zusammengefasstes Bauensemble unter Denkmalschutz.

#### Kurbauten
Das Kurviertel entwickelte sich durch Lage der Brunnen am südlichen Ausgang der altstädtischen Hauptstraße (heutige Untere Marktstraße). Das größte Ensemble historischer Kurbauten Europas entstand in drei Etappen, durch drei Baumeister unter der Ägide folgender drei Herrscher:
- Friedrich Karl von Schönborn-Buchheim, Fürstbischof von Würzburg und Bamberg (1729–1746)
- Ludwig I., König von Bayern (1825–1848)
- Luitpold von Bayern, Prinzregent von Bayern (1886–1912)

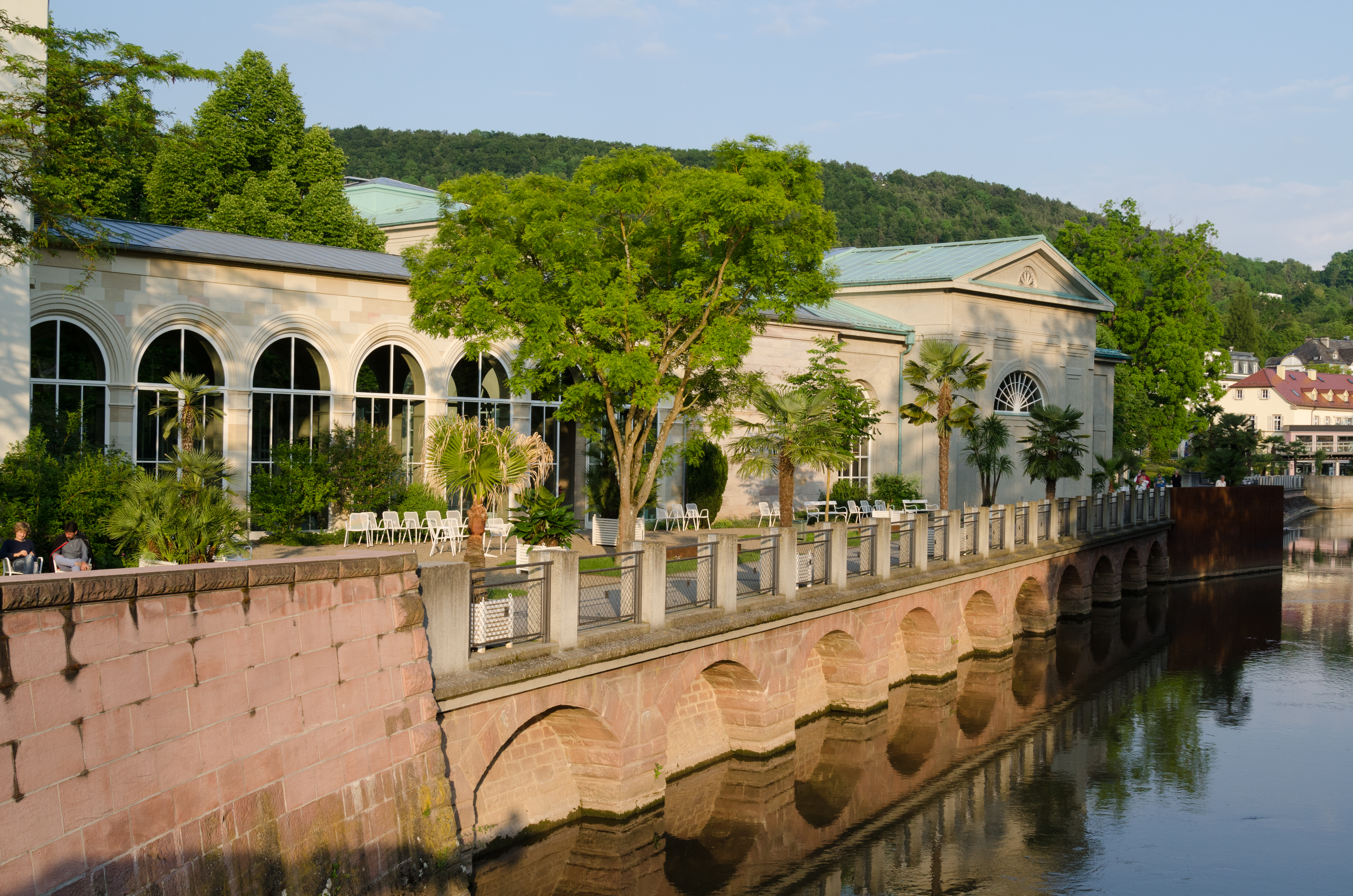
Erste Etappe (Vordergrund):
Verlegte Saale mit Stützmauer und um zwei Meter aufgeschüttete Plattform

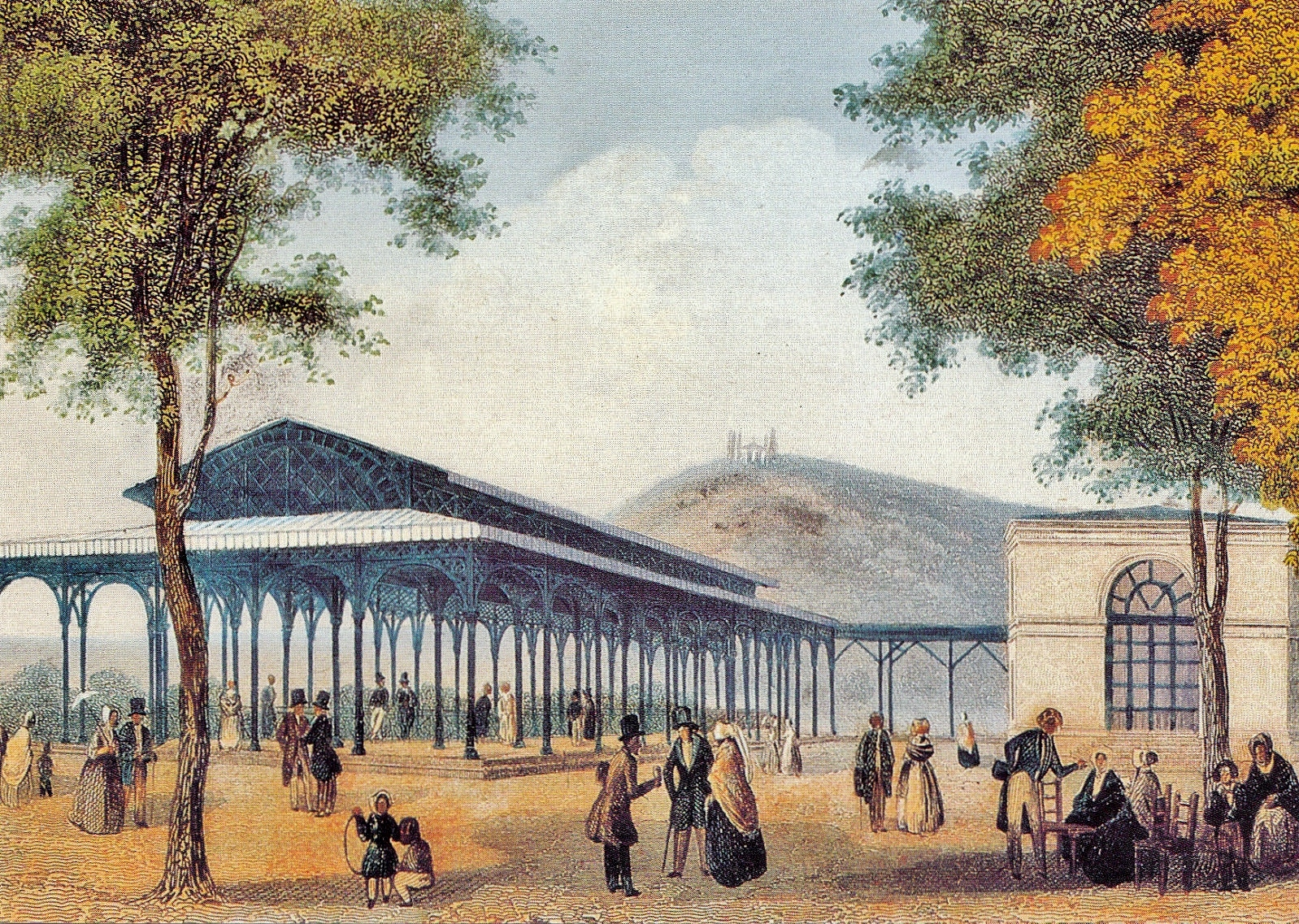
Zweite Etappe:
Erste Brunnenhalle (1842 bis 1909) und rechts Arkadenbau (Südende)

Erste Etappe 1737 bis 1738 durch Balthasar Neumann:

Die Fränkische Saale wurde verlegt, der neue Kurgarten geschaffen und damit die Voraussetzungen für die gesamte nachfolgende bauliche Entwicklung des Kurviertels in die Wege geleitet (siehe: Aufstieg zum Weltbad). Neumann gleichzeitig ein eher schlichtes Kurhaus, das von Zeitgenossen scharf kritisiert und später abgebrochen und ersetzt wurde (siehe: Königliches Kurhaushotel (Bad Kissingen)).

Zweite Etappe 1834 bis 1842 durch Friedrich von Gärtner:

In Folge des neuen Kurgartens musste die Saalebrücke nach Norden verlegt werden, mittels neuer Ludwigsbrücke (1836–1837). Der Arkadenbau im Stil der florentinischen Frührenaissance (1834–1838) mit dazugehörigem Rossinisaal, in Abwicklung 200 m lang, entstand als erster Bau auf der von Neumann geschaffenen Plattform (Bilder siehe auch: Salinen, Heilquellen und Kurviertel). Danach das Krugmagazin (1839) und schließlich die offene Brunnenhalle (1842), im scharfen Kontrast zum südlichen Ende des Arkadenbaus, die Gärtners architektonische Weiterentwicklung eindrucksvoll veranschaulicht. Sie war der erste Ingenieurbau Bayerns und zugleich eine der ersten gusseisernen Skelettbauten Deutschlands.

Dritte Etappe 1910 bis 1913 durch Max Littmann:

Die Wandelhalle (1910–1911) entstand nach längerer Unterbrechung der Baumaßnahmen südlich des Arkadenbaus im klassizierenden Jugendstil. Mit einer Länge von 90 m und einer Fläche von 2.640 m² gilt sie als größte Wandelhalle Europas. Mit ihrem kreuzförmigen Grundriss und einem Langhaus, mit durch Säulenreihen drei geteiltem Innenraum, wurde sie in Art einer Basilika angelegt. Der innovative Bau entstand in nur acht Monaten in moderner Stahlbeton-Bauweise, mit Drehbühne für das Kurorchester, sowohl für Innenraum als auch Kurgarten nutzbar (Bild siehe: Kurorchester). In den Westflügel wurde die neue Brunnenhalle integriert, an Stelle der ersten, die 1909 abgerissen wurde (Bilder siehe: Salinen, Heilquellen und Kurviertel).

Der Regentenbau (1911–1913) nördlich des Arkadenbaus, in Neoklassizismus, entstand an Stelle eines Kurparks und wurde zum Wahrzeichen der Stadt. Littmann vervollständigte das Bauensemble im Kurviertel mit dem klassisch-vornehmen Gesellschafts- und Veranstaltungszentrum, das heute zudem größeren Kongressen dient, mit Vestibül, Großem Saal (Max-Littmann-Saal), Grünem Saal und Weißem Saal. In die offene Vorhalle können Kutschen und Automobile der Gäste bis heute vorfahren (Bilder siehe auch: Salinen, Heilquellen und Kurviertel). Zum Regentenbau zählen im weiteren Sinn auch Schmuckhof, Lese-, Spielsäle und Kurgarten-Cafe.
Westliches Saale-Ufer 1868 bis 1906:

Das Luitpoldbad (ursprünglich: Aktienbad) in Neorenaissance von Albert Geul (1868–1871, aufgestockt 1902–1906) ist 130 mal 80 Meter groß. Der Nordflügel (1878–1880) wurde von Heinrich von Hügel und Wilhelm Carl von Doderer ergänzt. In ihm befindet sich heute das Luitpold-Casino der Staatlichen Spielbanken Bayerns. Um 1900 war das Luitpoldbad mit seinen 236 Badekabinen das größte Bad Europas. Anfang des Jahrtausends zeigte Hilton Interesse, den riesigen, leerstehenden Komplex in ein Hotel umzubauen, was wegen immenser Kosten in Verbindung mit dem Denkmalschutz scheiterte. 2018 wurde die Generalsanierung für eine neue Nutzung des Freistaats als Veranstaltungsort und Behördenzentrum für 39 Mio. Euro abgeschlossen.

Arkadenbau und Säle des Regentenbaus
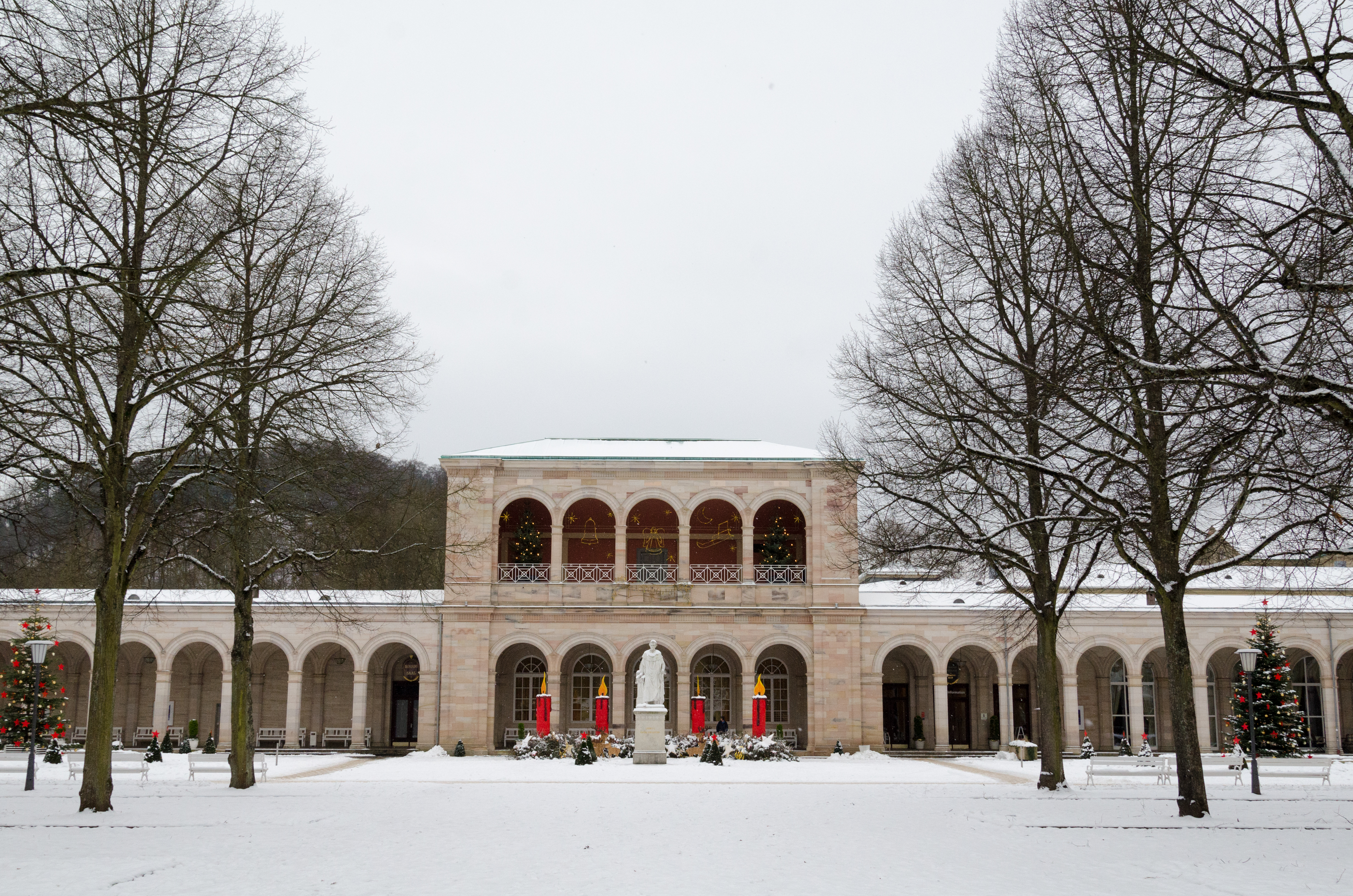
Arkadenbau
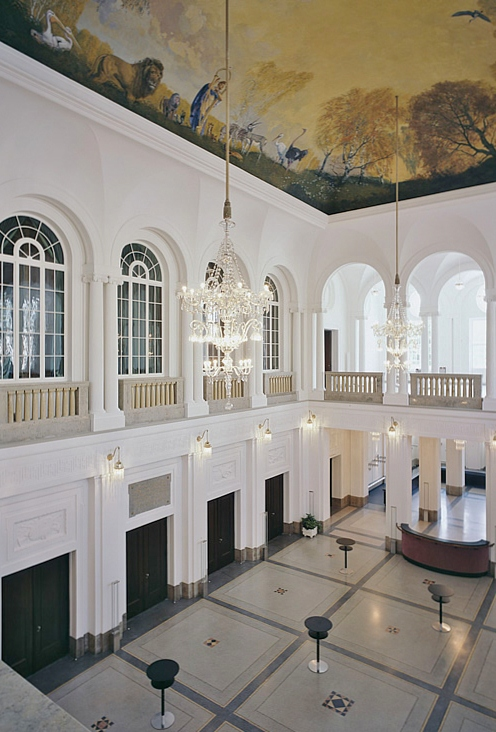
Vestibül
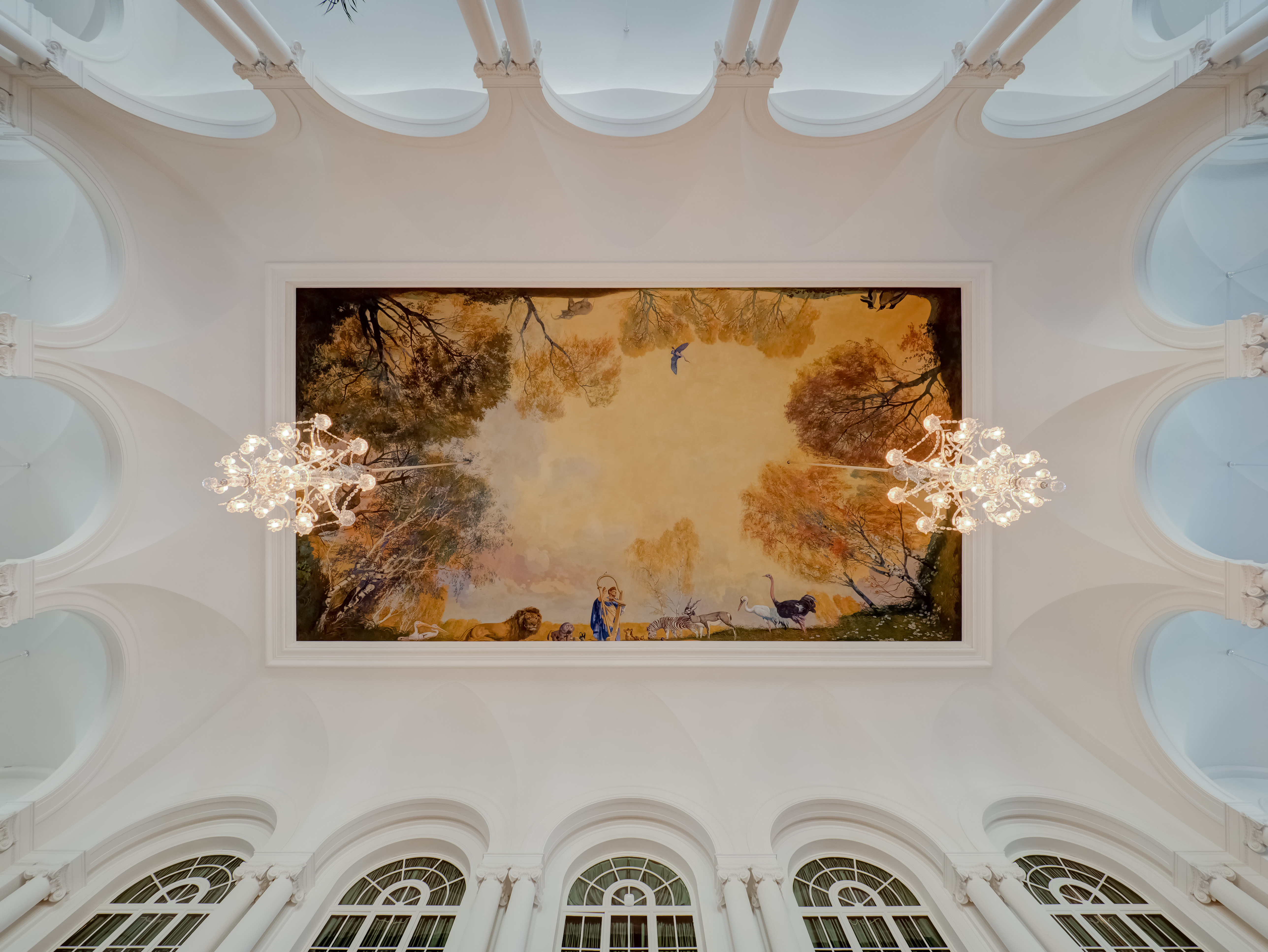
Fresko im Vestibül
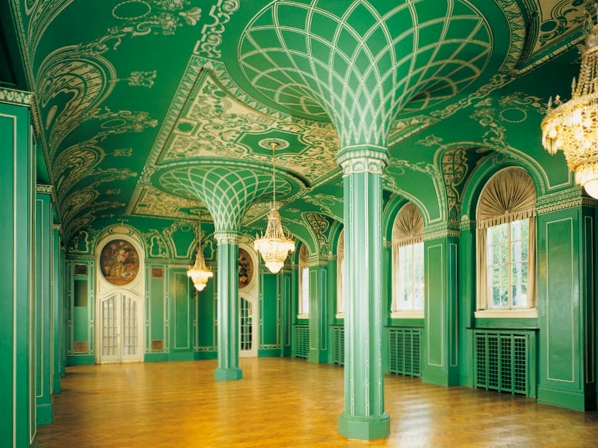
Grüner Saal

#### Weitere Profanbauten
Von der um 1350 errichteten Stadtmauer sind ein Abschnitt am Eisenstädter Platz und ein Eckturm erhalten, der Feuerturm aus dem 15. Jahrhundert. Das Alte Rathaus (1577) am Marktplatz ist ein Renaissancebau. Der Heußleinscher Hof (1709) am heutigen Rathausplatz von Johann Dientzenhofer war ein barocker Adelssitz, seit 1929 Neues Rathaus. Die Obere Saline (1763) wurde von Fürstbischof Adam Friedrich von Seinsheim zur Salzgewinnung errichtet.

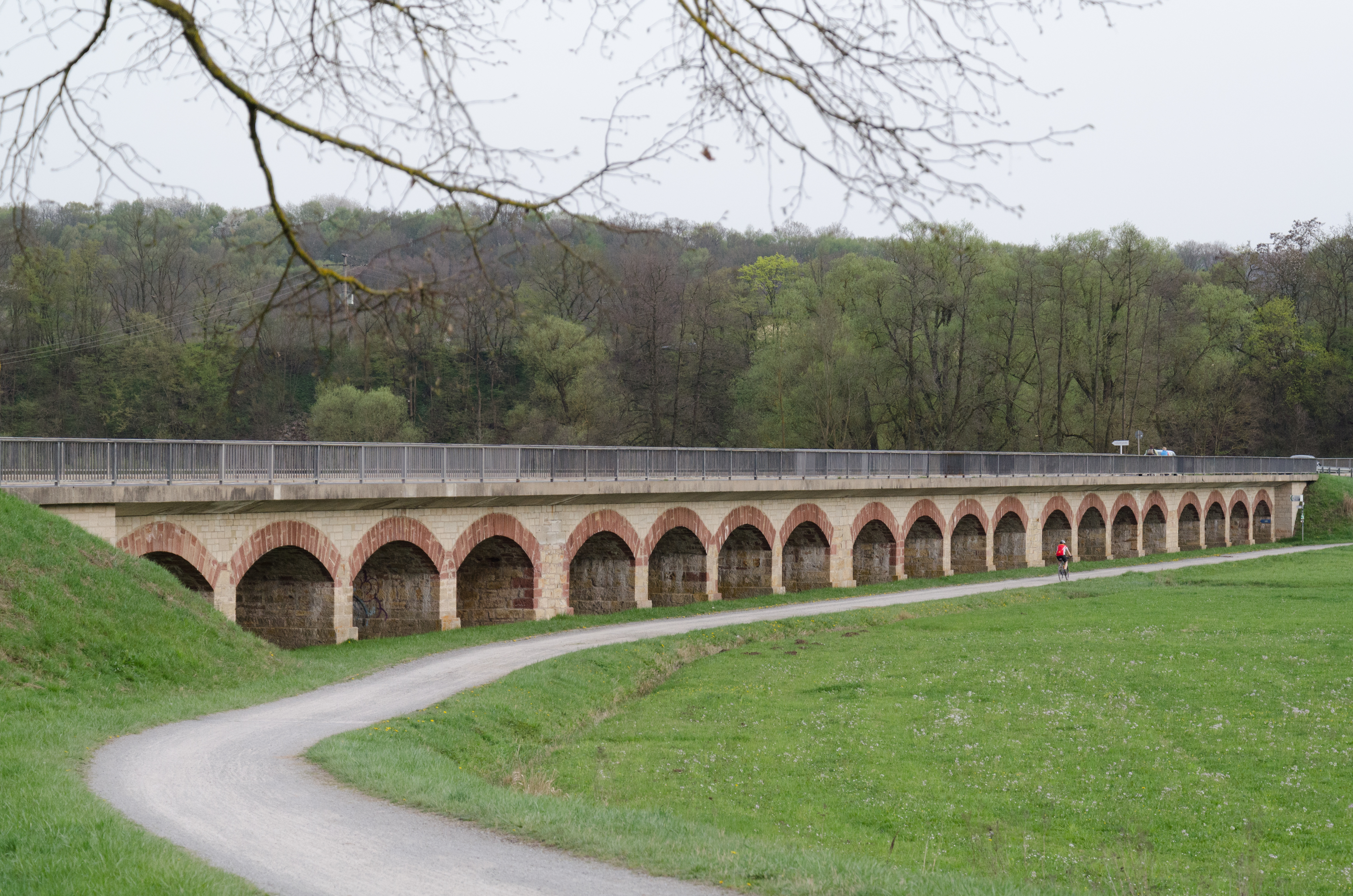
Kleinbracher Bogenbrücke (1882)

Das Haus Collard (um 1835) am Kurgarten ist ein klassizistischer Hotelbau, der um 1900 unter Gustav Collard zum Grand Hotel wurde (heute Geschäftshaus). Das Hotel Kaiserhof Victoria gegenüber der Wandelhalle entstand durch Verbindung zweier klassizistischer Hotelbauten: dem Hotel Victoria (1836, im Süden) von Johann Gottfried Gutensohn und dem Kaiserhof (1840, im Norden). Die lange Hotelfront aus der Biedermeier-Zeit prägt die Hauptstraße des Kurviertels. Das Ballinghaus in der Martin-Luther-Straße und das Westendhaus in der Bismarckstraße wurden beide 1840 im klassizistischen Stil von Gutensohn errichtet. Der Bahnhof (1874) in klassizisierten Neorenaissance ist von Friedrich Bürklein. Das Bismarck-Denkmal (1877) im Stadtteil Hausen von Heinrich Manger war das erste Denkmal, das zu Ehren des Reichskanzlers errichtet wurde. Die Kleinbracher Bogenbrücke über den Wiesengrund der Fränkischen Saale besitzt 18 Bogen. Die Villa Messerschmitt (1894) am Kurgarten im historistischen Stil mit prächtigem Dekor von Karl Weinschenk wurde als Kaffeehaus mit Hotel erbaut. Das Dapper-Sanatorium (1894, heute: Dappers Hotel) in der Menzelstraße, in Neorenaissance mit verschiedenfarbigem Sandstein, stammt von Carl Krampf (Bild siehe: Bayerisches Königreich). Das Haus am Marktplatz 18 (1897) im flämisch-barocken Stil stammt ebenfalls von Weinschenk. Die Villa Montana (1897, heute: Haus Bethania) von M. Renninger in der Menzelstraße besitzt für die Neurenaissance ansonsten untypische, mächtige Dachformen. Die sogenannte Peters Burg (1898) ist eine Villa in der Maxstraße in Neorenaissance von Krampf.
Das ehemalige Sanatorium Dr. Dietz (um 1900) im Stil der Neorenaissance ist mit für Kurhotels typischen Eisenbalkons ausgestattet. Die Villa Hailmann (1903) in der Kurhausstraße in Neurenaissance stammt von Antony Krafft. Das Kurtheater (1905) im Jugendstil plante der Erbauer von Wandelhalle und Regentenbau Max Littmann. Das Haus Marktplatz 10 (1907) von Krampf ist ein Sandsteinbau im Jugendstil, der im Gegensatz zur Gründerzeit eine plastische Wirkung anstrebt. Der Wittelsbacher Turm (1907) auf dem Scheinberg im Stil eines Monumentaldenkmals stammt ebenfalls von Krampf. Das Hotel Krosse (1908) in der Ludwigstraße im barockisierenden Jugendstil von Anton Eckert ist ein Beispiel des großstädtischen Jugendstils, der den Biedermeier in Bad Kissingen ablöste. Das Littmannhaus (1908) ist ein Wohn- und Geschäftshaus im klassizisierenden Jugendstil, das Littmann im Kontext zum nachfolgenden, benachbarten Regentenbau plante.
Das Haus Marktplatz 8 (1910) im Jugendstil, von Adolf Gögel, bildet mit dem Nachbarhaus Marktplatz 7 eine Baugruppe. Das Haus Hartmannstraße 26 (um 1910) vom Berliner Architekten Heinrich Möller ist ein viergeschossiges Jugendstil-Mietshaus mit Elementen, die charakteristisch für Hausbauten in Großstädten sind. Der Marktplatz 17 (1912) im klassizisierenden Jugendstil von Krampf ist ein weiteres Beispiel für die bauliche Entwicklung in der Altstadt, insbesondere am Marktplatz, bei der kleinere Häuser in der Zeit nach 1900 durch größere Bauten ersetzt wurden. Auf dem Sinnberg zog sich der Bau des wuchtigen Bismarckturms von Wilhelm Kreis durch die Unterbrechung des Ersten Weltkriegs von 1914 bis 1926 hin. In den seit 2001 nicht mehr genutzten Städtische Schlachthof (1925) von Joseph Hennings, im Volksmund Ochsenkathedrale, flossen Elemente des Neuen Bauens und des Jugendstils ein.
Eine Nachnutzung als Markthalle war im Gespräch. Das Kurhausbad (1927) in der Prinzregentenstraße, im klassizistischen Stil, von Littmann, war bei Eröffnung die größte derartige Anlage Europas. Das inzwischen, wie alle zuvor aufgeführten Bauwerke, unter Denkmalschutz stehende Terrassenschwimmbad (1954) am Finsterberg von Anton Koller und Hans-Joachim Haberland hat eine Glasscheibe in der Beckenwand, die Außenstehenden einen Blick unter Wasser gewährt und Kissingens erstes modernes Wahrzeichen, denn Café-Pavillon. Das zweite moderne Wahrzeichen der Bäderarchitektur folgte mit der KissSalis Therme (2004) im Stadtteil Garitz von Kenéz + Jaeger (Bild siehe: Gegenwart).

Weitere Profanbauten
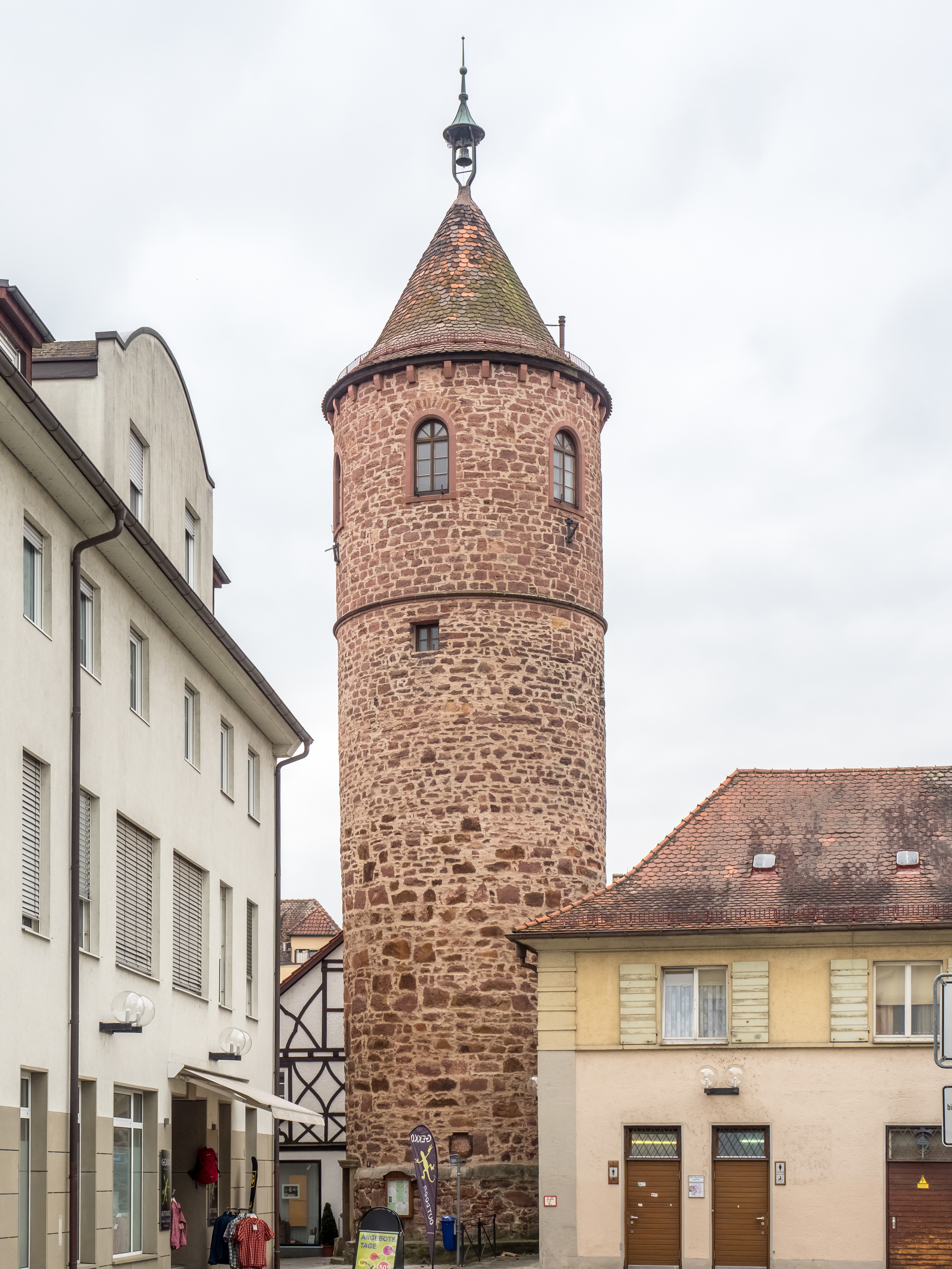
Feuerturm (15. Jh.)
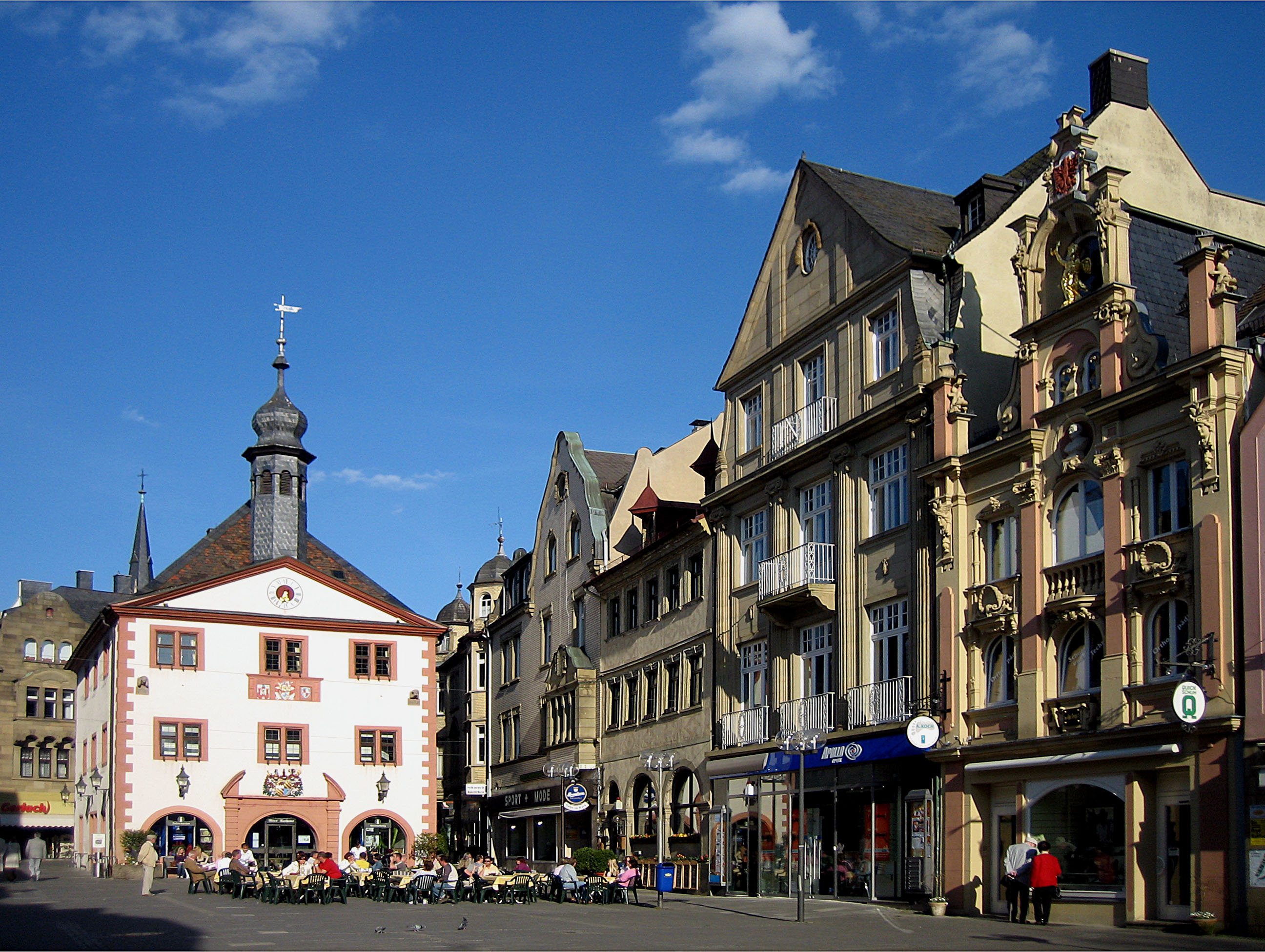
Altes Rathaus (1577) und Häuser der Gründerzeit
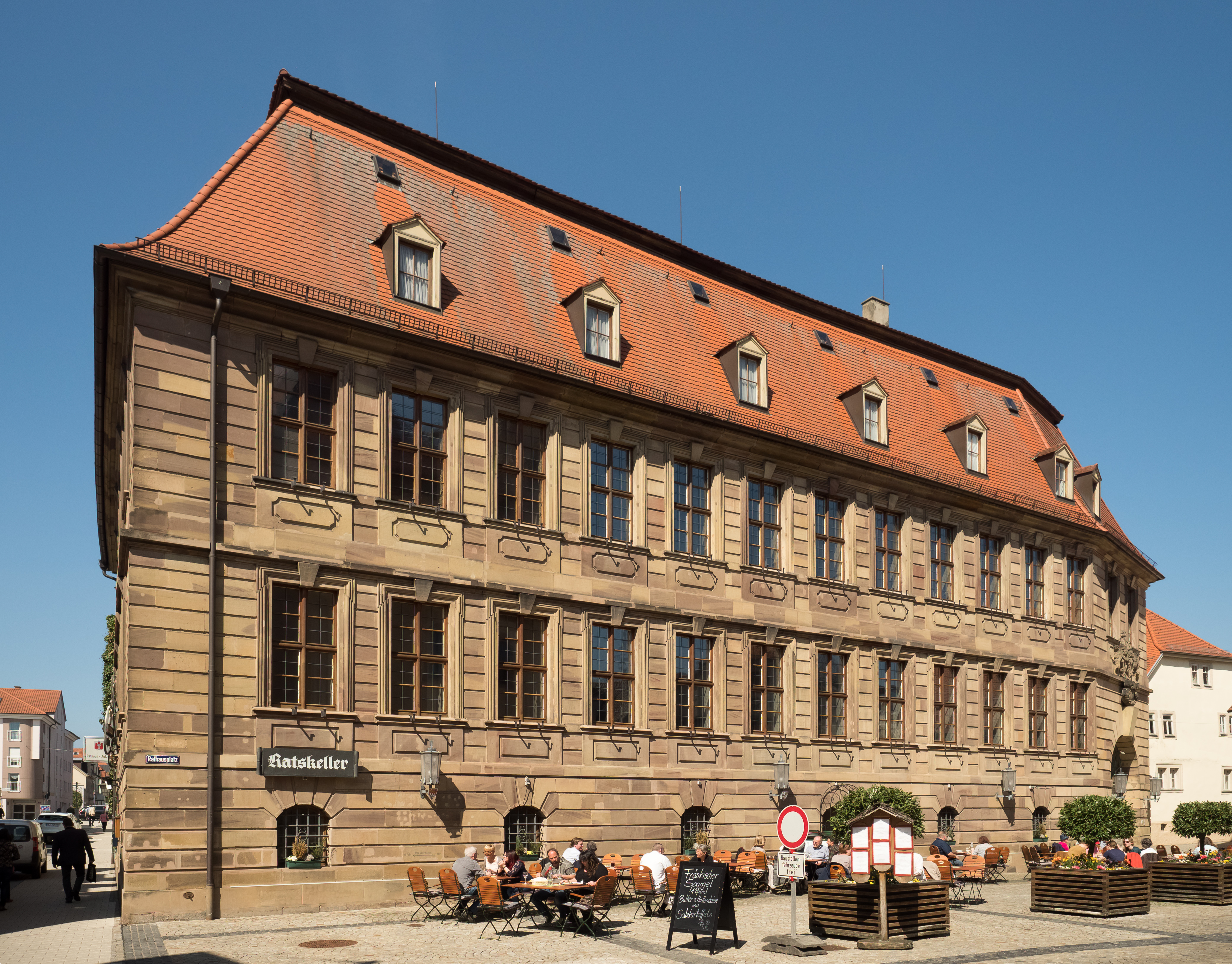
Heußleinscher Hof (1709) seit 1929 Neues Rathaus
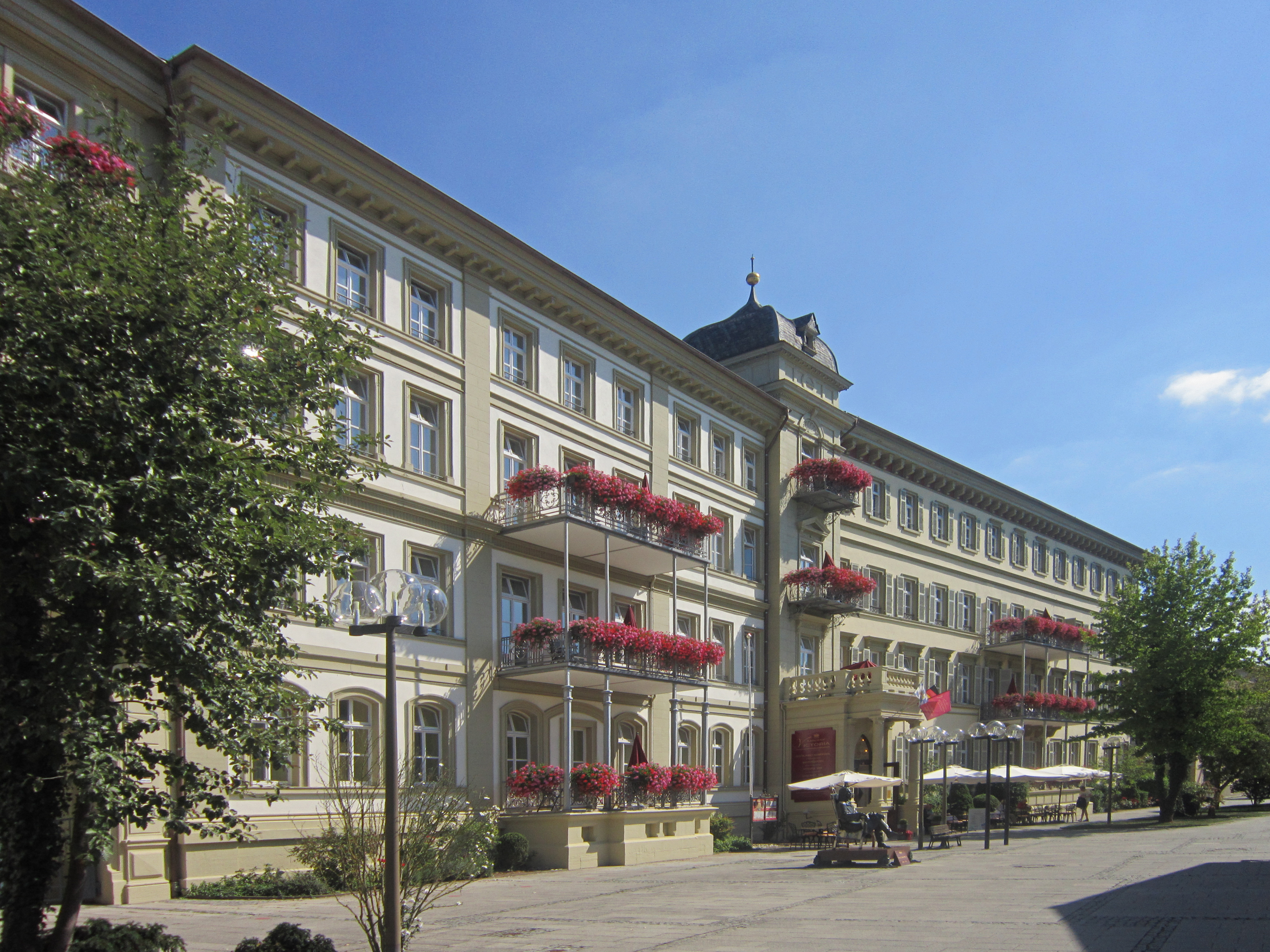
Hotel Kaiserhof Victoria (1836/40)
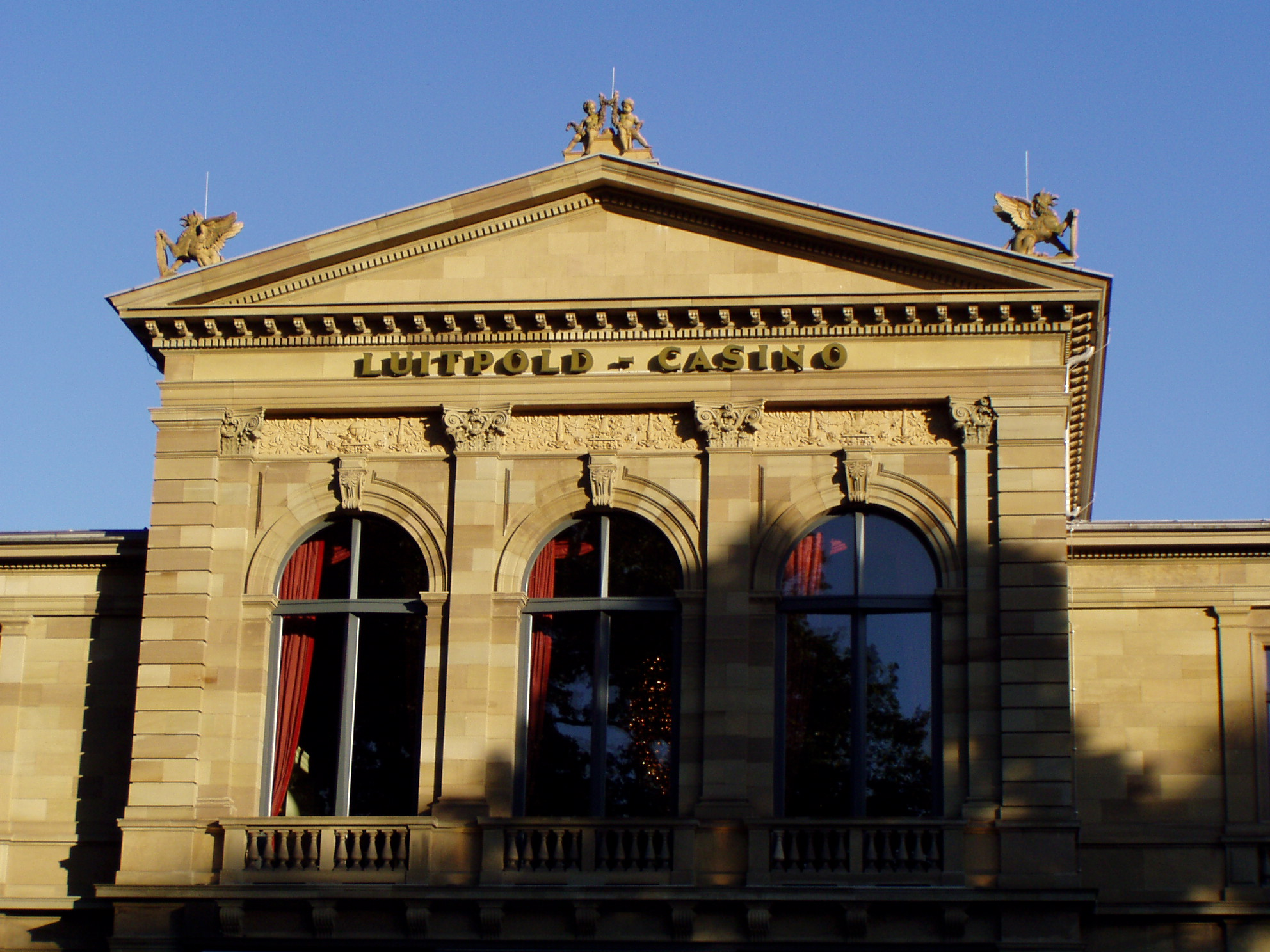
Staatliche Spielbank Luitpold-Casino (1880)
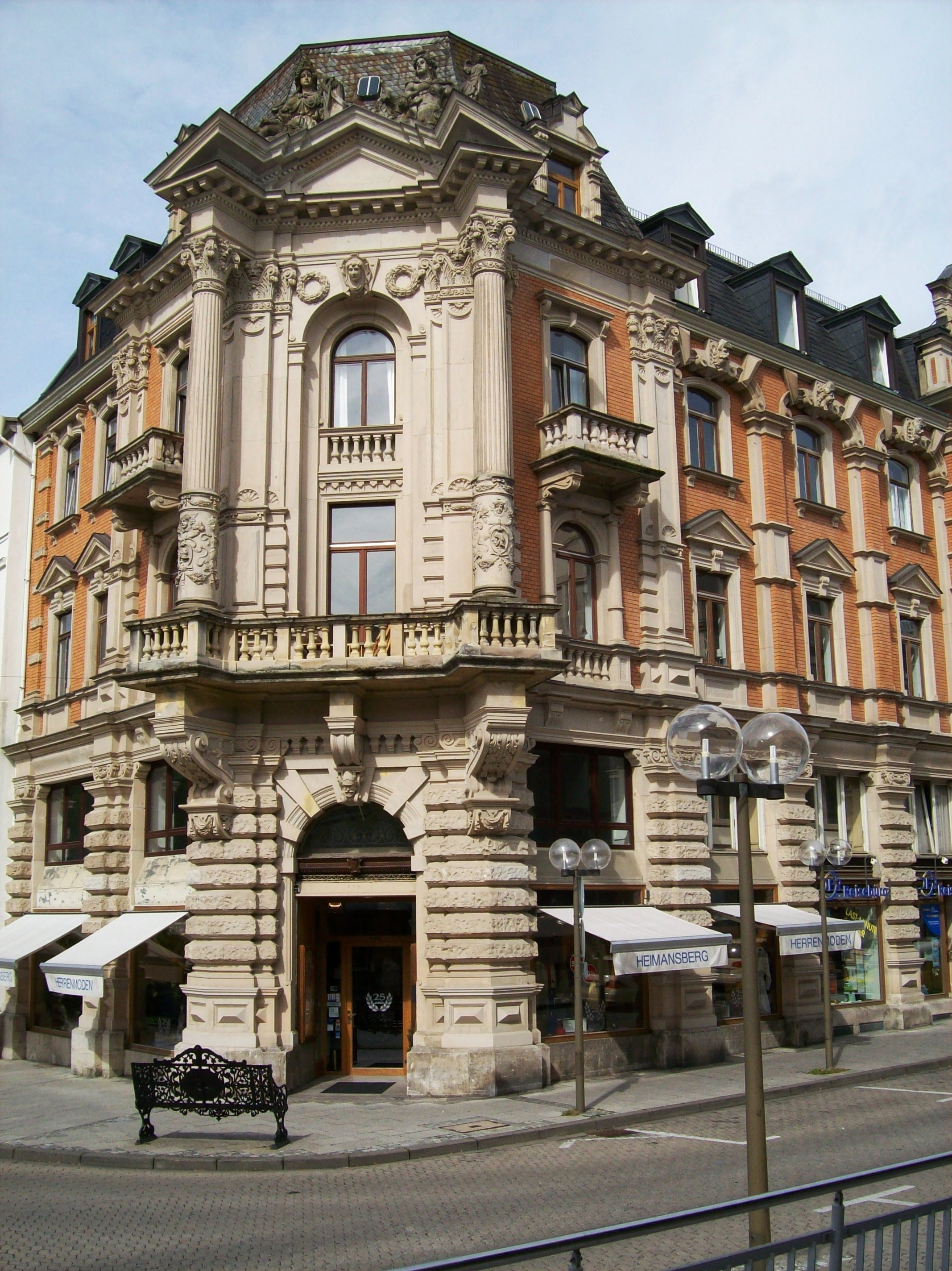
Villa Messerschmitt (1894)
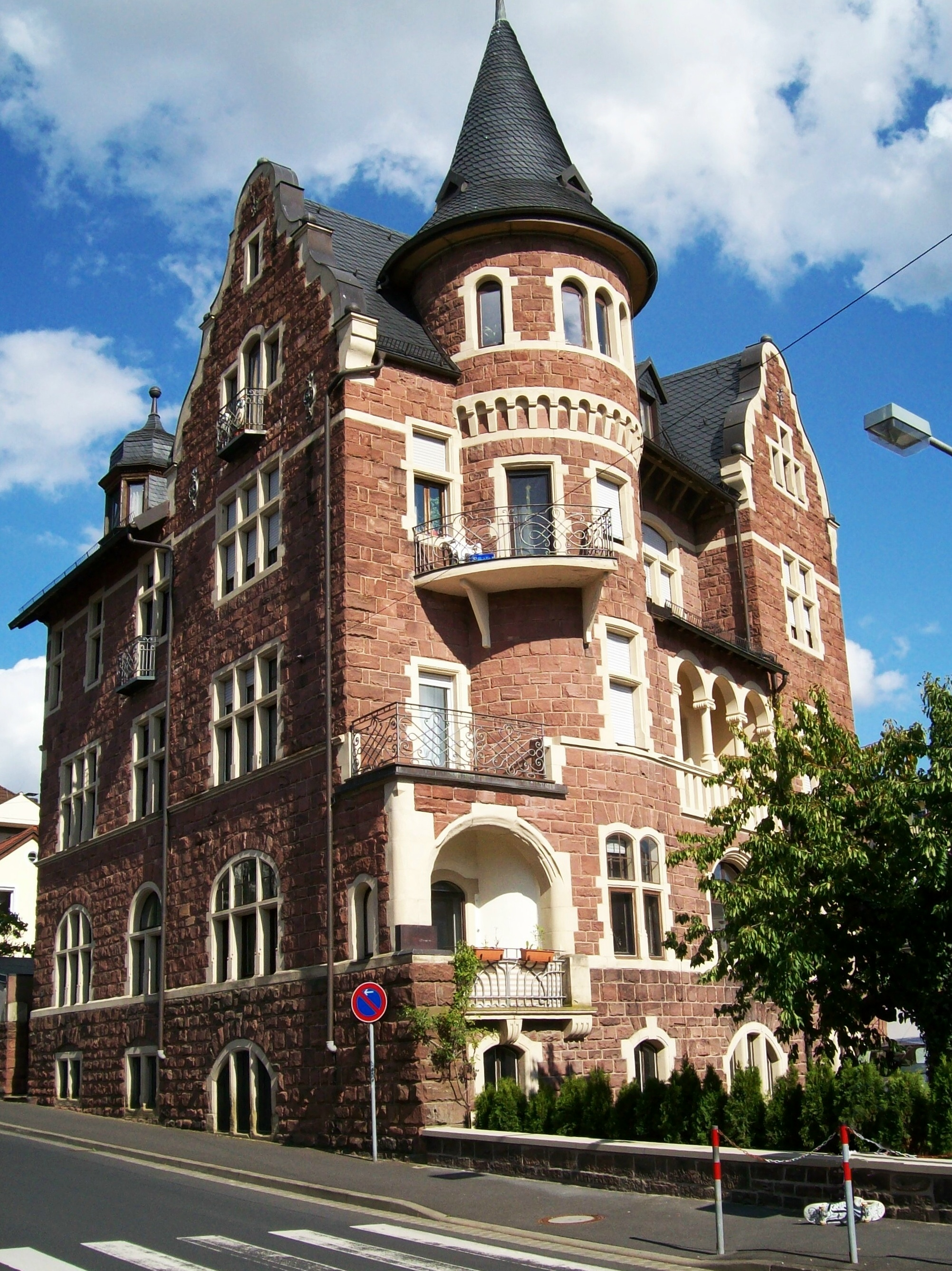
Peters Burg (1898)
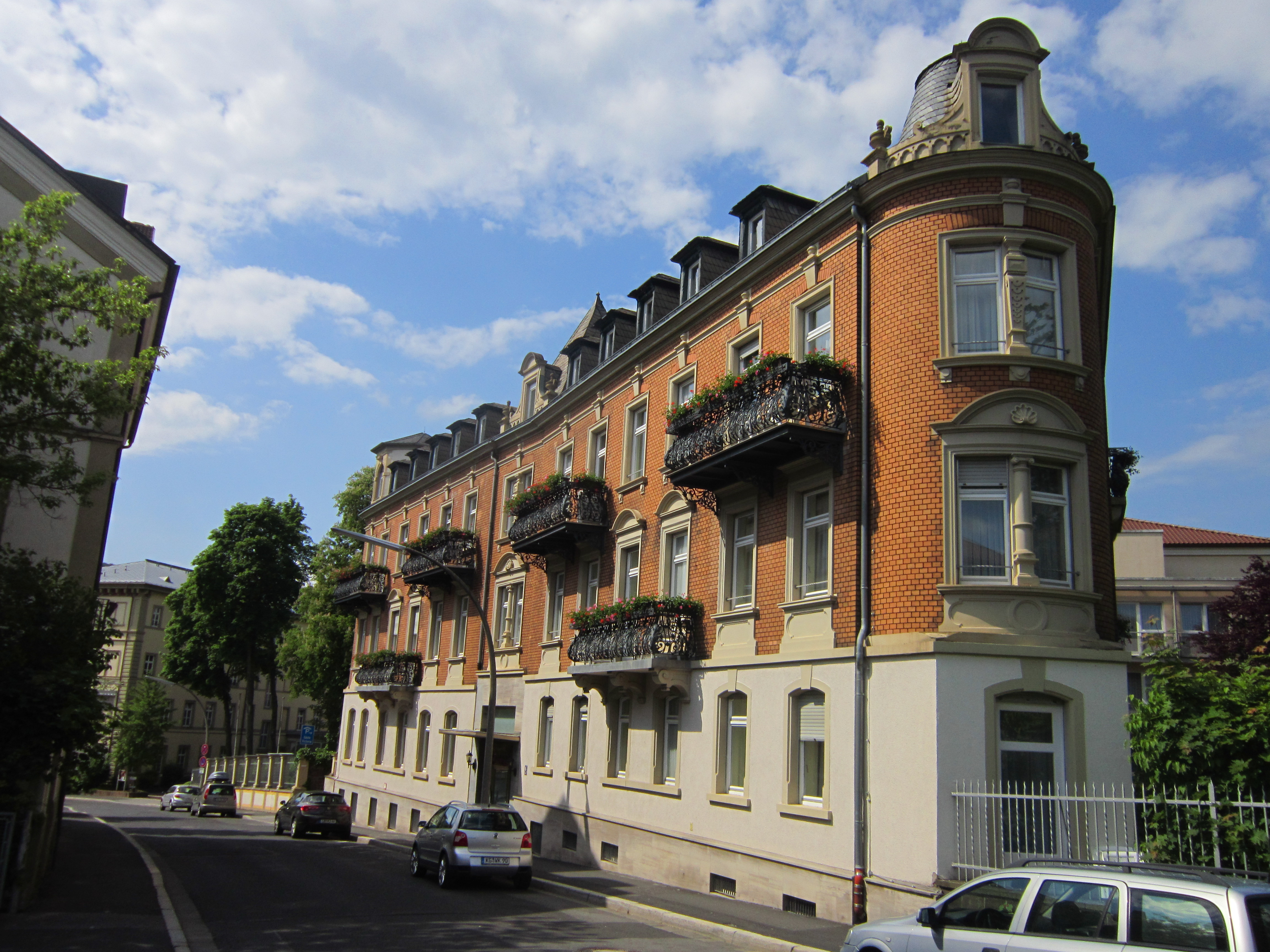
Ehem. Sanatorium Dr. Dietz (um 1900)
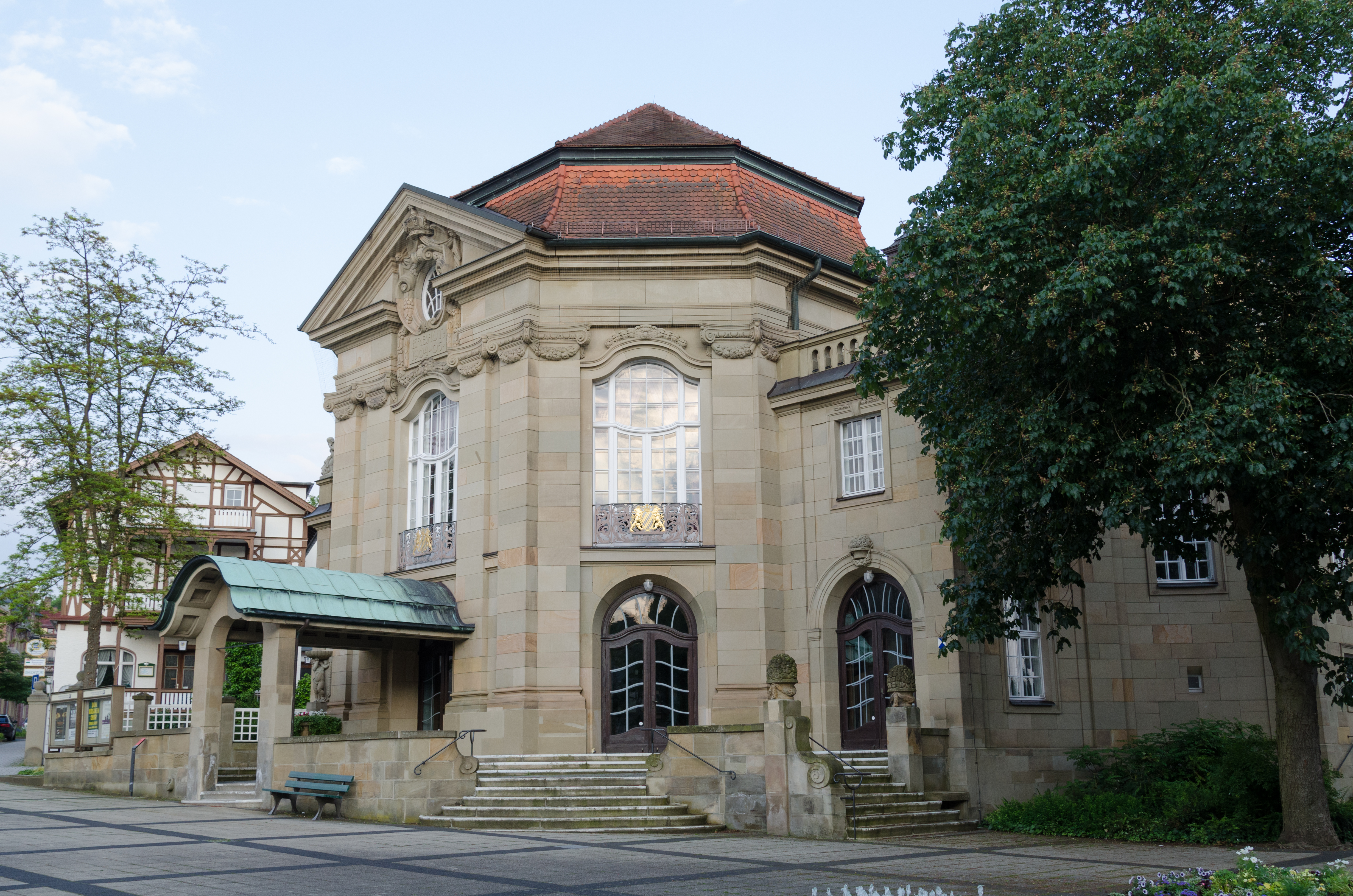
Kurtheater (1905)
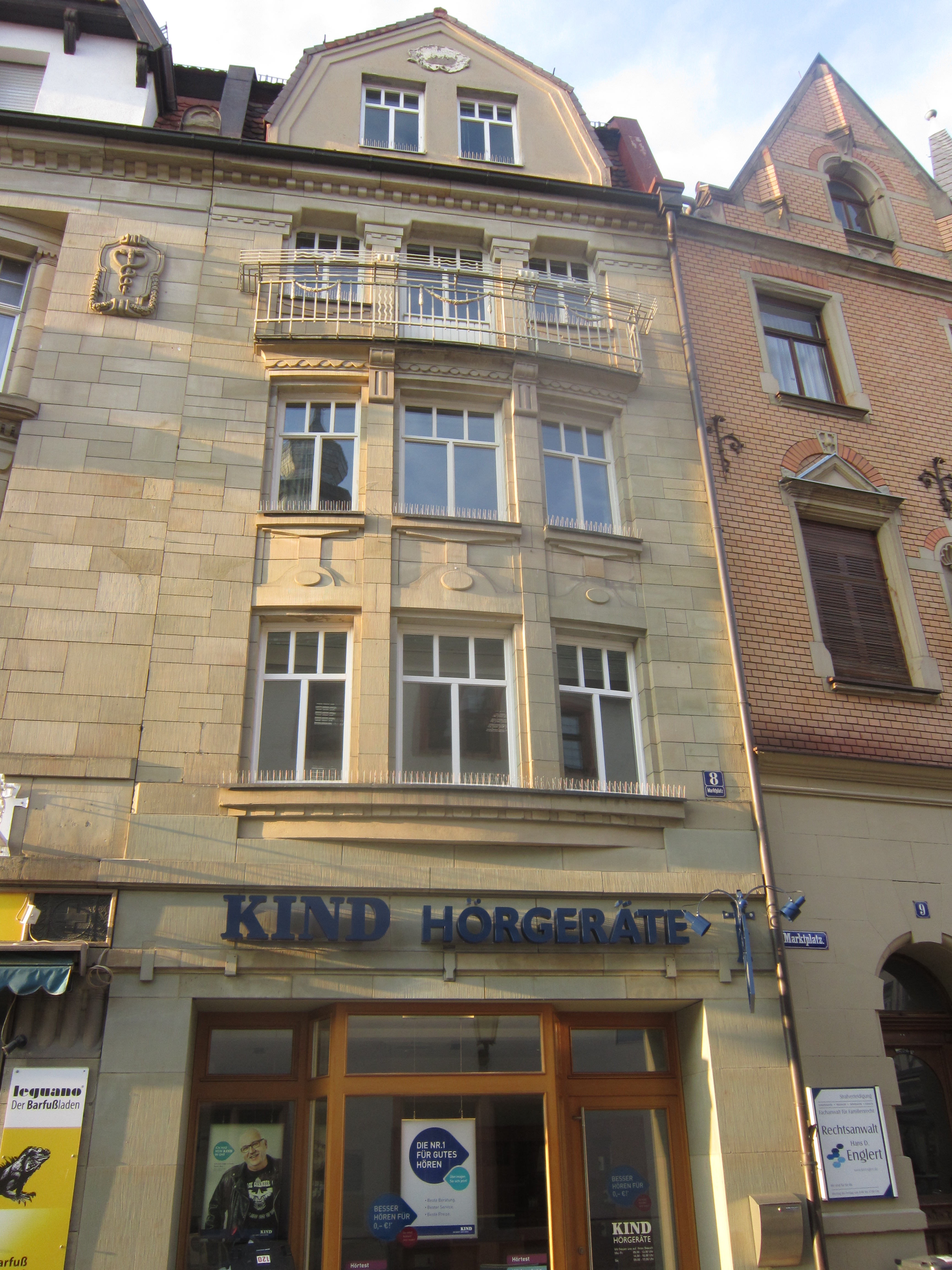
Marktplatz 8 (1910)
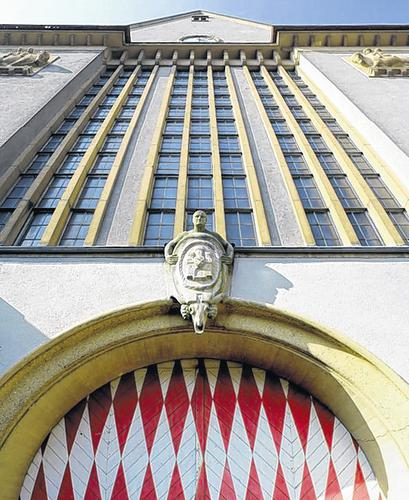
Schlachthof (1925)

#### Kirchen
- Die katholische Kirche St. Jakobus (Volksmund: Jakobi-Kirche) war die alte katholische Pfarrkirche Kissingens. Der Turm stammt aus dem 14. Jahrhundert, das quadratische Langhaus (1772–1775) wurde von Johann Philipp Geigel im klassizistischen Stil erbaut.
- Die katholische Stadtpfarrkirche Heiligstes Herz Jesu wurde im neugotischen Stil 1882 von Andreas Lohrey erbaut. Ihr Turm ist 67 Meter hoch (Bild siehe: Katholische Kirche).
- Bei der Marienkapelle im Kapellenfriedhof stammen Chor und Turmuntergeschoss aus dem 15. Jahrhundert. Das Langhaus wurde nach Plänen Balthasar Neumanns im 18. Jahrhundert errichtet. Die barocke Innenausstattung stammt von Benedikt Lux aus Bad Neustadt.
- Die evangelisch-lutherische Erlöserkirche wurde 1847 nach Plänen von Friedrich von Gärtner errichtet und 1891 von August Thiersch neoromanisch erweitert.
- Die Russisch-orthodoxe Kirche des Heiligen Sergius von Radonesch (1901) im neobyzantinischen Stil von Viktor Schröter (St. Petersburg) wurde unter der Bauleitung von Carl Krampf für die damals sehr zahlreichen russischen Kurgäste errichtet. Träger der Kirche ist die Bruderschaft des heiligen Fürsten Wladimir (Bild siehe: Russisch-Orthodoxe Kirche).

Neben den Kirchen in der Kernstadt gibt es weitere in den 1972 eingemeindeten Orten.

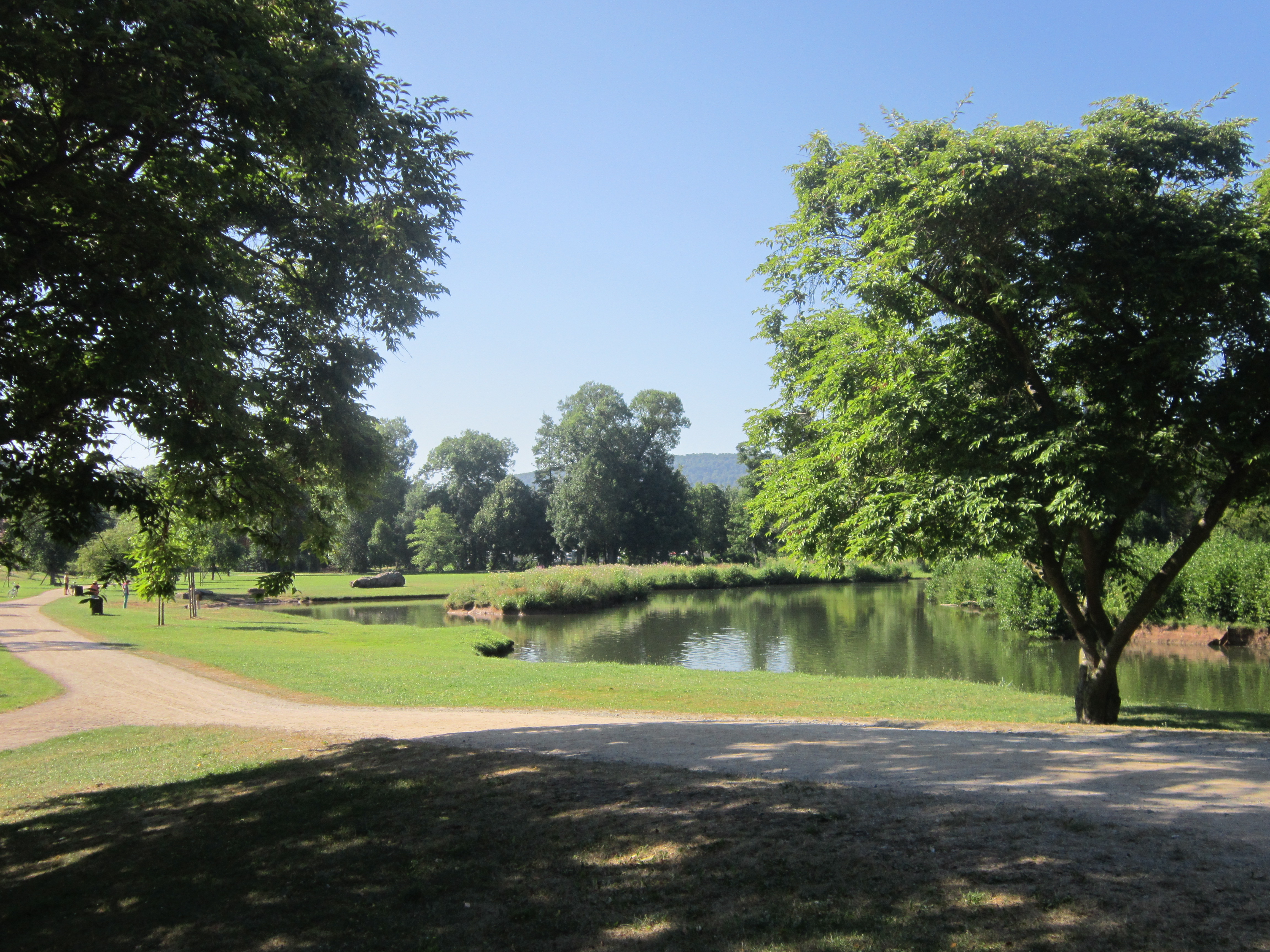
Luitpoldpark
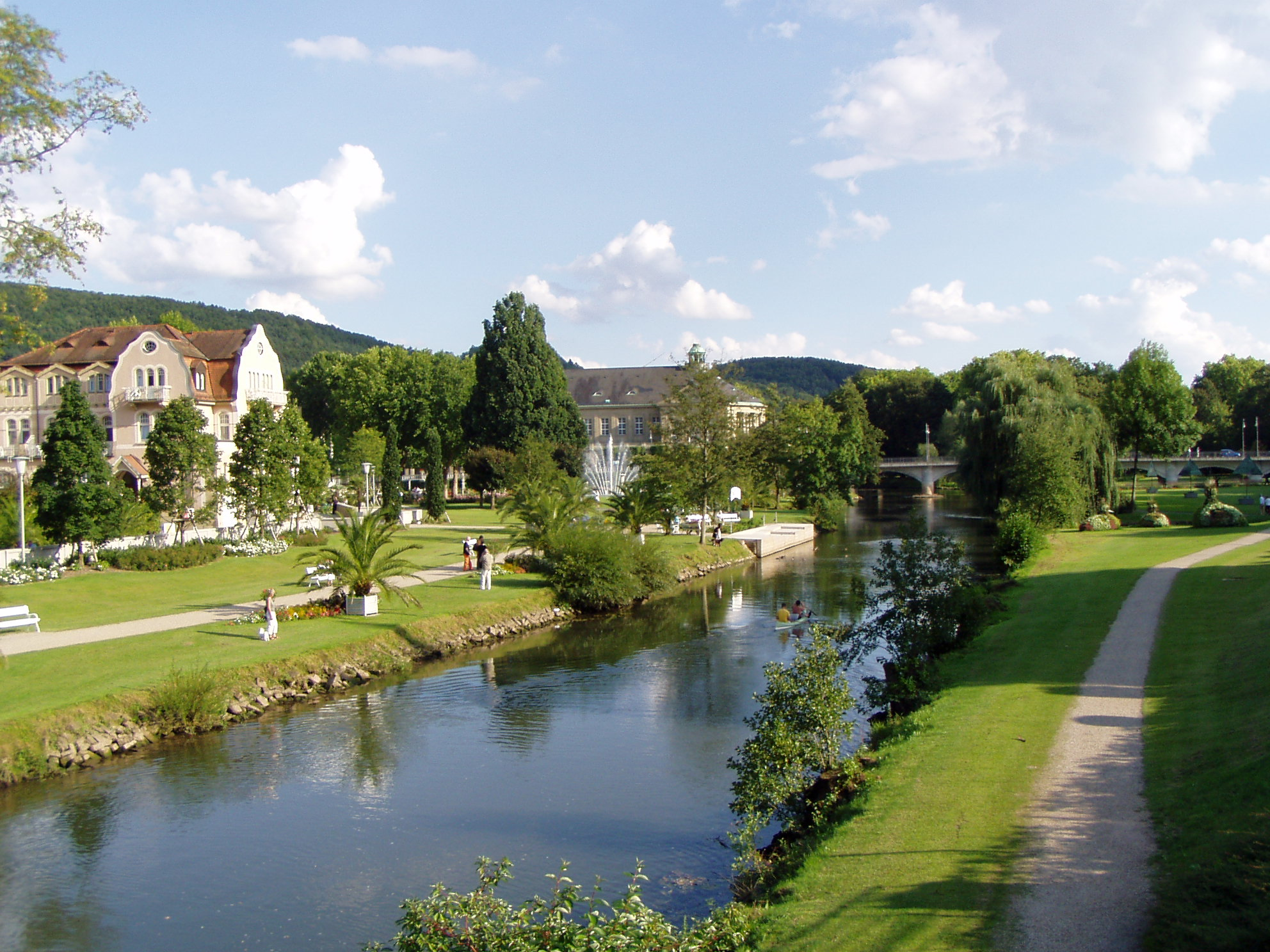
Rosengarten mit Fränkischer Saale
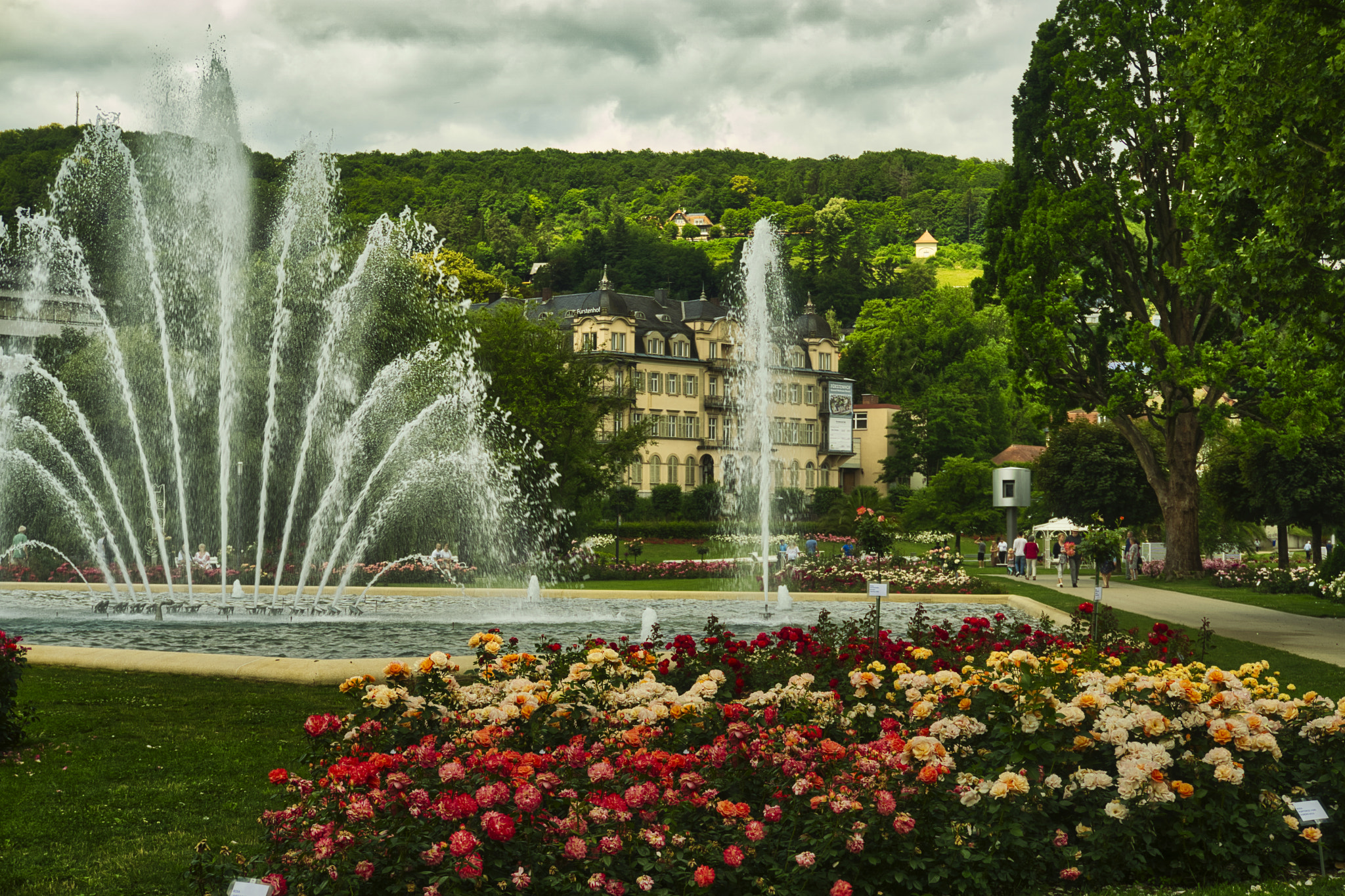
Rosengarten mit Fürstenhof
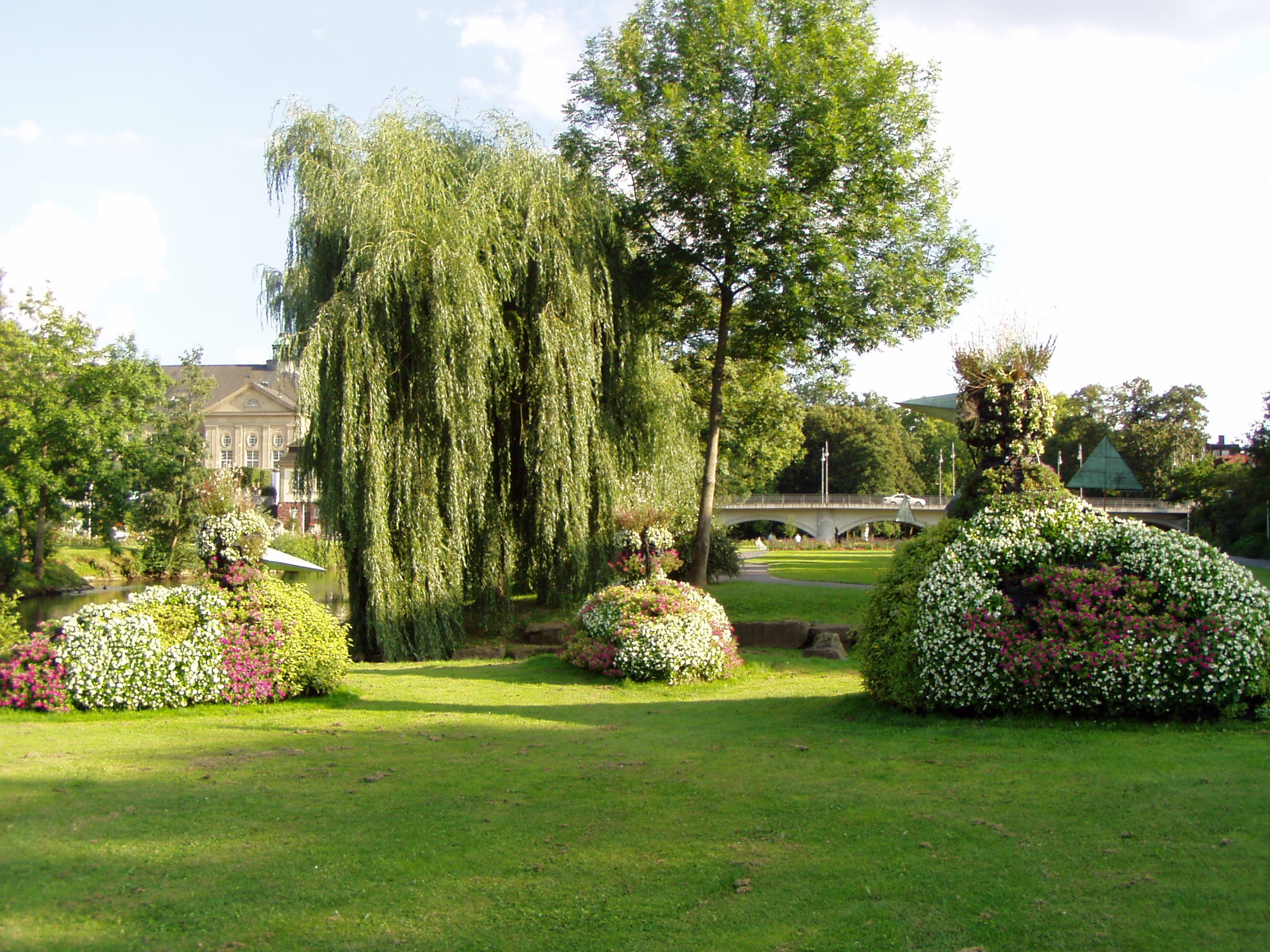
Rosengarten mit Blumen-Enten

### Parks und Naturdenkmäler
- Wildpark Klaushof, vier Kilometer nordwestlich
- Bildeiche bei Albertshausen
- Duftwald (Bad Kissingen)
- Kaskadental
- Luitpold-Park
- Rosengarten
- Ballinghain mit Finsterberg
- Liebfrauensee mit Kapellenfriedhof (Friedhofspark)
- Weg der Besinnung
- Eiringsburg
- Wichtelhöhlen (Euerdorf)

Siehe auch: Sieben Berge

### Sport

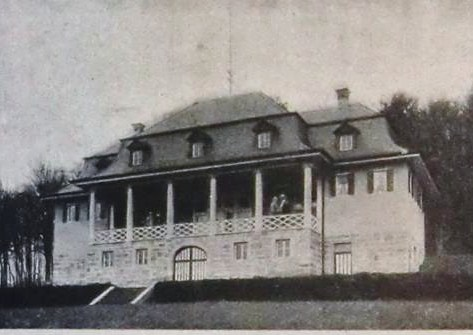
Golf-Clubhaus (um 1915)

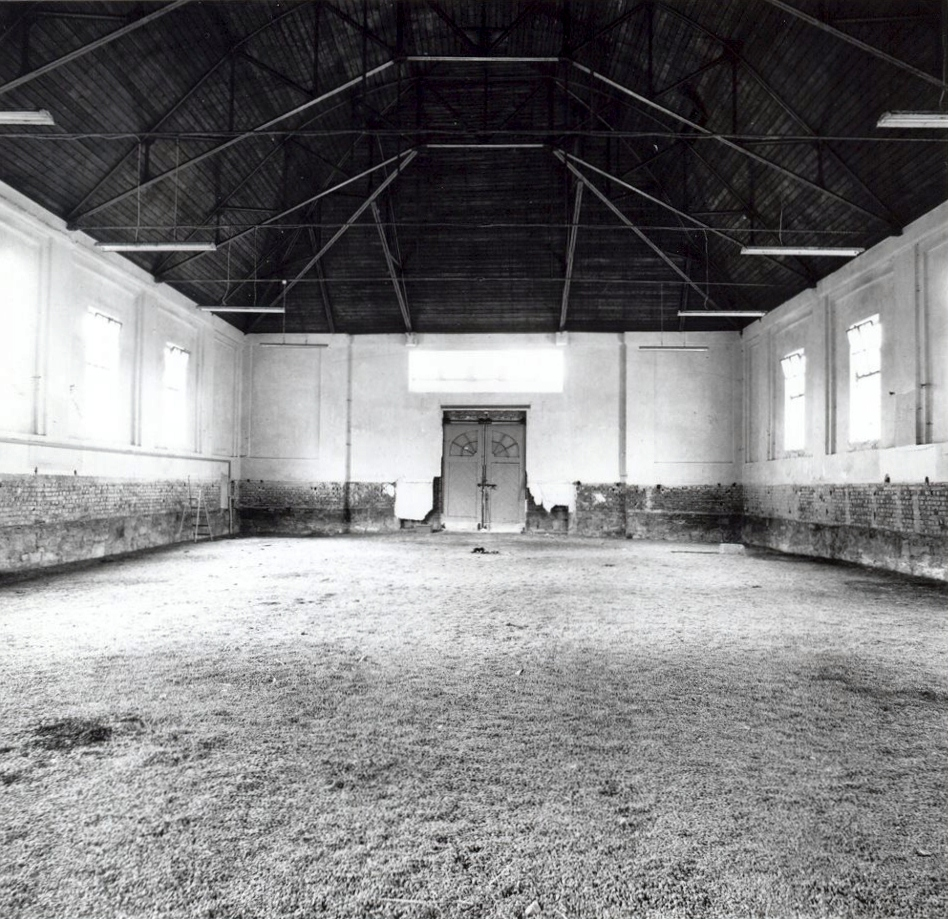
Reithalle Tattersall (1920)

Bad Kissingen besitzt das klassische Sportprofil einer Kurstadt. Fußball spielt eine untergeordnete Rolle, während Pferdesport und Golf das sportliche Leben seit 100 Jahren prägen, in neuerer Zeit auch Eishockey.
- Golfclub Bad Kissingen. Er wurde 1910 gegründet und ist der zweitälteste Golfclub Bayerns mit dem ältesten Golfplatz des Freistaates (1911).[107] Er liegt im Saaletal südlich der Kurstadt.
- Reiterverein Bad Kissingen. Er hatte von 1930 (mit Kriegsunterbrechung) bis 1987 sein Domizil im Tattersall. In den 1920er Jahren wurde in der Oberen Au ein Turniergebäude mit einer 100 m langen Zuschauertribüne errichtet, für Reit- und Fahrturniere. Der Rennbetrieb wurde nach dem Zweiten Weltkrieg nicht wieder aufgenommen.[108] Der RV Bad Kissingen veranstaltet hier das jährliche Rakoczy-Reitturnier. Nach dem Krieg wurde hier zudem der Flugplatz Bad Kissingen aufgebaut, seitdem besteht hier ein kombinierter Turnier- und Flugplatz.
- 1. FC 06 Bad Kissingen. Er ist der höchstklassige Fußballverein der Stadt (Bezirksliga Unterfranken).
- Turn- und Sportverein Bad Kissingen 1876 e. V. Er hat (Stand: 2018) 1.051 Mitglieder[109] und über 15 Abteilungen.
- Tennis-Club Rot-Weiß Bad Kissingen. Er besitzt 10 Sand- und 2 Hallenplätze; höchstklassige Mannschaft sind die Herren 50 (Bayernliga).[110]
- Schützenverein Edelweiß Reiterswiesen (mit Luftpistole). Er befindet sich in der Bayernliga.

### Vereine
In Bad Kissingen gibt es eine Vielzahl von Vereinen, dazu gehören:
- die Pfadfinder mit ihrer Jugendarbeit
- die Katholische junge Gemeinde mit ihrer Jugendarbeit, besonders dem jährlich stattfindenden Sommer-Zeltlager mit den Ministranten
- den Modellflugplatz des Mfg-Bad Kissingen e. V.
- die am 7. Dezember 1906[111] gegründete Sektion Bad Kissingen des Deutschen Alpenvereins mit 2515 Mitgliedern (Stand: 31. Dezember 2021)[112] betreut die Bad Kissinger Hütte in den Tannheimer Bergen und die DAV-Kletterhalle Bad Kissingen „No Limits“.[113]
- eine Zweigstelles des Rhönklubs, welche am 5./6. August 1876 gegründet wurde. Diese hat (Stand: 2019) 347 Mitglieder, betreibt den Wanderweg: Hochrhöner, welcher 135 km lang ist, die Kissinger Hütte (Nicht mit der Bad Kissinger Hütte verwechseln).[114][115] Der Feuerturm in Bad Kissingen gehört auch zur Sektion.[116]
- die DLRG Bad Kissingen mit einer großen Jugendabteilung und Training im lokalen Hallenbad

### Regelmäßige Veranstaltungen

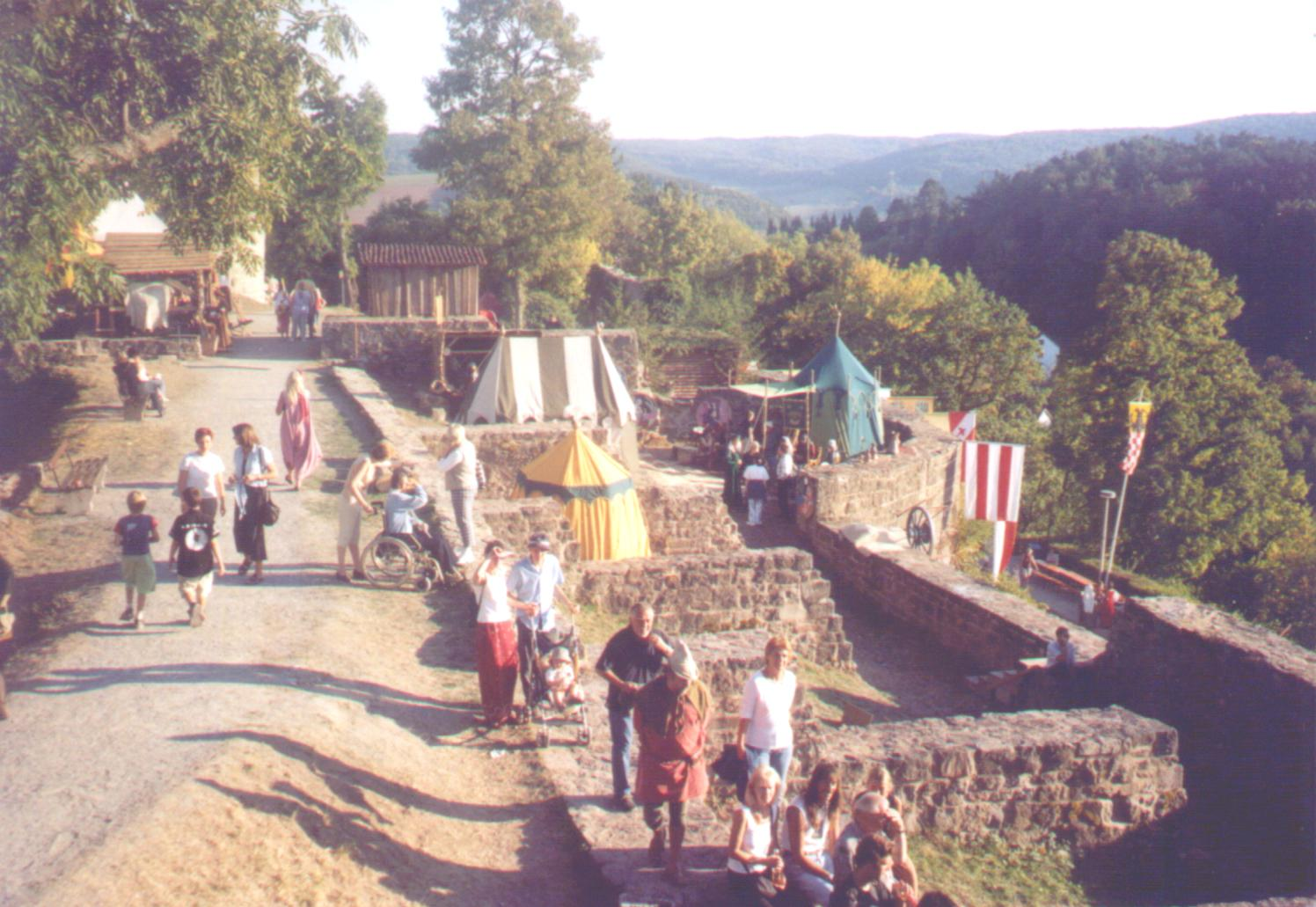
Minnesang und Schwerterklang auf der Burgruine Botenlauben

- Das Rákóczi-Fest ist ein historisches Stadtfest mit Festumzug am letzten Wochenende im Juli.
- Der Kissinger Sommer ist ein vierwöchiges, internationales Musikfestival von Mitte Juni bis Mitte Juli. Um dem Kulturbetrieb der Stadt neue Impulse zu verleihen, fand 1986 im Rahmen der Zonenrandförderung erstmals der Kissinger Sommer statt. Das Musikfestival hat im Lauf der Zeit einen weltweiten Ruf erworben.
- Der Kissinger Winterzauber wurde 1999 als Gegenpart zum Kissinger Sommer geschaffen. Das vierwöchige Musikfestival gleicher Art findet von Anfang Dezember bis Anfang Januar statt.
- Der Kissinger KlavierOlymp ist ein internationaler Klavier-Wettbewerb junger Talente im September und Oktober.
- Das Umsonst & Draußen Musik-Festival für die jüngere Generation findet im Juni statt.
- Minnesang und Schwerterklang ist ein mittelalterliches Ritter-Spektakel auf der Burgruine Botenlauben am dritten Wochenende im September.
- Die ZF Sachs Franken Classic ist eine jährliche Oldtimer-Rallye zu Pfingsten.
- Abenteuer & Allrad ist die größte Offroad-Messe der Welt.[117] Sie wird von der Firma pro-log GmbH seit 1999 auf dem einstigen Raketenstützpunkt der US Army im Stadtteil Reiterswiesen veranstaltet, mit über 200 Ausstellern und über 50.000 Besuchern.[118]
- Der Triathlon Bad Kissingen ist eine offene Triathlonveranstaltung im Kurpark Anfang September.
- Die Kissinger Osterklänge sind eine Veranstaltungsreihe mit Konzerten, Schauspielen, Lesungen und thematisch konzipierten Gottesdiensten der evangelischen und katholischen Kirche.

### Kulinarische Spezialitäten
Der Kissinger ist ein Gebäck aus Butterplunderteig in Hörnchenform mit Marmeladen- oder Haselnussfüllung. Die Einnahme des Heilwassers in den Kuranlagen vor dem Frühstück brachte die Kissinger Bäcker auf die Idee, Spezialitäten wie den Kissinger anzubieten. Feinbäcker (Meisner, Memmel, Messerschmidt und Zoll) bauten im Kurgarten Verkaufsstände auf.
Die Kissinger Oblaten gibt es seit 1928 und werden von der Familie Zintl seit 1937 hergestellt. Gegründet hat das Familienunternehmen Alois Zintl. Ursprünglich kommen die Oblaten aus Karlsbad als Karlsbader Oblaten. Die Kissinger Oblaten sind weniger süß als ihre Vorbilder aus dem Böhmischen Bäderdreieck.

## Wirtschaft und Infrastruktur

### Verkehr

#### Brücken und Stege

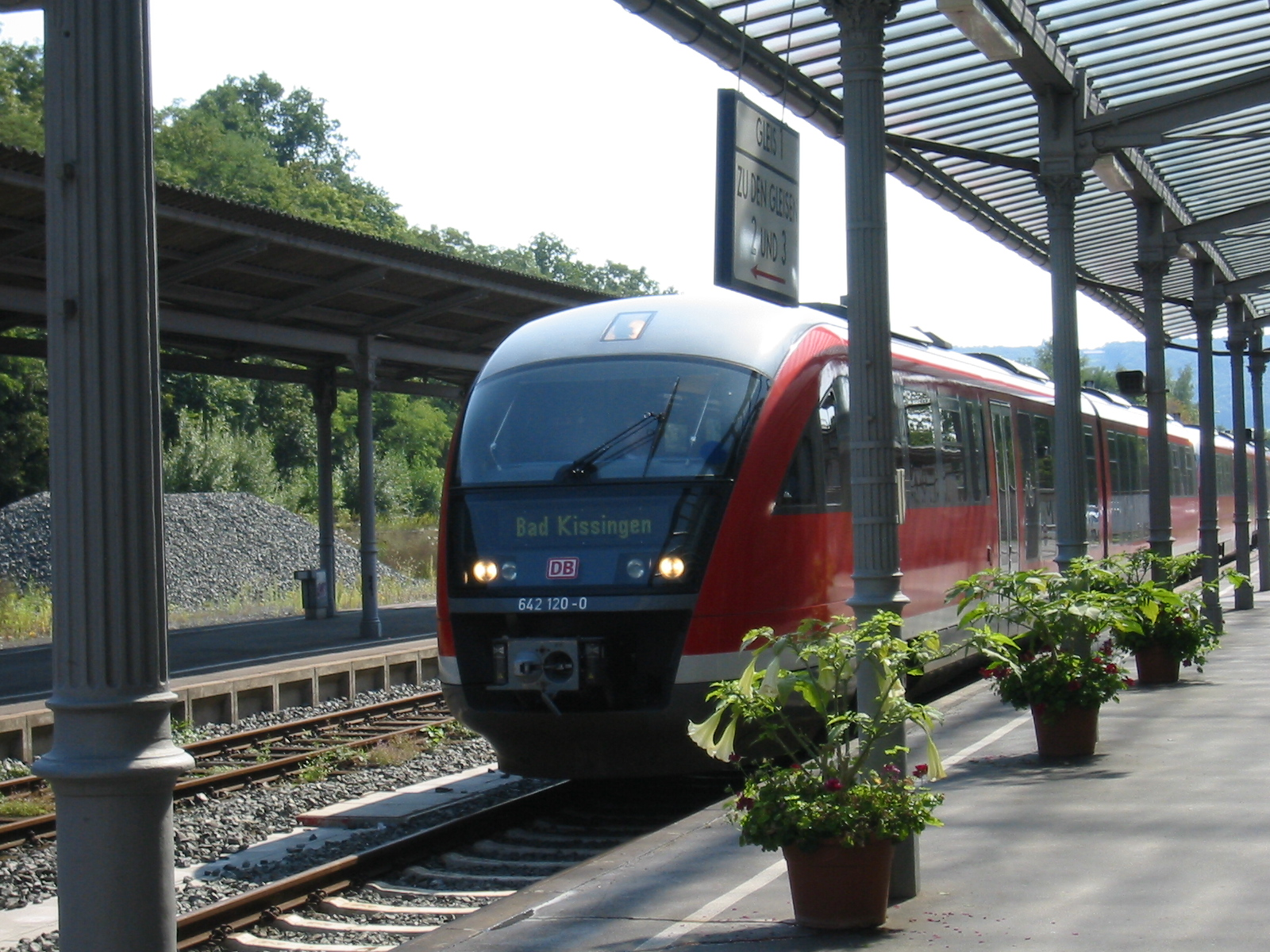
Bahnhof Bad Kissingen
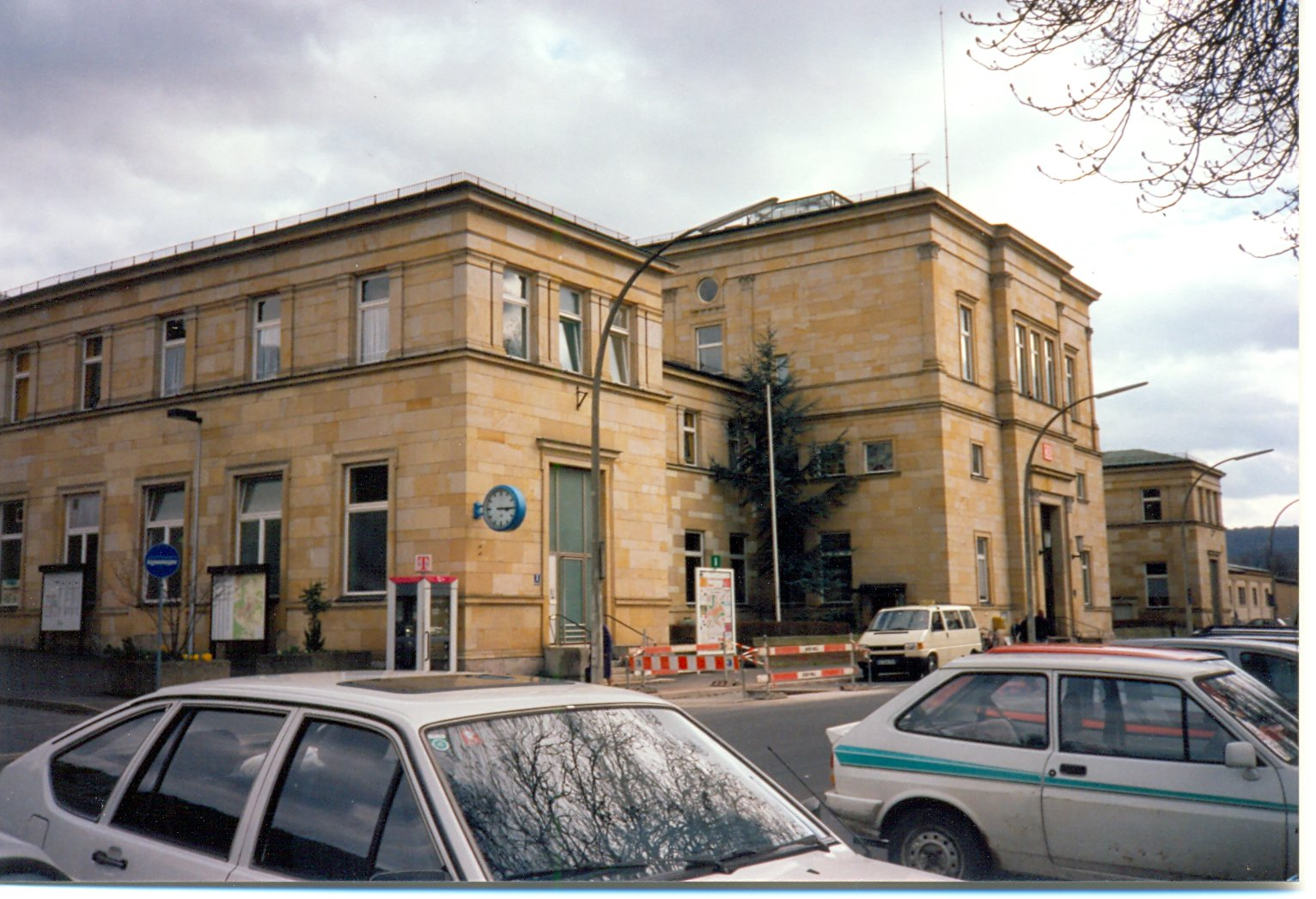
ebd.
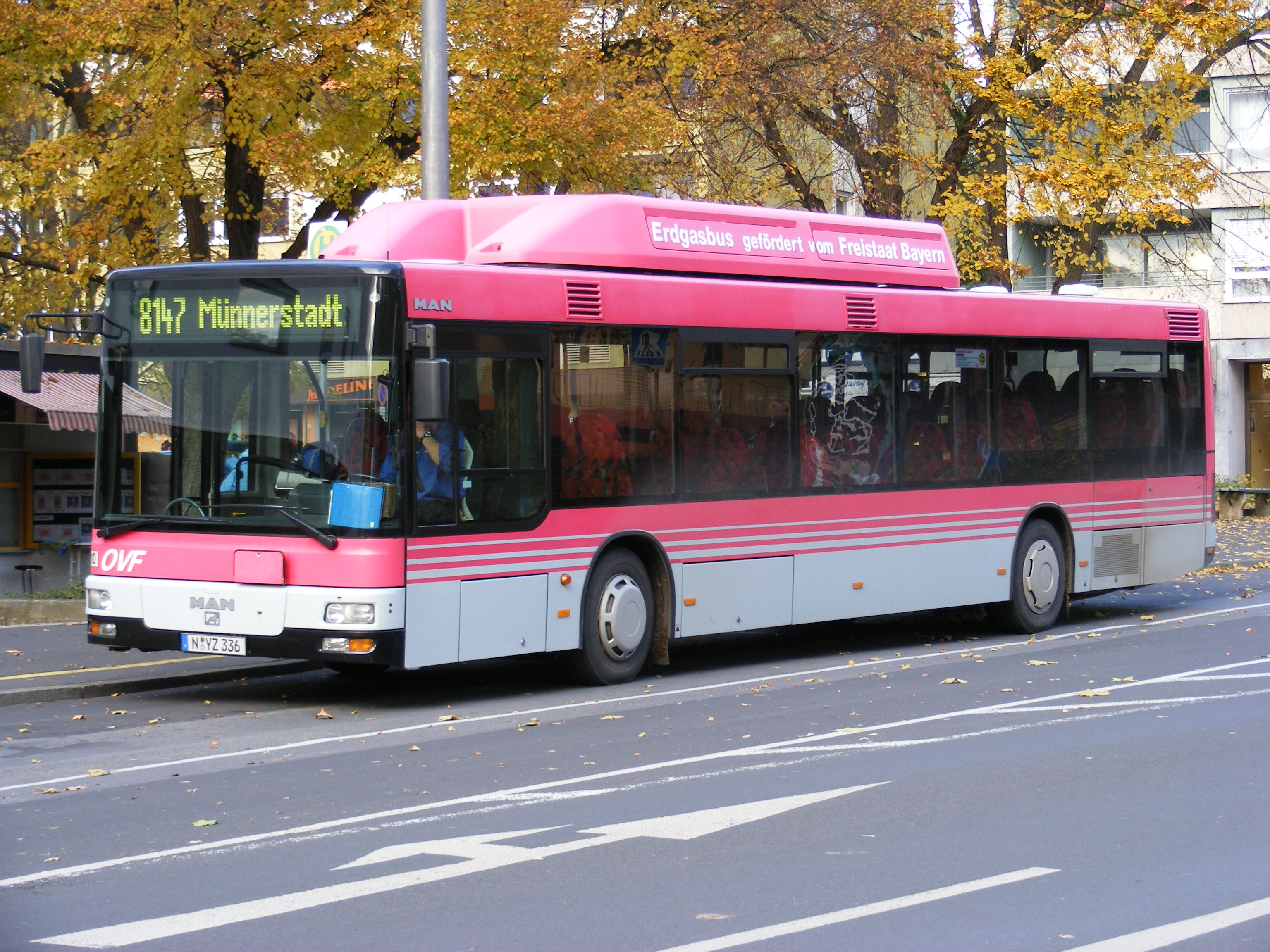
Erdgasbus der OVF in Bad Kissingen
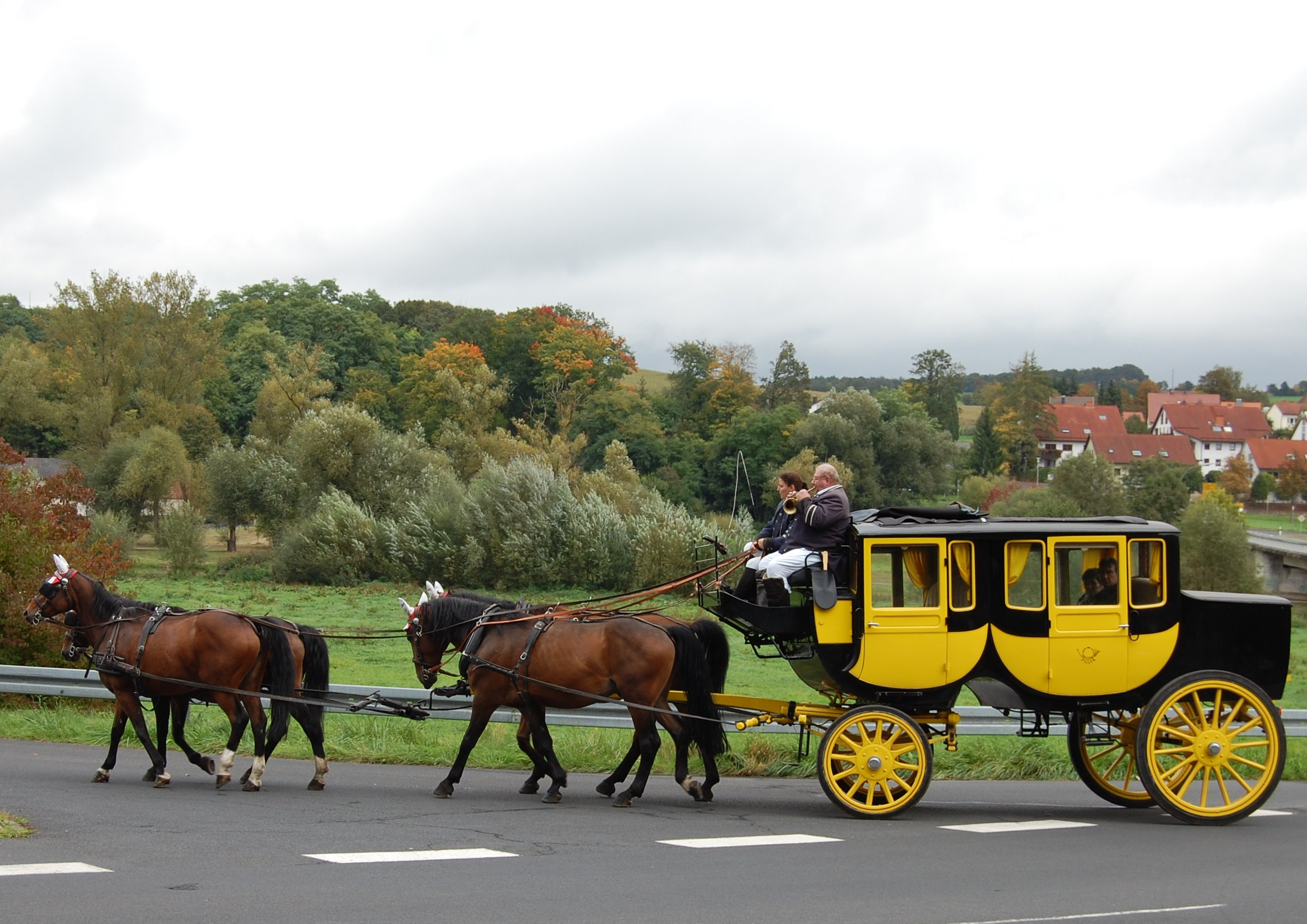
Postkutschenlinie Bad Kissingen–Bad Bocklet

Bad Kissingen besitzt einschließlich der Bereiche, in denen die Stadtgrenze in Flussmitte verläuft, fünf Straßenbrücken und zwölf Stege über die Fränkische Saale. Zwei davon befinden sich auf dem Golfplatz, einer ist nicht öffentlich begehbar. Der Steg am Schweizer Haus wurde speziell für Pferde (rutschfest) angelegt.

#### Straßenverkehr
Durch das Stadtgebiet verlaufen die B 286 (Schweinfurt–Bad Brückenau) und die B 287 (Hammelburg–Münnerstadt). Die nächsten Autobahnen sind die A 7 (Kassel–Fulda–Würzburg) und die A 71 (Erfurt–Schweinfurt).

#### Luftverkehr
Der Flugplatz Bad Kissingen befindet sich an der Oberen Au, einen Kilometer nördlich des Kurviertels.

#### Öffentlicher Verkehr
Postkutsche
Von April bis Oktober besteht die einzige von der Deutschen Post in Deutschland noch in Betrieb befindliche Postkutschenlinie Bad Kissingen–Bad Bocklet.
Bus
Neben mehreren Regionalbuslinien, die in den Landkreis führen, erschließen mehrere Stadtbuslinien alle Stadtteile. Befahren werden die Linien von den KOB und der OVF. Die Kurkarte gilt in den Stadtbuslinien im ganzen Stadtgebiet als Fahrschein. Acht Stadtbuslinien und zwei Zusatzlinien werden privat von der Firma Weltz betrieben.
Schifffahrt
Die Saaleschiffahrt Bad Kissingen verkehrt mit einem Personenschiff zwischen Rosengarten und Unterer Saline.
Schiene
Der Bahnhof Bad Kissingen ist ein Kopfbahnhof und verknüpft die Bahnstrecke Gemünden–Bad Kissingen mit der Bahnstrecke Ebenhausen–Bad Kissingen. Er wird von der Deutschen Bahn und der Erfurter Bahn bedient. Die Züge von Bad Kissingen Richtung Ebenhausen fahren alle weiter bis Schweinfurt Hauptbahnhof oder noch weiter bis Schweinfurt Stadtbahnhof. In Schweinfurt Hbf besteht mit Regional-Express-Zügen Anschluss an die beiden benachbarten ICE-Halte in Würzburg und Bamberg. Außerdem gibt es direkte Regional-Express-Verbindungen zwischen Bad Kissingen und Würzburg. In Gemünden besteht Anschluss in Richtung Frankfurt oder Fulda, in Ebenhausen in Richtung Meiningen und Erfurt.

### Öffentliche Einrichtungen
In Bad Kissingen befindet sich eine Außenstelle des Medizinischen Dienstes der Krankenversicherung und eine Dienststelle des Amtes für Ernährung, Landwirtschaft und Forsten. Des Weiteren befindet sich in Bad Kissingen die Zentralkasse des Finanzamtes Bad Kissingen, das die Steuern für die Finanzämter Bad Kissingen, Bad Neustadt an der Saale, Lohr am Main, Obernburg am Main und Aschaffenburg erhebt. Die Zentralkasse befindet sich im neu ausgebauten Luitpoldbad.

### Ansässige Unternehmen

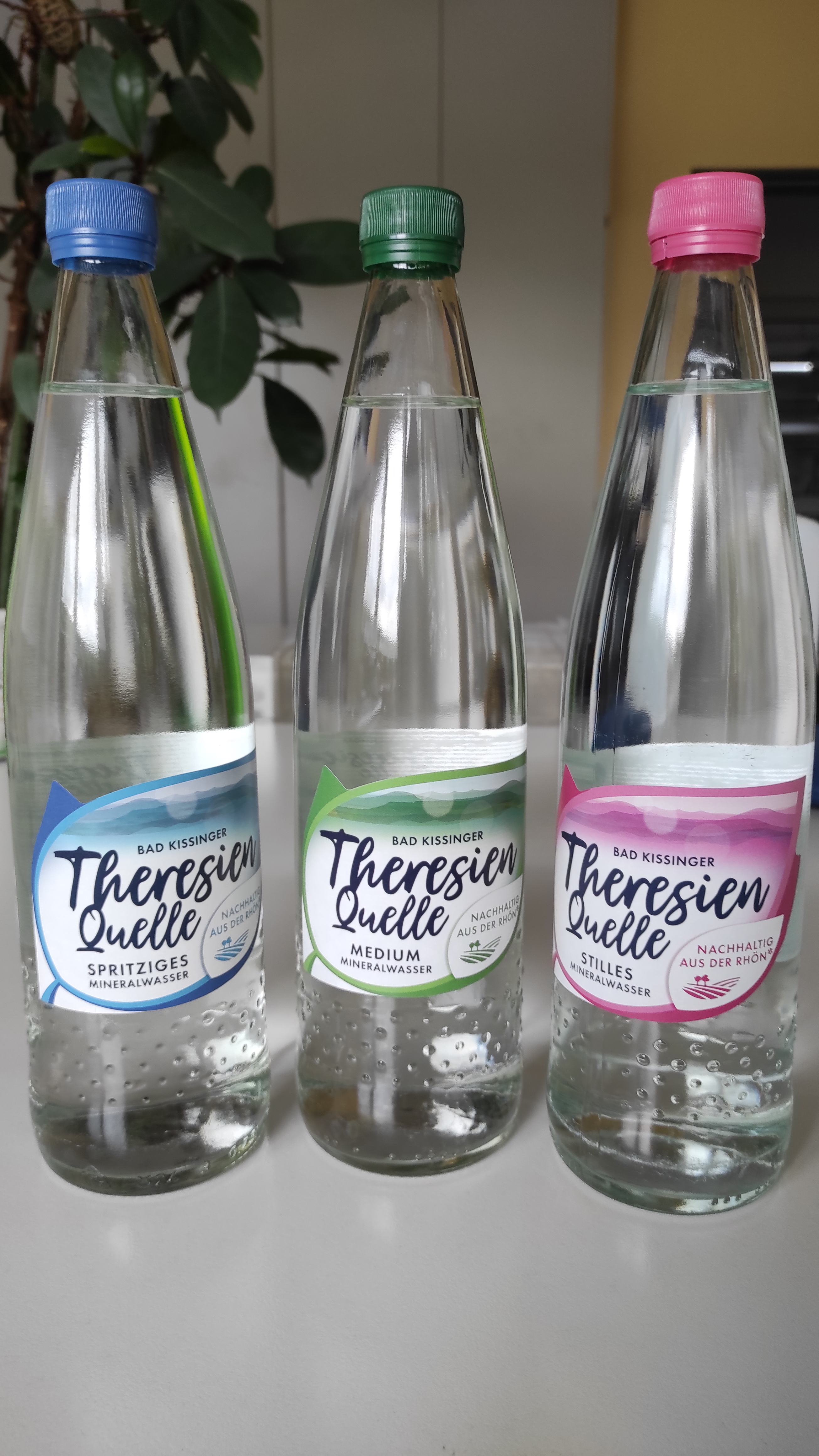
Mineralwasser Bad Kissinger, heute wieder in Glasflaschen abgefüllt

- pro-log mit der Offroad-Messe Abenteuer & Allrad
- Franken Brunnen mit dem Mineralwasser Bad Kissinger
- Saale-Zeitung (Kissinger Verlagsgesellschaft), seit 2010 Tochtergesellschaft der Mediengruppe Oberfranken
- Heiligenfeld Kliniken, Unternehmensgruppe mit mehreren Fachkliniken
- Klinik Bavaria, Betreiber mehrerer Rehakliniken
- Laboklin, Labor für klinische Diagnostik[120]

RS (Dr. Rudolf Spitaler) war ein Unternehmen für Modellbahnbau und in den 1950er Jahren ein bekannter Markenname von Modellbauten für Modelleisenbahnanlagen der Spur H0.

## Bildung
- KISSori-Lernzentrum – Kinderhaus, Grundschule, Gymnasium[121]
- Anton-Kliegl-Mittelschule[122]
- Saaletal-Schule, Sonderpädagogisches Förderzentrum[123]
- Staatliche Realschule Bad Kissingen[124]
- Jack-Steinberger-Gymnasium[125]
- Staatliche Berufsschule Bad Kissingen mit Berufsfachschule für gastgewerbliche Berufe[126]
- Rhön-Saale Gründer- und Innovationszentrum (RSG) mit Bachelor- und Master-Studiengang im Gesundheitsmanagement[127]

## Dokumentarfilme
- Weltkulturerbe Bad Kissingen – Ein Juwel europäischer Bädertradition. 44 Min. Buch und Regie: Birgit Eckelt. Produktion: Bayerischer Rundfunk. Deutschland 2021 (Online in der BR Mediathek).